# Cronologia del periodo rivoluzionario durante la Grande Guerra
Verso la conclusione e fin dopo la prima guerra mondiale notevoli sconvolgimenti travagliarono l'Europa orientale, tra cui la guerra civile russa, quella che Nikolaj Lenin (nome vero: Vladimir Il'ič Ul'janov) definì "inizio dell'era della rivoluzione sociale".

## 1914
Stati nel mondo
- 28 giugno - Attentato di Sarajevo ad opera di Gavrilo Princip: si apre la crisi di luglio che porterà alla guerra
- 28 luglio - L'L'impero Austro-ungarico dichiara guerra alla Serbia
- 31 luglio - Il capo della fazione pacifista interna ai socialisti francesi Jean Jaurès viene assassinato
- 31 luglio - La Pravda (il giornale dei bolscevichi) viene chiusa dal governo russo per propaganda disfattista - il suo direttore Lev Borisovič Kamenev (in questo momento principale esponente bolscevico rimasto libero in Russia) si rifugia in Finlandia
- 4 agosto - Nell'ambito dello "Spirito d'Agosto" in Germania, il SPD vota a favore dei crediti di guerra, creando grande sconcerto tra il socialismo internazionale, e vivaci proteste da parte di Karl Liebknecht che accusa di socialsciovinismo - a causa di ciò, è annullato l'imminente IX congresso della Seconda Internazionale (fondata nel 1889 a Parigi dai partiti socialisti e laburisti europei) previsto a Vienna
- 4 agosto - Gli austro-ungarici fondano a Leopoli l'Unione per la Liberazione dell'Ucraina
- 14 agosto - Lo Zar promette l'indipendenza alla Polonia una volta finita la guerra
- 17 agosto - Inizia l'invasione russa della Prussia Orientale
- 19 agosto - Dopo un breve arresto iniziato l'8 agosto, in quanto cittadino russo, Lenin viene rilasciato dal carcere di Nowy Targ (presso Poronin, dove vive dal 1912), nella Galizia austro-ungarica, con l'obbligo di lasciare il paese, per cui si trasferisce a Berna, in Svizzera
- 3 settembre - Con la battaglia di Galizia (iniziata il 23 agosto) i russi occupano Leopoli, ed avanzano fino al 24 settembre
- 3 settembre - Nel Principato d'Albania (dal 22 gennaio gestito da una Commissione Internazionale di Controllo) a seguito di una rivolta pan-islamica (Rivolta contadina in Albania) guidata da Essad Pascià e Haji Kamil, il filo-tedesco principe Guglielmo di Wied lascia il paese e fugge in Germania. In virtù della spartizione dell'Albania, nelle settimane seguenti il nord del paese viene occupato dagli eserciti serbo e montenegrino (il contingente tedesco della Commissione internazionale, assegnato a Scutari, riesce fortunosamente a raggiungere via terra il territorio bosniaco)
- 7 settembre - Un contingente russo di 80.000 uomini partito da Arcangelo sbarca in Francia
- 9 settembre - Il cancelliere tedesco Theobald von Bethmann-Hollweg propone come obiettivi di guerra il Septemberprogramm
- 3 ottobre - I maggiori dotti tedeschi firmano il Manifesto dei Novantatré a favore della guerra
- 27 ottobre - L'esercito greco occupa il territorio albanese corrispondente alla ex secessionista (dal 28 febbraio fino al Protocollo di Corfù del 17 maggio) Repubblica Autonoma dell'Epiro del Nord; stretta tra l'occupazione serbo-montenegrina a nord e greca a sud, l'area centrale (corrispondente alla precedente Repubblica dell'Albania Centrale) si proclama un effimero e filo-ottomano Emirato d'Albania
- 29 ottobre - Come da Alleanza turco-tedesca siglata il 2 agosto, l'invasione serbo-montenegrina dell'Albania determina l'Impero ottomano ad entrare in guerra a fianco degli imperi centrali - il 30, nonostante l'alleanza turco-bulgara siglata il 19 agosto, la Bulgaria dichiara la propria neutralità
- 30 ottobre - L'Italia (che non si è ancora schierata nella guerra in corso tra le potenze) occupa l'isola di Saseno, sulle coste albanesi
- 1 novembre - Viene pubblicato il manifesto del Comitato centrale del POSDR sulla guerra e sulla socialdemocrazia russa
- 8 novembre - In seguito all'entrata in guerra dell'Impero ottomano, la Persia dichiara la propria neutralità (verrà poi coinvolto nel conflitto anche il suo territorio, ma senza partecipazione diretta)
- 18 novembre - Kamenev è arrestato nei sobborghi di Pietrogrado durante una riunione clandestina assieme a 5 dei 6 deputati bolscevichi alla IV Duma (tra cui Matvej Konstantinovič Muranov e Grigorij Ivanovič Petrovskij) che ad agosto avevano votato contro i crediti di guerra. A maggio del 1915 vengono tutti condannati alla deportazione in Siberia (presso Turuchansk, dove dal 1913 vi si trovano già il principale esponente bolscevico rimasto in Russia Jakov Sverdlov, e altri bolscevichi tra i quali Giuseppe Stalin per reati comuni)
- fine novembre - In seguito all'offensiva della Slesia, in Russia si diffondono voci entusiastiche su un'imminente fine vittoriosa del conflitto - lo Zar si reca a visitare le truppe al fronte
- 2 dicembre - In Germania si votano nuovi crediti di guerra: solamente Karl Liebknecht vota contro, ottenendo però l'apprezzamento di molti compagni che determina una spaccatura nella SPD
- 4 dicembre - Davanti ad una fine vista come imminente del conflitto, i giornali italiani invitano il governo a non restarne fuori
- 6-17 dicembre - Dopo l'iniziale preponderanza russa, con la battaglia di Łódź l'iniziativa passa ai tedeschi, disilludendo i recenti entusiasmi russi su una imminente fine vittoriosa del conflitto
- 7 dicembre - Scaramucce di confine tra Grecia e Bulgaria - rimostranze greche riguardo il trattamento dei propri cittadini da parte dell'Impero Ottomano
- 24 dicembre - La Svezia rifiuta una proposta tedesca di alleanza
- 28 dicembre - Un contingente italiano sbarca a Valona, venendo a frapporsi tra la zona di occupazione greca ed il territorio albanese rimasto libero ("Emirato d'Albania")

## 1915
Stati nel mondo
- 18 gennaio - Nell'ambito delle relazioni bilaterali tra Cina e Giappone, il Giappone emette le "Ventuno richieste" alla Cina - il 9 maggio il governo cinese guidato da Yuan Shikai le accetta in parte
- 20 gennaio - Di fronte a spinte belliciste interne, la Spagna ribadisce ufficialmente la propria neutralità
- fine gennaio - Di fronte alla inaspettata continuazione del conflitto, la Russia smentisce voci su una eventuale pace separata
- 14 febbraio - Si tiene a Londra la I Conferenza dei Socialisti dei Paesi dell'Intesa (i bolscevichi russi sono rappresentati da Maksim Maksimovič Litvinov)
- 6 marzo - Aleksandr L'vovič Parvus (ebreo russo, ex bolscevico, affarista, residente a Costantinopoli da cui da inizio guerra dirige una rete segreta di contrabbando di merci tra i paesi belligeranti attraverso Romania e Svezia) è inviato in Germania dall'ambasciatore tedesco Hans Freiherr von Wangenheim allo scopo di organizzare il fomento di scioperi in Russia tramite i bolscevichi esuli - fonda la rivista Die Glocke, riferimento del "Gruppo Lensch-Cunow-Haenisch", ad agosto 1914 rappresentanti dell'ala del SPD contraria alla guerra ed ora fattisi rappresentanti della sua ala più socialsciovinista - tramite Karl Radek (di cui è amico intimo), il 6 maggio incontrerà Lenin a Berna, dopodiché si trasferisce a Copenaghen da dove organizzare il piano
- 22 marzo - Termina l'assedio di Przemyśl (iniziato il 9 novembre 1914) che viene presa dai russi
- 24 aprile - Mentre è da poco in corso il genocidio assiro, con la deportazione degli intellettuali armeni del 24 aprile 1915 inizia il genocidio armeno
- 26 aprile - Patto di Londra sull'entrata in guerra dell'Italia (dichiarerà guerra all'Austria-Ungheria il 24 maggio)
- 1 maggio - Con l'offensiva di Gorlice-Tarnów inizia lo sfondamento tedesco del fronte russo
- 7 giugno -  Nell'ambito delle relazioni bilaterali tra Cina e Russia, i due paesi siglano il Trattato di Kjachta, che sancisce l'indipendenza della Mongolia dalla Cina; in questo contesto in Russia viene proibito il possesso di oppio e suoi derivati (finora legale)
- 19 giugno - I socialisti tedeschi Karl Kautsky, Eduard Bernstein, e Hugo Haase pubblicano un manifesto in cui denunciano le intenzioni imperialistiche dei capitalisti tedeschi
- 22 giugno - Leopoli ripresa dagli austro-tedeschi: termina l'effimera occupazione russa della Galizia
- 24 giugno - A seguito di una pesante campagna di stampa imbastita dalle forze progressiste, deve dimettersi il (dal 1909) ministro della guerra Vladimir Aleksandrovič Suchomlinov, sostituito con Aleksej Andreevič Polivanov (che, inviso allo Zar, verrà sostituito il 15 marzo 1916 da Dmitrij Savel'evič Šuvaev, mentre contemporaneamente Suchomlinov verrà pure imprigionato con l'accusa di tradimento)
- luglio - A Turuchansk Kamenev come ex direttore della Pravda è sottoposto ad un processo dai compagni di prigionia per non aver seguito fedelmente ad agosto 1914 la linea disfattista dettata da Lenin
- 10 luglio - In Russia sulla base dell'Unione panrussa degli zemstvo (creato ad agosto 1914 da F. V. Schlippe col patrocinio della duchessa Elisabetta d'Assia-Darmstadt, sorella della zarina Alessandra) viene creato il Comitato principale per l'approvvigionamento dell'esercito, dell'Unione panrussa degli zemstvo, e delle Unioni Cittadine (Zemgor), affidato al principe Georgij Evgen'evič L'vov (esponente del Partito Cadetto alla Duma) - nel corso dei 2 anni seguenti esso assumerà sempre più la forma di un efficiente governo parallelo come conseguenza dell'inefficienza del governo ufficiale.
Viene creata anche la Conferenza speciale sulla difesa, che il 25 crea il "comitato per l'industria bellica", al cui "comitato centrale" (Ispolkom) è eletto presidente prima Nikolaj Stepànovič Avdakov, ed alla sua morte il 24 settembre l'ottobrista Aleksandr Ivanovič Gučkov
- 25 luglio - Baranavičy (sede della Stavka, il comando delle operazioni russe del fronte orientale) è presa dai tedeschi; la Stavka viene spostata a Mogilëv
- 31 luglio - Lublino occupata dai tedeschi
- 5 agosto - Con la conquista tedesca di Varsavia inizia la Grande ritirata, durante la quale si svolgono numerosi pogrom anti-ebraici da parte dell'esercito imperiale russo, riaprendo un'annosa questione ebraica in Russia, per cui il 19 su decreto dello Zar viene abolita temporaneamente (ma non sarà più ripristinata) la Zona di residenza: gli ebrei russi (quasi 7 milioni di individui) sono liberi di sciamare per l'intero paese
- 13 agosto - La Romania respinge la richiesta tedesca di passaggio di armamenti verso la Bulgaria (che è ancora neutrale) - analogo rifiuto da parte della Grecia di supportare il passaggio verso la Serbia avanzato dall'Intesa. Iniziano rispettive febbrili operazioni di intelligence per portare dalla propria parte gli ancora neutrali Bulgaria, Romania, e Grecia
- 21 agosto - Con il pretesto della violazione del Trattato di Losanna del 1912 (Campagna dei Senussi), l'Italia dichiara guerra anche agli ottomani. La dichiarazione avviene nel momento peggiore della campagna di Gallipoli
- 4 settembre - In Russia nasce il Blocco Progressista tra i partiti di opposizione al governo
- 5 settembre - Lo Zar Nicola II prende il comando delle forze armate russe
- 5-8 settembre - A Zimmerwald si tiene la I conferenza internazionale socialista (o "conferenza di Zimmerwald", motivo per cui dai difensisti i pacifisti vengono chiamati spregiativamente "zimmerwaldiani"): il congresso segna la frattura netta tra il marxismo classico di Kautsky e quello rivoluzionario russo (del quale "bolscevismo" diviene sinonimo) facente riferimento da ora a Lenin (il cui gruppo è di fatto un partito a sè stante da gennaio 1912) - tra le fazioni rivoluzionarie viene approvato all'unanimità un documento di compromesso, redatto dal menscevico russo Leone Trockij, nel quale si condanna il conflitto in corso in quanto imperialista
- 6 settembre - Convenzione di Sofia tra Bulgaria (che non è ancora entrata in guerra) e Ottomani
- 16 settembre - Lo Zar sospende temporaneamente la Duma
- 18 settembre - Vilnius occupata dai tedeschi - tedeschi e austriaci iniziano il disimpegno sul fronte russo trasferendo truppe ad ovest, in Francia, Italia, e Serbia
- 22 settembre - La Bulgaria indice la mobilitazione generale (non è ancora chiaro se contro la Serbia o contro l'Impero Ottomano, essendo gli accordi presi il 6 ancora segreti). Il 3 ottobre la Russia invia alla Bulgaria un ultimatum intimandole di rimanere neutrale
- 5 ottobre - Sbarco anglo-francese a Salonicco, di fronte al quale le autorità greche sono impotenti, e tentativo di avanzata a nord in soccorso della Serbia
- 9 ottobre - Dopo più di un anno di scaramucce di confine, inizia l'attacco alla Serbia e al Montenegro: Belgrado occupata dagli austro-ungarici. Nonostante aver avvisato fin da subito (agosto 1914) che in caso di invasione del territorio della Serbia, sarebbe entrata in guerra a suo fianco, la Romania rimane neutrale
- 11 ottobre - La Bulgaria entra in guerra a fianco degli Imperi Centrali partecipando all'attacco alla Serbia; il 27 gli eserciti bulgaro e austro-ungarico si congiungono in territorio serbo presso Bela Palanka
- 21 ottobre - In Russia è inaugurata la prima tratta della ferrovia dell'Altaj, da Novo-Nikolaevsk a Barnaul
- 16 novembre - Teheran occupata dai russi
- 12 dicembre -  Tentativo di restaurazione imperiale in Cina: nasce l'Impero di Cina di Yuan Shikai (capo del corpo d'armata del Pei-yang) - il 25 per reazione inizia la guerra di protezione nazionale da parte degli eredi della "Seconda Rivoluzione"
- 12 dicembre - Il contingente anglo-francese in Macedonia si ritira nella sola Salonicco (ove infuria la malaria), raggiunto anche dai reparti evacuati dai Dardanelli (che verranno abbandonati del tutto l'8 gennaio 1916)
- 30 dicembre - Salonicco bombardata da aerei e dirigibili austrungarici provenienti dalla vicina alleata Bulgaria; altro grande bombardamento si avrà l'1 febbraio 1916
- 30 dicembre - L'affondamento del piroscafo "Persia" nei pressi di Creta provoca vive manifestazioni anti-tedesche negli USA, esacerbate dalla stampa in previsione delle elezioni presidenziali previste a novembre 1916

## 1916
Stati nel mondo
- 11 gennaio - L'esercito russo conquista Erzurum, città principale dell'Armenia turca. Nei territori armeni ancora sotto gli ottomani avvengono massacri di armeni da parte dei curdi
- 13 gennaio - Scutari e Cettigne (capitale del Montenegro, che capitola il 17) occupate dagli austro-ungarici - il 12 febbraio Elbasan (in Albania) è presa dai bulgari
- febbraio - Lenin si trasferisce da Berna (dove risiede da agosto 1914) a Zurigo, dove partecipa alle attività del locale Partito Socialdemocratico e scrive "L'Imperialismo, fase suprema del capitalismo"
- 2 febbraio - In Russia il primo ministro filo-Intesa Ivan Logginovič Goremykin viene sostituito dal filo-tedesco Boris Vladimirovič Štjurmer (creatura di Rasputin), che subito si scaglia contro il governo ombra dello Zemgor tentandone lo scioglimento, vanamente vista la potenza ormai assunta dall'ente (che il 9 riesce a far riaprire la Duma sospesa dallo Zar il 16 settembre 1915)
- 10 febbraio - Viene deciso l'annullamento dei Giochi della VI Olimpiade previsti a Berlino
- 23 febbraio - Durazzo presa dagli austro-ungarici, a cui segue l'intero territorio centrale ("Emirato d'Albania"), non già occupato dagli italiani o dai bulgari, dopodiché il fronte albanese si assesta con l'Epiro settentrionale tenuto dai greci e il territorio a nord di esso dagli italiani. Con la ritirata dell'esercito serbo in Albania (260.000 uomini), ivi insaccato, esso viene evacuato prima a Corfù (occupata dai contingenti dell'Intesa dal 17 gennaio) e poi in Tunisia con un'imponente operazione navale anglo-franco-italiana
- 26 febbraio - In Russia viene creato il "gruppo operaio" del "comitato per l'industria bellica", presieduto dal menscevico Kuzma Antonovič Gvozdev
- fine febbraio - Iniziata la battaglia di Verdun i francesi chiedono ai russi di riprendere i combattimenti (di fatto interrotti da settembre 1915), per cui il 18 marzo i russi sferrano l'offensiva del lago Narač ed il 21 attaccano i tedeschi presso Riga, entrambe con un nulla di fatto ma costate loro un enorme prezzo in vite umane
- 22 marzo -  Termina la guerra di protezione nazionale, l'Impero di Cina ritorna Repubblica di Cina (instaurata nel 1912 con la rivoluzione Xinhai dal governo provvisorio della Repubblica di Cina di Sun Yat-sen al posto della dinastia Qing) con il governo Beiyang
- 24 marzo - In Germania la fazione di estrema sinistra anti-bellica Lega spartachista (fondata nel 1914 come "Gruppo Internazionale") esce dal SPD
- 19 aprile - Trebisonda presa dai russi
- 24-29 aprile - In Irlanda, fomentata da agenti tedeschi, rivolta di Pasqua anti-britannica contro la prevista coscrizione generale
- 24-30 aprile - A Kienthal si tiene la II conferenza internazionale socialista (o "conferenza di Kienthal" o "II conferenza di Zimmerwald" dopo quella del settembre 1915) dei partiti socialisti pacifisti europei; è accolta la tesi di Lenin: "trasformare la guerra imperialista in guerra di classe" ed è dichiarata ufficialmente sciolta la Seconda Internazionale

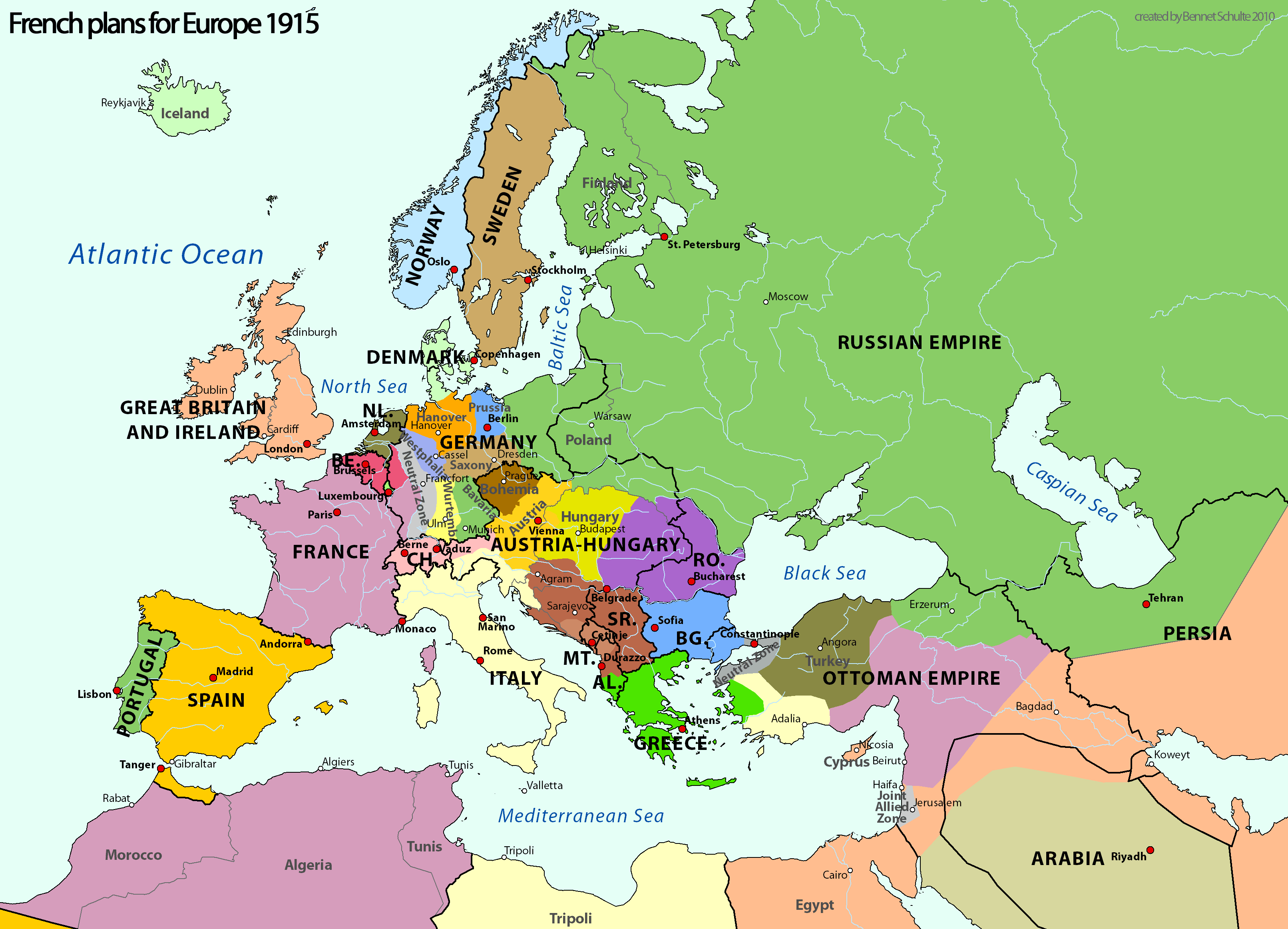
I piani francesi per la futura Europa

- 26 aprile - Una Francia disperata nel corso dell'attacco a Verdun, per incentivarla a combattere concede alla Russia l'accordo Sazonov-Paléologue sull'Armenia occidentale. Nel corso di maggio nuovi contingenti russi sbarcano in Francia provenendo da Vladivostok
- maggio - Tedeschi e austro-ungarici iniziano il disimpegno dal fronte balcanico e deviano le loro truppe in Francia e Italia
- 1º maggio - Manifestazione della Lega Spartachista contro la guerra a Berlino: Rosa Luxemburg e Karl Liebknecht sono arrestati e il 28 giugno condannati a 4 anni di duro lavoro (rimarranno in prigione fino al 23 ottobre 1918)
- 2 maggio - In Gran Bretagna è indetta per la prima volta la coscrizione generale
- 2 maggio - La Romania rifiuta l'esportazione di cereali chiesta dalla Germania
- 2 maggio - Accordo tra Russia e Giappone sulla colonizzazione di territori russi in estremo oriente da parte di cittadini giapponesi, in cambio di armamenti
- 4 maggio - In Macedonia i francesi occupano Florina
- 9 maggio - Accordo Sykes-Picot sulla sistemazione dell'Impero ottomano; benché tenuto segreto alla Russia, esso trapelò guastando i rapporti dato che essa intendeva affacciarsi al Mediterraneo tramite l'Armenia estendendola fino alla costa di sangiaccato di Alessandretta e belaiato di Beirut (seppur in violazione del protocollo di Damasco)
- 15 maggio-27 giugno - In seguito al relativo disimpegno nei Balcani ed in Galizia, può iniziare il primo tentativo di attacco dell'esercito austro-ungarico a quello italiano (finora affrontato e fermato dai soli loro doganieri e milizie locali) teso a determinarne la resa immediata ("strafexpedition"), fallito a seguito di un'inaspettata resistenza italiana
- 26 maggio - Dopo la sconfitta britannica nell'Assedio di Kut, russi e britannici si congiungono in Mesopotamia nei suoi pressi, tagliando così le comunicazioni terrestri tra Impero ottomano e Persia
- 27 maggio - I giornali italiani criticano le aspirazioni "jugoslave" riguardo la sponda adriatica
- giugno - Inizia la rivolta araba sulla base della corrispondenza Husayn-McMahon (pur da poco smentita segretamente dall'Accordo Sykes-Picot)
- giugno - Alla conferenza economica inter-alleata a Parigi viene stabilita la sistemazione della Germania post-bellica (embargo commerciale temporalmente indefinito, precursore di quello che successivamente sarà chiamato "piano Morgenthau") - i vertici conservatori della Russia, cui la Germania è storicamente il principale partner commerciale e le relazioni bilaterali tra Germania e Russia sono sempre state strette, si oppongono, venendo così il regime zarista da ora inviso ai suoi "alleati" dell'Intesa che (anche su istigazione della zarina Aleksandra Fëdorovna Romanova e sulla questione Sykes-Picot) incominciano a essere visti dallo Zar come suoi veri nemici, da cui incomincia un percorso di tentata riconciliazione russa verso la Germania, che secondo alcuni autori sconfina nel sabotaggio doloso dello sforzo bellico russo da parte dello zar e del suo entourage
- 4 giugno - In seguito alle notevoli pressioni giunte da Francia e Italia, dopo il fallimento delle offensive di fine marzo la Russia avvia l'offensiva Brusilov presso il fronte con gli austro-ungarici, dalle paludi del Pryp"jat' fino alla Bucovina, in direzione di Leopoli e Kovel'
- 5 giugno - Nell'affondamento della nave "Hampshire" muore Horatio Herbert Kitchener, I conte Kitchener, diretto in Russia come consulente militare
- 6 giugno - L'Intesa indice l'embargo commerciale alla Grecia poiché recalcitrante ad accondiscendere le loro richieste di collaborazione
- 6 giugno - Con la morte (probabilmente avvelenato) di Yuan Shikai incomincia il periodo dei signori della guerra, ai quali il nuovo presidente Li Yuanhong (che il 29 ripristina la costituzione provvisoria della Repubblica di Cina) non riesce a opporsi; il 21 viene rifondato il Partito Socialista Cinese (bandito da agosto 1913 dal governo di Yuan Shikai per aver partecipato alla Seconda Rivoluzione)
- 11 giugno - In seguito all'offensiva austro-ungarica in corso, in Italia avvengono fermenti pacifisti fomentati dai socialisti che fanno cadere il governo
- luglio - In Ungheria il conte Mihály Károlyi dalla scissione dell'ala sinistra del Partito dell'Indipendenza e del '48 crea il pacifista Partito Károlyi
- luglio-agosto - I giornali dei paesi dell'Intesa riportano entusiasticamente gli effimeri successi riportati in Francia, Italia, Volinia, e Armenia, dandoli invece quasi per risolutivi
- 1 luglio - Giornata nella quale i britannici subiscono il maggior numero di vittime in tutta la guerra (Battaglia della Somme)
- 2 luglio - Lo Zar Nicola II concede i diritti civili ai contadini
- 3 luglio - Stipulato un accordo per un'alleanza difensiva tra Russia e Giappone (finalizzata a garantire i rispettivi interessi in Cina)
- 4 luglio - Nel Turkestan russo in seguito al decreto sulla coscrizione (dalla quale erano esentati finora) del 25 giugno emessa in previsione della grande offensiva Brusilov, incomincia la rivolta dei Basmachi in nome del Jadid
- 20 luglio - In Russia il primo ministro (dal 2 febbraio) Štjurmer prende per sè stesso il ministero degli esteri al posto di Sergej Dmitrievič Sazonov (che lo era dal 1910)
- agosto - Nonostante il diniego di re Costantino, i reparti dell'esercito serbo evacuato dall'Albania a gennaio vengono ora trasferiti dalla Tunisia a Salonicco aggregandoli alle unità franco-britanniche già presenti da ottobre 1915, e contestualmente viene fondata una multinazionale Armata alleata in Oriente (della quale farà parte anche un corpo di spedizione italiano in Macedonia e uno russo sotto il generale Michail Diterichs giunto da Vladivostok) - dal 17 essa entra in Macedonia a supporto dei reparti ancora resistenti di esercito serbo insaccati lungo il confine greco, riuscendo così il 28 a fermare l'attacco bulgaro nella battaglia di Florina, e passando, dal 12 settembre, all'offensiva, anche lungo il confine greco laddove raggiunto dagli imperi centrali a fine 1915
- 3 agosto - Elezioni parlamentari in Finlandia del 1916, primo partito è il bolscevico Partito Socialdemocratico Finlandese con il 47,29% dei voti
- 27 agosto - Nel corso dell'offensiva Brusilov in Bucovina, la Romania dichiara guerra all'Austria-Ungheria - il 1º settembre la Bulgaria dichiara guerra alla Romania
- 27 agosto - L'Italia dichiara guerra anche alla Germania
- 30 agosto - Nel Regno di Grecia colpo di Stato della Difesa Nazionale a Salonicco per opera del generale Emmanouil Zymvrakakis e altri ufficiali dell'esercito greco contrari alla neutralità seguita dal governo reale ad Atene e simpatizzanti venizelisti e delle potenze dell'Intesa
- 15 settembre - Inaugurato il carro armato
- 20 settembre - Termina l'offensiva Brusilov, con minime variazioni del fronte e costata enormemente in vite umane per entrambi gli schieramenti - da questo momento il fronte orientale rimane statico, in una sorta di tacito armistizio che permette il disimpegno delle forze tedesche ed austro-ungariche
- autunno - Lenin, esule a Zurigo, esaurito il patrimonio di famiglia, inizia per la prima volta in vita sua a vivere in ristrettezze economiche, senza riuscire ad adattarvisi, fattore che secondo alcuni autori esacerba il suo livore ideologico e lo rende facilmente corruttibile
- 4 ottobre - Fondata la città di Murmansk come porto invernale esente dal ghiaccio per ricevere aiuti dai paesi amici (dato che mar Baltico e mar Nero sono bloccati dal nemico), per cui vi viene costituita la nuova Flottiglia del Mar Glaciale Artico - il 16 novembre la città viene collegata a Petrozavodsk sulla ferrovia di Olonets per Pietrogrado (inaugurata il 20 gennaio) e quindi alla rete ferroviaria russa (che dal 1914 è quasi raddoppiata, anche grazie al lavoro dei prigionieri di guerra)
- 5 ottobre - Inaugurato a Simbirsk il ponte ferroviario Imperiale sul Volga, il secondo che si incontra dalla foce dopo il ponte Alexandrovsky di Syzran (esistente dal 1880), ed il più lungo ponte ferroviario in Europa, rappresentante così un valico alternativo per la linea ferroviaria transiberiana (dato che in questo momento la tratta settentrionale Kazan-Ekaterinburg non è ancora stata completata e non lo sarà per molti anni)
- 9 ottobre - In Grecia dopo il colpo di Stato a Salonicco del 30 agosto, Venizelos forma un governo provvisorio favorevole all'Intesa ("Governo Provvisorio di Difesa Nazionale", retto da un triumvirato rappresentato da Eleutherios Venizelos, dal generale Panagiōtīs Dagklīs e dall'ammiraglio Pavlos Kountouriotis, che controlla Creta e la Grecia settentrionale) contrario a quello legittimo filo-tedesco di Nikolaos Kalogeropoulos che controlla la Grecia meridionale ("scisma nazionale") - il giorno seguente l'Intesa lancia un ultimatum al governo filo-tedesco di Costantino I di Grecia ad Atene per chiedergli di disarmare la flotta, dopodiché ne attua la cattura - il 16 truppe anglo-francesi sbarcano al Pireo
- 18 ottobre - Con l'apertura del ponte sull'Amur presso Chabarovsk è terminata la costruzione della Ferrovia Transiberiana in territorio russo
- 21 ottobre - Il pacifista Friedrich Adler spara al conte Karl von Stürgkh, presidente del Consiglio austro-ungarico - gli succede Ernest von Koerber - Adler verrà graziato in seguito a proteste popolari
- 27 ottobre - Accordi franco-armeni anti-ottomani con il movimento di liberazione nazionale dell'Armenia
- 30 ottobre - Alle elezioni cinesi vince Feng Guozhang contro Lu Rongting
- 30 ottobre - Trockij viene espulso dalla Francia, e attraverso la Spagna si reca negli Stati Uniti dove vi giunge a inizio gennaio 1917
- 1º novembre - In Germania si svolge il censimento degli ebrei mobilitati
- 1º novembre - Alla 5° convocazione della IV Duma di Stato russa (la precedente sessione si era chiusa il 20 giugno) il cadetto Pavel Nikolaevič Miljukov (in questo momento principale figura del "blocco progressista", anti-zarista e antitedesco, espressione politica del governo ombra dello Zemgor del principe L'vov) pronuncia il suo discorso di "stupidità o tradimento" (critiche generalizzate al governo e all'entourage imperiale) determinando la caduta del governo del filo-tedesco Štjurmer (creatura di Rasputin - primo ministro dal 2 febbraio e ministro degli esteri dal 20 luglio) il 23, sostituito da Aleksandr Trepov (e al ministero degli esteri il 12 dicembre da Nikolaj Nikolaevič Pokrovskij) - l'autorità zarista inizia a disintegrarsi
- 5 novembre -  La Polonia stipula una pace separata con gli imperi centrali: con la legge del 5 novembre nasce il Regno di Polonia del filo-tedesco "consiglio di reggenza" dell'arciprete Aleksander Kakowski; dal 9 dicembre stampa moneta propria (Marco polacco)
- 16 novembre - L'ammiraglio Dartige du Fournet chiede al governo del nuovo primo ministro Spyridon Lambros (successore di Kalogeropoulos) un completo disarmo delle forze greche; Re Costantino incontra il Consiglio della corona il 19, che il 21 rifiuta - il 23 Fournet invia un ultimatum, mentre il governo di difesa nazionale di Venizelos dichiara guerra alla Bulgaria e alla Germania
- 19 novembre - In Macedonia l'Armata alleata in Oriente conquista la città di Monastir, e Ostrec il 21
- 21 novembre - Una conferenza dei socialdemocratici lituani esuli a Pietrogrado (l'intera Lituania è dal 1915 occupata dai tedeschi) crea la sezione regionale lituana in esilio della fazione bolscevica del POSDR
- 21 novembre - L'imperatore Francesco Giuseppe I d'Austria muore di polmonite a 86 anni presso il castello di Schönbrunn, Vienna, dopo un regno di 68 anni - gli succede il pronipote Carlo I, di tendenze liberali
- dicembre - Le disillusioni nell'Intesa causano fermenti pacifisti e crisi di governo
- 1º dicembre - Noemvriana: scontro armato presso Atene tra il governo monarchico della Grecia (filo-tedesco) e il governo ribelle di Venizelos sostenuto dalle forze dell'Intesa (che sono sbarcate ivi il 16 ottobre), che sono respinte: Atene è assediata. Il 19 l'Intesa riconosce il "governo di difesa nazionale" di Venizelos come legittimo governo della Grecia
- 3 dicembre - Lloyd George diventa primo ministro del Regno Unito
- 4 dicembre - A causa del cattivo raccolto delle patate, in Germania la rutabaga viene dichiarata commestibile per gli umani ("steckrübenwinter", "inverno della rapa")
- 6 dicembre - Bucarest è occupata dagli Imperi centrali; dall'offensiva che ne segue solo la porzione di territorio romeno oltre il fiume Siret è ancora mantenuta grazie al supporto dell'esercito russo; capitale romena diventa temporaneamente Iași
- 10-11 dicembre - L'Armata alleata in Oriente in Macedonia provenendo da est entra nella zona di occupazione greca nel sud dell'Albania, occupandone una parte; la nuova zona di occupazione alleata viene proclamata dai francesi "Repubblica Autonoma di Coriza" (il 16 febbraio 1918 la Repubblica sarà abolita e tutto il potere assunto dalle forze di occupazione francesi)
- 12 dicembre - Offerta di pace degli imperi centrali all'Intesa; mentre attendono la risposta, il 21 il presidente degli Stati Uniti (ancora neutrali) Woodrow Wilson (ri-eletto tale il 7 novembre ma non ancora assunto in carica al secondo mandato) prende un'iniziativa di intermediazione rivolta a entrambi gli schieramenti sulle condizioni richieste per terminare le reciproche ostilità - il 26 la Germania conferma la sua disponibilità, ma il 30 dall'Intesa giunge il rifiuto all'offerta tedesca
- 22 dicembre - In Austria-Ungheria la sostituzione del bellicista Stephan Burián col pacifista Ottokar Czernin a ministro degli esteri è indice del nuovo corso di Carlo I
- 27 dicembre - Lenin si presenta all'ambasciata tedesca a Berna
- 30 dicembre - Omicidio dello starec Grigorij Efimovič Rasputin, eminenza grigia dello Zar; autori sono un gruppo di nobili sedicenti di estrema destra (in realtà collusi con la massoneria, facenti parte della cerchia della duchessa Elisabetta, sorella della zarina Alessandra e patrocinatrice dello Zemgor); l'esatta genesi dell'omicidio è avvolta nel mistero (riconosciuto è il fatto che esso mette fine ad un'ipotetica prospettiva di pace separata tra Russia e Imperi Centrali)

## 1917
Stati nel mondo
- gennaio - La nobiltà russa è dilaniata sull'atteggiamento da tenere nei confronti degli assassini di Rasputin (che in quanto nobili o deputati non possono venir arrestati se non per ordine dello Zar): si diffondono voci su un colpo di Stato aristocratico teso a cancellare le "grandi riforme" e quelle dei governi Stolypin e Kokovcov e arrendersi e allearsi alla Germania; secondo altre voci a sostituire Nicola II con Andrej Vladimirovič Romanov oppure con Kirill Vladimirovič Romanov per continuare la guerra
- 3 gennaio - A Scutari viene proclamata l'indipendenza dell'Albania sotto il protettorato austro-ungarico
- 5-7 gennaio - Conferenza inter-alleata a Roma per discutere la situazione in Grecia
- 9 gennaio - Dopo voci su un presunto complotto per assassinarla, la zarina Aleksandra rimuove l'ingenuo Trepov da primo ministro della Russia e lo sostituisce con l'astuto Nikolaj Dmitrievič Golicyn, ed il 16 al ministero della guerra va Michail Alekseevič Beljaev al posto di Dmitrij Savel'evič Šuvaev. In relazione a questi eventi, il 16 Andrej Vladimirovič Romanov va in esilio a Kislovodsk, seguito il 21 da sua madre Maria Pavlovna principale accusata del complotto contro la zarina Aleksandra. Il 29 il presidente della Duma Rodzjanko e l'ambasciatore britannico George Buchanan implorano lo Zar di rimuoverla dal potere

- 14 gennaio - A New York si tiene una riunione degli esuli politici russi (presenti anche Trockij, Nikolaj Ivanovič Bucharin, Aleksandra Michajlovna Kollontaj) indetta dai socialisti americani
- 22 gennaio - Anniversario della Domenica di sangue del 1905: in sua occasione, a Zurigo presso la locale casa del popolo Lenin tiene il suo ultimo comizio da esule, dalla cui vena pessimistica trasuda che egli non immagini ancora gli eventi che si succederanno ("noi vecchi non vedremo la rivoluzione") - lo stesso giorno in Russia iniziano i primi scioperi
- 22 gennaio - Dopo che il 10 è giunta all'iniziativa di Wilson del 21 dicembre 1916 la risposta dell'Intesa, con pretese sono palesemente esorbitanti e irrealistiche, il presidente degli Stati Uniti Wilson (che si è presentato alle elezioni come candidato pacifista) non può che chiedere unilateralmente la pace senza vincitori come compromesso (di fatto in questo momento nel teatro europeo ancora nessuna delle due parti prevale militarmente sull'altra). Il 29 giungono comunque a Wilson le clausole tedesche (stabilite il 9 in una conferenza tenutasi a Pleß), più modeste ma inconciliabili con quelle annessionistiche dell'Intesa, per cui il 1º febbraio in seguito alla rottura dei colloqui la Germania (come da essa stabilito il 9 a Pleß in tal caso) annuncia la ripresa della guerra sottomarina indiscriminata annullando il precedente "impegno del Sussex" del 4 maggio 1916, per cui il 3 febbraio gli USA interrompono le relazioni diplomatiche con la Germania
- 28 gennaio - I membri del Comitato centrale del "gruppo operaio" del "comitato per l'industria bellica" sono arrestati per aver sostenuto gli scioperi iniziati il 22
- 2-21 febbraio - Conferenza inter-alleata a Pietrogrado (la Missione interalleata in Russia vi è giunta tramite la nuova ferrovia da Murmansk; per l'Italia è presente Luigi Aldrovandi Marescotti); viene chiesta una grande offensiva congiunta per fine aprile, ma il delegato russo Vasilij Iosifovič Gurko (sostituto del generale Alekseev, datosi malato) è recalcitrante. Francia e Russia stipulano un accordo segreto ("accordo di Doumergue") dettato dal timore francese di una resa russa: "la Russia potrà stabilire a suo piacimento il confine con la Germania". Il protrarsi della Conferenza oltre la data stabilita viene interpretato dai giornali come indice di dissidi tra la delegazione russa ed i suoi alleati. Da questo momento i giornali dei paesi dell'Intesa iniziano a pubblicare articoli critici nei confronti del governo russo e favorevoli verso lo Zemgor.
Dopo un apparente ritorno alla calma durante la conferenza, la situazione a Pietrogrado diventa da ora sempre più virulenta, per cui vi viene creata una regione militare speciale per prevenire i disordini affidata al generale Sergej Semënovič Chabalov
- 5 febbraio - Nel corso della fase della guerra delle fazioni della Rivoluzione messicana è emessa la nuova Costituzione del Messico, considerata la più avanzata finora prodotta al mondo (per questo la sua applicazione troverà notevoli resistenze)
- 13 febbraio - In una retata in Francia vengono arrestate alcune presunte spie tedesche, tra cui la Mata Hari
- 18 febbraio - In relazione agli scioperi iniziati il 22 gennaio (che stanno provocando in città una grave penuria di alimenti e carbone), la Duma attacca il governo. In risposta il ministro degli Interni Aleksandr Dmitrievič Protopopov lamenta che "lo Zemgor sta tenendo volutamente fermi a marcire per le campagne di tutto il paese 60.000 vagoni carichi di beni alimentari e carbone"
- 24 febbraio - Viene reso noto a Wilson il Telegramma Zimmermann inviato il 16 gennaio dalla Germania all'ambasciatore tedesco in Messico Arthur Zimmermann mentre nel paese è in corso la spedizione contro Pancho Villa di John Pershing (dal 22 aprile 1914 USA e Messico hanno interrotto i rapporti) - il 1º marzo viene consegnato alla stampa e Zimmermann ne conferma (con sospetta celerità) l'autenticità; corrispondenza analoga viene attribuita dalla stampa anche nei confronti del Giappone, insinuando in alcuni autori il sospetto che i precedenti tentativi russi di riavvicinamento nei suoi confronti fossero dettati dalla prospettiva di un eventuale capovolgimento di campo della Russia coinvolgente anche il Giappone
- 3 marzo - Il nuovo imperatore Carlo I convoca il parlamento austriaco (chiuso da suo padre dal 25 luglio 1914)
- 4 marzo - Woodrow Wilson (riconfermato alle elezioni il 7 novembre 1916) assume la carica di Presidente degli Stati Uniti per un secondo mandato - viene attivata l'"operazione Harriman" organizzata dal faccendiere W. Averell Harriman (il medesimo che poi organizzerà l'intervento americano anche nella seconda guerra mondiale) e finanziata da Jacob Henry Schiff della banca Kuhn Loeb & Co. per conto dell'anti-zarista Società degli amici della libertà russa di Ekaterina Breško-Breškovskaja e Nikolaj Čajkovskij ("la nonna e il nonno della rivoluzione russa"), o "circolo Čajkovskij" - il giornalista del New York Times George Kennan se ne fa portavoce in America
- 5 marzo - Riprendono (illegalmente, per ora) le pubblicazioni (sospese dal luglio 1914) della Pravda: tramite essa i bolscevichi (in questo momento retti da Aleksandr Gavrilovič Šljapnikov, Vjačeslav Michajlovič Molotov, e Pëtr Antonovič Zaluckij) invitano i lavoratori e i soldati a combattere attivamente la monarchia
- 7 marzo - Dopo una breve visita alla Residenza Imperiale, lo Zar torna alla Stavka
- 8 marzo - In occasione della giornata internazionale della donna si intensificano gli scioperi negli stabilimenti industriali di Pietrogrado iniziati il 22 gennaio ed avvengono proteste e scontri contro la grave carenza di alimenti e carbone causata dagli scioperi stessi rinfocolati dai membri del blocco progressista della Duma. Per questo l'11 Nicola II con un ukase dichiara sciolti "almeno fino ad aprile" il Consiglio di Stato e la Duma (eletta l'ultima volta nel 1912) e il 12 revoca il mandato di primo ministro a Golicyn (che lo era dal 9 gennaio)
- 12 marzo - Rivoluzione russa di febbraio: a Pietrogrado i soldati della guarnigione comandata da Chabalov si uniscono ai manifestanti e agli operai in sciopero, la resistenza tentata dal generale lealista Alexander Kutepov si rivela blanda e inutile; gli zaristi asserragliati nel palazzo dell'Ammiragliato sono arrestati, il capitano Laškevič è assassinato, la famigerata Ochrana è soppressa e il suo quartier generale saccheggiato e bruciato. E' un pullulare di Soviet, locali e nazionali, e di sindacati (dei contadini, dei ferrovieri, dei postelegrafonici, dei minatori, della flotta, dei dipendenti pubblici, dei commercianti, dei vetturini, dei cosacchi, delle varie nazionalità, ecc); il 14 anche a Mosca viene creato un Soviet degli operai. Mentre il Consiglio di Stato non viene ripristinato (i suoi membri verranno dichiarati decaduti il 14 maggio), due organismi collegiali si rivendicano come unici detentori del potere, entrambi con sede nel Palazzo di Tauride:
  - il Comitato provvisorio della Duma di Stato, composto degli stessi membri della disciolta Duma e con presidente sempre Michail Vladimirovič Rodzjanko
  - su iniziativa del comitato centrale provvisorio (Ispolkom, dominato dai menscevichi e presieduto da Kuzma Antonovič Gvozdev) del "gruppo operaio" del "comitato per l'industria bellica" e di alcuni deputati socialisti della Duma, si forma il Soviet ("assemblea", ovvero "consiglio", "parlamento") dei deputati degli operai di Pietrogrado, al quale il 13 aderiscono i rappresentanti dell'esercito e diventa così anche dei soldati, e fonda il suo giornale Izvestija

per cui si instaura un dualismo di potere tra i due organismi antagonisti (che Lenin definisce Doppio potere) le cui attività condotte in maniera parossistica causano una situazione di caos istituzionale che alcuni autori definiscono lo Stato di democrazia classica più completo fino ad allora mai esistito
(Winston Churchill)
(Alfred Knox)
- 13 marzo - Non fidandosi del generale Alekseev, lo Zar ordina al vecchio fedele generale Nikolaj Iudovič Ivanov (rivale storico di Alekseev) di muovere dalla Stavka a Pietrogrado con le sue truppe, e lo nomina a capo della regione militare speciale al posto di Chabalov - il generale è recalcitrante a causa del mancato invio dei rinforzi richiesti al suo superiore Alekseev ed al capo di stato maggiore del Fronte settentrionale Yuri Nikiforovič Danilov e dell'ostruzionismo dei ferrovieri, e dopo essere giunto a Carskoe Selo col suo reparto, è fermato da un telegramma dello stesso Alekseev; il 16 torna alla Stavka dove verrà arrestato brevemente su ordine del Soviet di Pietrogrado, e sostituito da Lavr Georgievič Kornilov a capo del distretto militare di Pietrogrado
- 14 marzo - A Kronštadt sono linciati il comandante della piazza ammiraglio Robert Nikolaevič Viren e Aleksandr Grigor'evič Butakov
- 14 marzo - Il treno dello Zar (partito il giorno prima dalla Stavka e diretto alla Residenza Imperiale di Carskoe Selo) viene fermato a Dno dai ferrovieri guidati dal bolscevico Jurij Vladimirovič Lomonosov su ordine di Aleksandr Aleksandrovič Bublikov e da qui deviato a Pskov
- 15 marzo - Lo Zar Nicola II (spinto in ciò da Miljukov e Rodzjanko che lo hanno raggiunto a Pskov) abdica in favore del Granduca Michele, che, timoroso, rinuncia, lasciando vacante il posto. Prima dell'abdicazione Nicola II deve nominare nuovo primo ministro (essendo vacante, avendo già licenziato Golicyn il 12) il principe L'vov (che già ricopriva di fatto tale ruolo come presidente del governo ombra dello Zemgor) come espressione del "blocco progressista". Il Comitato provvisorio della Duma di Stato approva il Governo provvisorio russo composto da L'vov

- 17 marzo - Viene creata la "Commissione straordinaria d'inchiesta del governo provvisorio" con presidente Nikolaj Konstantinovič Muravyov, incaricata di indagare sui crimini zaristi. Essa imputa principalmente all'inetto generale Vladimir Aleksandrovič Suchomlinov la responsabilità della condotta bellica dal 1914 (verrà rilasciato per amnistia il 1º maggio 1918).
Il 20 Nicola II viene arrestato alla Stavka (dove era tornato dopo l'abdicazione) e portato alla Residenza Imperiale di Carskoe Selo. I sovrani britannici cambiano il loro cognome da "Sassonia-Coburgo-Gotha" a "Windsor" dopo avergli negato asilo politico
- 19 marzo - Il Governo provvisorio dichiara che la guerra continua
- 21 marzo - Il nuovo ministro della giustizia Aleksandr Fëdorovič Kerenskij (trudovico, vice-presidente del Soviet) decreta l'amnistia dei prigionieri politici (tra i quali gli assassini di Rasputin) e abolisce la pena di morte
- 22 marzo - Viene istituita la Conferenza Legale del Governo Provvisorio della Russia, organo consultivo del Governo Provvisorio, con presidente l'avvocato Vasily Alekseevich Maklakov
- 22 marzo - Gli Stati Uniti riconoscono il governo provvisorio russo; il 24 il riconoscimento arriva anche da Francia, Gran Bretagna e Italia - questi precipitosi riconoscimenti inducono alcuni autori a ipotizzare che la rivoluzione di febbraio sia stata organizzata dai paesi dell'Intesa e dai loro sostenitori interni allo scopo sia di impedire una resa temuta come imminente o addirittura un capovolgimento di fronte della Russia (con una certa ironia, avendo gli anti-zaristi fatto intendere al popolo l'esatto opposto ossia il desiderio da parte loro di porre termine alla guerra, mentre di fatto le loro azioni implicano invece la sua apposita continuazione), sia rendere possibile l'ingresso in guerra degli USA, che finora era stato impedito dalla "questione morale" dell'alleanza con un paese governato autocraticamente quale la Russia zarista (nel corso degli anni le relazioni bilaterali tra Impero russo e Stati Uniti si erano già fatte sempre più fredde), che avrebbe reso incoerente agli occhi dell'opinione pubblica americana entrare in guerra ufficialmente contro l'autocrazia del Kaiser in nome della democrazia come ora gli è possibile fare - il 6 aprile gli USA dichiarano guerra alla Germania
- 22 marzo - A Tbilisi istituito il Comitato speciale per la Transcaucasia, e il 26 aprile quello per il Daghestan (sostituiscono il viceré zarista) - il 17 marzo a Baku eletto un Soviet dei deputati degli operai
- 23 marzo - Accordo tra il Soviet di Pietrogrado e l'associazione degli industriali per le 8 ore lavorative - il 31 il Soviet invita vanamente il Governo provvisorio a ratificarlo ed estenderlo a tutto il paese (assieme ad altri innovativi punti programmatici presentati)
- 23 marzo - Viene fondata la milizia popolare del Governo Provvisorio, polizia epurata degli elementi zaristi (i famigerati "gorodovoi"). Il 30 aprile verrà fusa con la milizia operaia (creata il 13 marzo dal Soviet dei deputati degli operai e dei soldati di Pietrogrado)
- 25 marzo - Stalin, Kamenev, Sverdlov, e Muranov vengono liberati dalla katorga zarista a seguito dell'amnistia di Kerenskij e dalla Siberia arrivano a Pietrogrado dove il 28 prendono le redini della fazione bolscevica del Partito Operaio Socialdemocratico Russo e della (nel frattempo uscita dalla clandestinità) Pravda (alla quale impongono una linea più prudente rispetto a quella megalomane che Lenin detta dalla Svizzera e che sarà poi pubblicata nel compendio "Lettere da lontano"), ai quali danno una sede occupando abusivamente la casa della famosa ballerina Matil'da Feliksovna Kšesinskaja che si trova temporaneamente all'estero (non riuscirà più a recuperarla)
- 27 marzo - Il Soviet di Pietrogrado si pronuncia per la cessazione unilaterale della guerra ed emette il "Decreto nº 1 sui comitati elettivi nell'esercito", che gli conferisce implicitamente il vero controllo sulle forze armate, gettando di fatto l'esercito nell'anarchia (Kerenskij lo definirà criticamente "l'esercito più libero del mondo"). La riorganizzazione dell'esercito viene affidata all'ambizioso generale Aleksej Andreevič Polivanov (ex ministro della guerra nel 1915)
- 31 marzo - L'Austria-Ungheria tramite Sisto di Borbone-Parma (in un'iniziativa avviata a fine gennaio a Neuchâtel col tramite della Santa Sede) propone alla Francia una pace separata
- marzo-aprile - Il Governo provvisorio russo identificando nei movimenti di estrema destra dei "centoneri" e Unione del Popolo Russo i suoi maggiori nemici ne attua la repressione e ne determina la scomparsa. Molti loro membri, e i nostalgici zaristi in genere, confluiscono nelle file dei bolscevichi per via della comune avversione al Governo provvisorio e come unici altri fautori (seppur con motivi apparentemente differenti) della pace immediata con gli Imperi Centrali
- marzo-aprile - Tutto l'ex Impero zarista è in preda a una frenetica spinta centrifuga per cui (col benestare del Governo provvisorio russo) le varie nazionalità fondano ognuna organismi amministrativi locali autonomistici (circa un'ottantina), ai quali rispondono con analoghi organismi autonomistici da questi (e quindi unionisti alla Russia ma nemici del Governo provvisorio) i russi (soprattutto i cosacchi)

- 17 marzo - In Ucraina nasce la Central'na Rada con Volodimir Pavlovič Naumenko presidente. In reazione nella regione del Don prende il potere l'atamano cosacco Andrej Ivanovič Petrovskij che il 20 espelle il nuovo governatore provvisorio e crea una Rada ("parlamento") antagonista alla Central'na Rada ucraina - similmente il 21 a Ekaterinodar viene creato il consiglio militare provvisorio dei cosacchi del Kuban' di Lukič Bardiž che l'8 aprile espelle anch'esso il nuovo governatore provvisorio e il 6 maggio instaura una propria Rada
- 17 marzo - Il Governatorato generale della steppa viene abolito e scisso in Oblast' di Akmolinsk e Oblast' di Semipalatinsk (l'Oblast' del Semireč'e vi era già stato scisso e unito al Governatorato del Turkestan nel 1899)
- 22 marzo - A Kazan' fondata l'Unione dei piccoli popoli del Volga (I congresso 17-22 maggio, II 1-4 agosto); il 5 maggio una rappresentanza delle popolazioni tartare dell'Ural e del Volga (mari, ciuvasci, udmurti, mordvini, komi, permiacchi, calmucchi) dichiara l'intento di creare uno Stato tartaro indipendente ("Bulgaristan") nei territori dell'ex Khanato di Kazan'

- 28 marzo - Alla presidenza della Central'na Rada il cadetto Naumenko viene sostituito con il social-rivoluzionario Mychajlo Serhijovyč Hruševs'kyj, che proclama la sua autorità su un'area che arriva fino al Caucaso e agli Urali e in un'enclave in estremo oriente corrispondente al Nikolaevskij rajon come  Repubblica Ucraina dell'Estremo Oriente, presieduta da Fëdir Ivanovyč Kryžanivs'kyj
- 8 aprile - Viene fondato il "Consiglio dei cosacchi del Don" che il 20 elegge nuovo atamano Mitrofan Petrovič Bogaevskij (dal 1º luglio Aleksej Maksimovič Kaledin)
- 9 aprile - Ad Astrachan' si tiene il I congresso dei cosacchi calmucchi
- 10 aprile - Viene confermata la promessa dello Zar del 14 agosto 1914 all'indipendenza della Polonia (ora interamente occupata dai tedeschi)
- 12 aprile - Risveglio nazionale estone: dall'unificazione di Governatorato dell'Estonia (ex Governatorato di Reval) e Governatorato della Livonia (ex Governatorato di Riga) viene creato il Governatorato autonomo dell'Estonia; il 27 luglio il parlamento locale (Maapäev) vi si insedia
- 19-22 aprile - Si tiene il congresso dei popoli Cosacchi del Volga e dell'Ural
- 25 aprile - La Buriazia dichiara l'autonomia come Stato di Buriazia-Mongolia con Rinčingijn Ėlbėgdorž
- 10 maggio - Risveglio nazionale lettone: i delegati di Governatorato di Curlandia (il cui territorio essendo sotto occupazione tedesca dal 1915 hanno fondato "in esilio" a Tartu il "Consiglio provvisorio del territorio di Curlandia"), Governatorato di Riga, Governatorato della Livonia (quest'ultimo il 23 aprile aveva già creato a Valmiera il "Consiglio provvisorio del territorio della Livonia" contrario all'unificazione con il Governatorato dell'Estonia nel Governatorato autonomo dell'Estonia indetto il 12 aprile), e il "Consiglio provvisorio del territorio di Letgallia" (fondato con lo scopo di separare dal Governatorato di Vitebsk le terre dell'ex Voivodato di Livonia abitate da lettoni, "Letgallia" appunto) si incontrano a Valmiera con la prospettiva di unificare i loro territori in uno stato indipendente di Lettonia - dall'eliminazione e unificazione dei governatorati di Vil'na (la parte orientale non occupata dai tedeschi), Vitebsk, Mogilёv, e Minsk viene creata l'Oblast' Occidentale con capoluogo Minsk
- 14 maggio - A Mosca si tiene il I Congresso panrusso dei musulmani
- 18 maggio - Al congresso di Majkop fondata l'"Unione dei montanari uniti del Caucaso del Nord" come autonomia dei musulmani nordcaucasici (ceceni, avari, cabardi, circassi, lezgini, aguli, dargini, osseti, laki, tabasarani, rutuli, šori, e ingusci) contrari al proseguimento della guerra contro l'Impero ottomano; in giugno a Java gli osseti istituiscono un Consiglio nazionale dell'Ossezia meridionale
- 23 maggio - A Odessa viene stabilito il Rumčerod ("Comitato esecutivo centrale dei Soviet della Romania anteriore, Flotta del mar Nero, e Odessa"), un'autogoverno menscevico unionista dell'etnia russa nel Distretto Militare di Odessa (Edisan e Bessarabia) favorevole alla continuazione della guerra, in contrapposizione alla Central'na Rada ucraina
- 24 giugno - A Ussurijsk si tiene il primo congresso di tutti gli ucraini dell'Estremo oriente (altri si terranno nel gennaio e nell'aprile 1918)
- 14 luglio - A Bijsk viene creato l'organo di autonomia del popolo indigeno della regione dell'Altaj
- 20 luglio - I musulmani della Baschiria proclamano l'autonomia della regione con Sharif Ahmetzyanovič Manat - viene anche fondato il Comitato socialista musulmano di Kazan'
- 24-25 luglio - Ad Astrachan' si tiene il congresso dei cosacchi di Calmucchia, Don, territorio di Stavropol' e regione Terek
- 30 luglio - La Rada del Kuban' proclama l'autonomia dalla Russia e dall'Ucraina
- 3-8 agosto - A Orenburg si tiene il I congresso dei cosacchi kirghisi di Volga e Ural durante il quale viene fondato il partito Alash
- 21-28 settembre - Si tiene a Kiev il Congresso dei popoli oppressi della Russia

- 3 aprile – Esce nelle sale russe Il rivoluzionario, film di propaganda anti-zarista
- 6 aprile - L'entrata in guerra degli USA causa fermenti pacifisti in Germania, inducendo il Kaiser ad annunciare una riforma elettorale in senso democratico suggerita dal Cancelliere von Bethmann-Hollweg ("Messaggio di pasqua") - gli ambienti militari sono sdegnati, e nel corso del mese si verifica un'ondata di ammutinamenti e scioperi, in particolare tra il 16 e il 24 sciopero di massa a Berlino e in altre città tedesche; in seguito alla repressione di una rivolta di marinai (9-11 aprile) la scissione dell'ala sinistra dell'SPD fa nascere l'USPD (contrario alla guerra e a favore degli scioperi); a direzione della rivista del SPD Die Neue Zeit Karl Kautsky (che aderisce alla USPD) viene sostituito da Heinrich Cunow
- 10 aprile - Il governo provvisorio russo conferma la promessa dello Zar del 14 agosto 1914 all'indipendenza della Polonia (ora interamente occupata dai tedeschi), e dichiara ogni rinuncia ad estensioni territoriali
- 11-16 aprile - A Pietrogrado si svolge la Conferenza panrussa dei Soviet dei deputati degli operai e dei soldati indetta dal Soviet - essa indice il suo Congresso per il 16 giugno
- 13 aprile - Creato con un decreto legge del presidente Woodrow Wilson il Committee on Public Information
- 13 aprile - Attraverso il porto di Arcangelo arriva a Pietrogrado un folto gruppo di esuli (perlopiù menscevichi e socialisti rivoluzionari) provenienti da Francia, Italia, e Gran Bretagna (tra i quali Breško-Breškovskaja, Čajkovskij, Georgij Valentinovič Plechanov, Vera Zasulič)
- 15 aprile - In Russia viene concesso il voto alle donne
- 16 aprile - Partito dalla Svizzera l'8 grazie all'intermediazione di Parvus (presidente dell'"Istituto della pace" sito a Copenaghen per conto dei servizi segreti tedeschi), e accompagnato dal segretario del Partito Socialdemocratico svizzero Fritz Platten Lenin torna in Russia assieme a Grigorij Evseevič Zinov'ev (Radek deve invece fermarsi a Stoccolma in quanto cittadino tedesco) e inorridito dal recente riavvicinamento dei bolscevichi locali (nel breve lasso di tempo in questione il partito è stato retto da Stalin, Kamenev, e Muranov) ai menscevichi e dalla loro acquiescenza alla piega economicistica presa dalla rivoluzione di febbraio, pubblica le Tesi di aprile ("tutto il potere ai Soviet", ossia abolizione della Duma e del Consiglio di Stato e trasferimento del potere ai rappresentanti del proletariato) con le quali prende le distanze dal menscevismo e dal riformismo in generale - Plechanov (il "padre" del marxismo russo) le definisce "deliranti"
- 16-18 aprile - Alla sua II Conferenza il Partito Socialista Rivoluzionario (PSR, espressione del peculiare populismo russo) indice il suo Congresso per il 7 giugno ed è profondamente diviso sulla "questione bellica"
- 18 aprile - In occasione della prima festa del lavoro (il 18 aprile è il 1º maggio secondo il calendario giuliano) a potersi tenere legalmente (finora era proibita) in Russia il Governo provvisorio festeggia ufficialmente al Campo di Marte di Pietrogrado con un grande comizio tenuto dal ministro della giustizia Kerenskij
- 19 aprile - Accordi di San Giovanni di Moriana sull'assegnazione di distretti in Anatolia all'Italia; in relazione viene predisposto un Corpo di spedizione italiano in Sinai e Palestina
- 23 aprile - In seguito allo stallo indotto dagli eventi russi e dall'ingresso americano in guerra, in una conferenza a Kreuznach  (sede del comando supremo dell'esercito) la Germania decide di annullare i punti presentati a Wilson il 29 gennaio optando quindi per l'annessione completa di Lituania e altri territori baltici occupati ("programma segreto di Kreuznach")
- 25 aprile - Lenin telegrafa a Radek a Stoccolma una richiesta di denaro, richiesta ripetuta 10 giorni dopo, vanamente
- 25 aprile - In Ungheria i partiti contro la guerra Partito Károlyi, Partito socialdemocratico ungherese, Partito radicale civile, Partito democratico e Partito socialista cristiano, si uniscono nel "blocco democratico per il suffragio"
- 3 maggio - Istituito dal Governo provvisorio il Comitato agrario nazionale, avente lo scopo di creare i comitati locali e preparare una riforma agraria
- 3 maggio - Lo scandalo della "Nota Miljukov" (segreta garanzia fatta il 30 aprile agli alleati dell'Intesa di continuare la guerra al loro fianco) fa perdere fiducia ai russi sul Governo provvisorio che inizialmente aveva promesso la fine della guerra; scoppiano massicce manifestazioni di operai e soldati ("crisi di aprile") - il 4 il sergente Fëdor Linde guida il suo Reggimento delle Guardie finlandesi ad assediare la sede del governo (Palazzo Marinskij) - Linde verrà poi inviato al fronte per punizione (il Soviet era contrario alla sua azione), dove sarà ucciso a Luc'k il 25 agosto dai suoi soldati durante un ammutinamento
- 5 maggio - Una riunione congiunta tra governo provvisorio, Duma, e Soviet, conferma la linea governativa
- 7-12 maggio - Si tiene a Pietrogrado la VII Conferenza del Partito Operaio Socialdemocratico Russo, la prima a non tenersi in condizione di clandestinità (la conferenza precedente si era tenuta nel 1912 a Praga) e senza la partecipazione della fazione menscevica, ufficializzando perciò la scissione tra le due fazioni, anche nel nome con l'apposizione (seppur non ufficiale ma come prassi) della postilla "(bolscevico)" come suffisso. Si approva la linea di Lenin espressa nelle "tesi di aprile", pur tra accuse di blanquismo (la dottrina marxista ufficialmente prevede il pluralismo politico e aborrisce i colpi di mano, come da Programma di Erfurt al quale i marxisti russi si ispirano) lanciate da Viktor Pavlovič Nogin e Alexei Rykov. Viene eletto un nuovo Comitato Centrale composto da Lenin, Zinov'ev, Kamenev, Sverdlov, Miljutin, Nogin, Ivar Smilga, Stalin e Grigorij Fëdorovič Fëdorov. Al loro primo incontro di persona, Lenin incarica Sverdlov di svolgere per lui vari affari correnti e incarichi organizzativi (di fatto ne diviene il segretario)
- 9-12 maggio - Si tiene a Pietrogrado il VIII Congresso del Partito Cadetto
- 12 maggio - In seguito allo scandalo della "Nota Miljukov" i ministri Miljukov (interno) e Aleksandr Ivanovič Gučkov (guerra) rassegnano le dimissioni, ponendo così fine alla polemica "crisi di aprile"
- 16 maggio - Incomincia un'ondata di ammutinamenti in Francia
- 17 maggio - Partito da Halifax il 27 marzo col piroscafo norvegese Kristianiafjord assieme ad altri ex esiliati politici grazie all'"operazione Harriman", trattenuto alcuni giorni dalle autorità britanniche (stessa sorte per Bucharin in Giappone) e rilasciato su intercessione del governo provvisorio russo, il menscevico Trockij arriva in Russia - il 22 dalla Svizzera attraverso la Germania assieme altri 200 esuli arriva Julij Martov, che proibisce ai menscevichi di aderire al Governo provvisorio (nel quale sono entrati dal 18 con un ministro, Irak'li Ts'ereteli alle poste)
- 17-18 maggio - A Kreuznach vertice tra Germania e Austria-Ungheria: quest'ultima si adegua alla modifica dei piani decisa il 23 aprile dal governo della Germania e rinuncia a ulteriori trattative separate ("corso tedesco" di Carlo I). Tuttavia già dal 26 giugno riprenderà a trattare in segreto
- 17 maggio-10 giugno - Si svolge il I Congresso panrusso dei Soviet dei deputati dei contadini, nel quale il PSR vi si rivela egemone. Il 20 maggio vi avviene il primo incontro tra il bolscevico Lenin e il menscevico (ma da poco inter-frazionista) Trockij dopo il loro ritorno in Russia
- 18 maggio - Promulgato dal congresso degli Stati Uniti d'America il Selective Service Act (1917)
- 18 maggio - In seguito alle dimissioni dei ministri Miljukov e Gučkov, viene indetto un rimpasto nel Governo provvisorio, nel quale i delegati del Soviet (già presenti nel governo con l'avvocato Kerenskij a ministro della giustizia) ottengono altri ministeri (3 ai menscevichi e 2 al PSR), tra i quali quello dell'agricoltura (cruciale in questo frangente) viene affidato a Viktor Michajlovič Černov (del PSR, che il 16 ha accettato di entrare nel governo); il 21 il ministro della giustizia Kerenskij (nel cui ministero viene sostituito con Pavel Pereverzev) diventa ministro della guerra al posto di Gučkov; per protesta il generale Kornilov (colui che il 20 marzo alla Stavka eseguì materialmente l'arresto dello Zar) si dimette da comandante del distretto militare di Pietrogrado, venendo sostituito con Pëtr Aleksandrovič Polovtsov
- 20-25 maggio - Si svolge la Conferenza dei menscevichi
- 23 maggio -  Fëdor Raskol'nikov e Semën Grigor'evič Rošal' creano un'effimera Repubblica Sovietica di Kronštadt, che durerà fino al 19 luglio
- 27 maggio - Tramite lo svizzero Robert Grimm la Russia avanza alla Germania una richiesta di pace separata ("scandalo Grimm-Hoffmann", che mette a rischio la neutralità svizzera); in seguito a ciò Arthur Hoffmann si dimetterà dalle sue cariche il 19 giugno
- 30 maggio - Il presidente del Club jugoslavo Anton Korošec interviene nel Reichsrat austriaco con la Dichiarazione di maggio chiedendo l'unificazione delle terre croata, serba e slovena dell'Austria-Ungheria in un unico stato democratico
- giugno - Nel corso del mese si tengono in tutta la Russia elezioni per Dume locali e Zemstvo, nelle quali complessivamente il 70% degli eletti è suddiviso tra menscevichi e social-rivoluzionari. Il 25 a Mosca il risultato è: PSR 58%, cadetti 17%, menscevichi 12%, bolscevichi 11,6%, socialisti popolari 1,4%
- 3 giugno - In contrasto con i dettami dei loro alleati, gli italiani stabiliscono il Protettorato italiano dell'Albania nella parte del paese da loro occupata (il cui fronte si è assestato dopo la caduta di Durazzo il 23 febbraio); una settimana più tardi, una colonna italiana occupa senza trovare alcuna opposizione anche la zona meridionale, occupata dai greci dal 1914, collegandosi così alla zona di occupazione dell'Armata alleata in Oriente in Macedonia (stabilita da dicembre 1916 come "Repubblica Autonoma di Coriza" dai francesi) ed attraversa la frontiera tra Albania e Grecia occupando la città greca di Giannina - le polemiche determinano la caduta del governo italiano
- 4 giugno - Aleksej Alekseevič Brusilov è nominato comandante supremo dell'esercito russo al posto di Michail Vasil'evič Alekseev (che lo era dal 1915)
- 6 giugno - Francia e Gran Bretagna approvano la proposta di Wilson di costituzione di una "Società delle Nazioni" - dopo aspri dibattiti interni la Francia ridimensiona le sue pretese con la "risoluzione Dumont"
- 7-17 giugno - Si svolge il III Congresso del PSR (il II si svolse nel lontano 1907)
- 11 giugno - Trapelato lo "scandalo Grimm-Hoffmann", Wilson invita la Russia democratica a continuare la guerra contro le autocrazie
- 16 giugno-7 luglio - A Pietrogrado si svolge il I Congresso panrusso dei Soviet dei deputati degli operai e dei soldati organizzato ad aprile dalla sua Conferenza, come amministratore centrale del potere legislativo per conto dei Soviet di tutta la Russia; i deputati socialisti rivoluzionari e menscevichi prevalgono sui bolscevichi
  - Viene creato ed eletto il Comitato esecutivo centrale panrusso dei Soviet (Vcik) incaricato delle veci tra due Congressi; primo presidente ne è eletto il menscevico Nikolaj Semënovič Čcheidze (già presidente del Soviet di Pietrogrado)

Nel corso del Congresso il 18 un gruppo di vecchi rivoluzionari russi (tra cui la famosa Vera Figner) emette un appello per la continuazione della guerra contro il Kaiser. Una manifestazione pacifista indetta da Lenin per il 23 giugno (e già sconsigliatagli dal CC bolscevico, per cui Lenin minaccia le sue dimissioni da esso) è proibita dal Soviet: Lenin definisce i soviet "foglia di fico della controrivoluzione" puntualizzando che essi contraddicono Marx stesso il quale parlava in loro riferimento di "cretinismo parlamentare" - Molotov esprime a Stalin perplessità sulla salute mentale di Lenin
- 27 giugno - Il governo Venizelos diventa il governo ufficiale della Grecia in sostituzione di quello di Alexandros Zaimīs (che il 5 febbraio ha sostituito Lambros) caduto il 24; vengono dichiarate nulle le elezioni parlamentari in Grecia del dicembre 1915, il parlamento viene composto sulla base di quelle precedenti (maggio 1915), vinte da Venizelos - Re Costantino I abdica a favore del figlio Alessandro di Grecia: il 30 la Grecia dichiara guerra agli Imperi Centrali. Il 26 luglio la conferenza inter-alleata decide la cessazione dell'occupazione del territorio greco
- 1º luglio - Riprendono i combattimenti sul fronte orientale (sul quale vigeva di fatto un tacito armistizio da fine settembre 1916): nell'errata convinzione che finora lo sforzo bellico russo fosse ostacolato dalle trame dei vertici zaristi, e quindi contando che un esercito democratico avrebbe avuto gioco facile dell'esercito del Kaiser, con Kerenskij sinceramente convinto di poter entrare a Berlino in pochi giorni, il Governo provvisorio russo avvia l'offensiva Kerenskij; nella Battaglia di Zborov combatte per la prima volta anche la Legione Ceca composta di prigionieri di guerra di tale etnia (alla quale si uniscono ora ulteriori loro compatrioti "disertori" in massa dall'esercito austrungarico)
- 3-11 luglio - Si svolge la III Conferenza panrussa dei sindacati (la precedente si era svolta nel lontano 1906, dopo la I del 1905), durante la quale viene creato il Consiglio centrale provvisorio panrusso dei sindacati
- 5 luglio - In seguito agli avvenimenti russi avviene l'ammutinamento del Corpo di spedizione russo in Francia (in Francia dal 26 aprile 1916), che crea un Soviet e chiede un immediato ritorno in Russia; tra il 16 e il 18 settembre i francesi reprimono l'insurrezione e internano il Corpo - idem il Corpo di spedizione russo in Grecia di Diterikhs
- 11 luglio - La missione americana lascia la Russia in dissidio sulla questione dell'indipendenza ucraina
- 12 luglio - Fallisce il tentativo del filo-tedesco Zhang Xun di  Restaurazione Manciù in Cina incominciato il 1º (con Pu Yi rimesso brevemente al trono) e teso a impedire l'ingresso in guerra con l'Intesa (chiesto da Wilson in funzione anti-giapponese) - il 17 Li Yuanhong viene sostituito da Feng Guozhang (capo della filo-Intesa Cricca di Zhili) a presidente della Cina
- 13 luglio - Entrato in contrasto con Ludendorff, il Cancelliere von Bethmann-Hollweg si dimette e viene sostituito da Georg Michaelis (il quale verrà sostituito il 31 ottobre da Georg von Hertling)

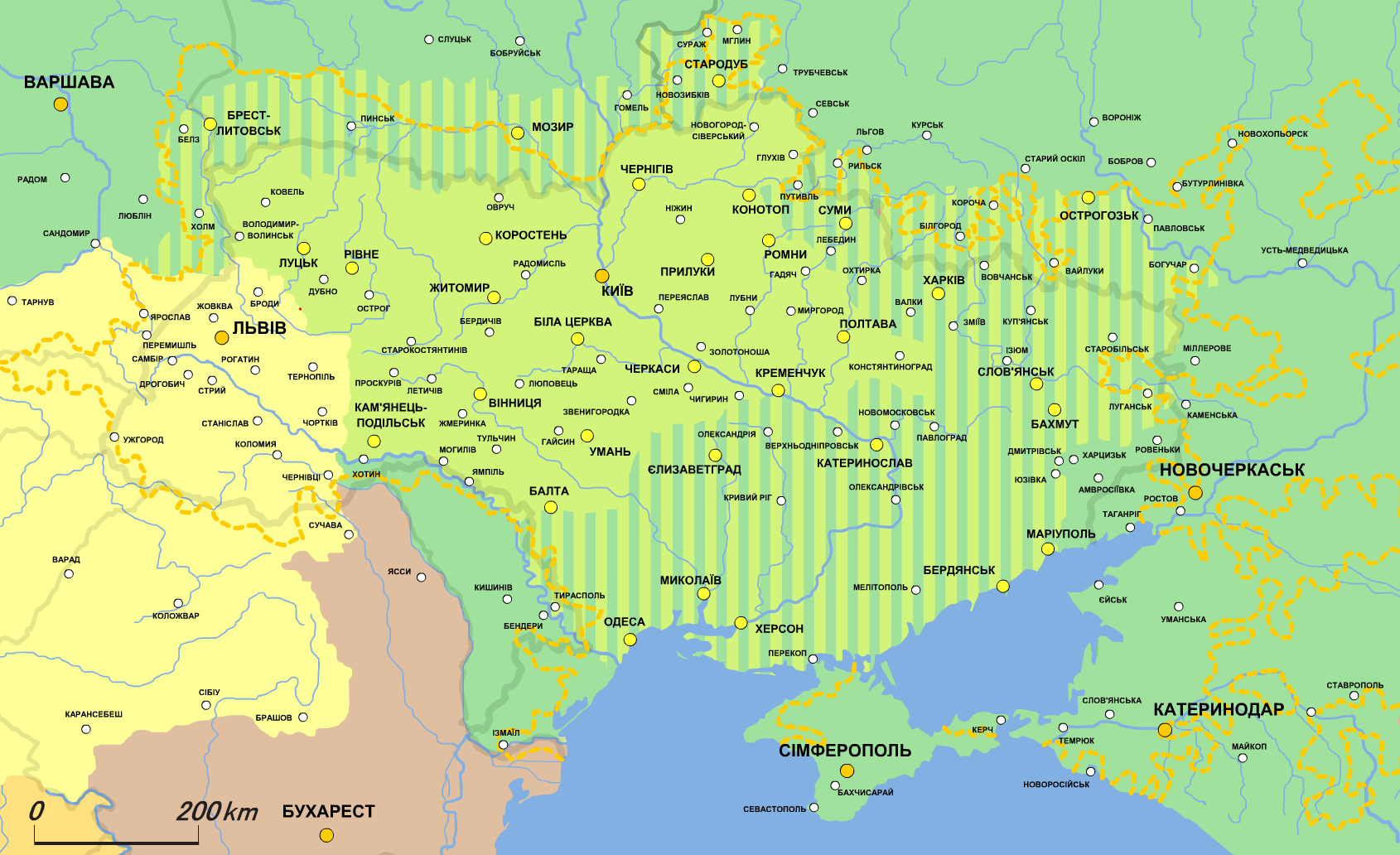
I territori ucraini riconosciuti dalla Repubblica Russa (in verde chiaro non tratteggiato)

- 13 luglio - La Central'na Rada ucraina crea un Segretariato generale come auto-governo provvisorio, con a capo Volodymyr Kyrylovič Vynnyčenko (del POSDR ucraino), che, dopo la "1° universale" ucraina del 23 giugno, ora emette la "2° universale", sulla quale il 15 il Governo provvisorio russo (su pressione di Wilson) annuncia la disponibilità al riconoscimento dell'indipendenza dei territori abitati da ucraini, ma entro confini molto ristretti (solo Ucraina centro-occidentale) scatenando una rivolta indipendentista a Kiev guidata da Vsevolod Holubovyč, mentre di contro provoca le dimissioni dei 4 ministri cadetti dal Governo provvisorio russo timorosi che la concessione dell'indipendenza all'Ucraina possa preludere ad un suo schieramento coi tedeschi
- 14 luglio - L'Argentina ribadisce la sua neutralità
- 16-20 luglio - "Giorni di luglio": in seguito al fallimento dell'offensiva di Kerenskij (condotta dal generale Brusilov) e alle dimissioni dei ministri cadetti, a Pietrogrado si svolgono dimostrazioni contro la guerra: i bolscevichi tentano di strumentalizzare la protesta popolare ai loro fini - represse dal Governo provvisorio, 800 bolscevichi sono arrestati e imprigionati nel carcere Kresty con l'accusa di essere agenti filo-tedeschi - il POSDR(b) è dichiarato fuori legge e le sedi del partito e della Pravda sono devastate dalla milizia popolare (la Pravda sarà costretta a cambiar temporaneamente nome in Raboci Put per poter uscire legalmente, diretta da Kamenev, il principale bolscevico non oggetto di mandato di arresto), dalla quale escono i membri già appartenenti alla milizia operaia che ora si nomina delle guardie rosse; Lenin (accusato di ricevere soldi tedeschi per tramite di Jakov Ganeckij-Fürstenberg e Karl Moor) si rende latitante. Il Soviet si oppone agli arresti, ed il ministro della giustizia Pereverzev deve dimettersi a causa della sua intransigenza.
Impressionato dalla repressione governativa, il menscevico Trockij aderisce al bolscevismo, portandosi dietro una schiera di intellettuali, tra i quali il capo dei menscevichi inter-frazionisti (Mežrajoncy, ai quali Trockij ha aderito in maggio) Jurij Larin, nonché Adol'f Abramovič Ioffe, Moisej Solomonovič Urickij, Anatolij Vasil'evič Lunačarskij, David Borisovič Rjazanov, V. Volodarskij, Lev Karachan, Dmitrij Manuil'skij, Andrej Januar'evič Vyšinskij, Vladimir Aleksandrovič Antonov-Ovseenko, e Sergej Osipovič Cederbaum (detto "Ežov"), rappresentando essi un'ancora di salvezza per un partito scompaginato che altrimenti sarebbe stato sull'orlo della scomparsa. Per questa adesione, il 3 agosto anche Trockij è arrestato.
I funerali delle vittime si svolgono atipicamente senza riti religiosi.
Il 20 Stalin annuncia a nome dei bolscevichi la "fine del periodo pacifico della rivoluzione di febbraio" - in questa occasione Pëtr Berngardovič Struve cerca di mettere in guardia il mondo dalla piega che sta prendendo la situazione russa.
Il 17 il comandante della flotta del Baltico Dmitrij Nikolaevič Verderevskij rifiuta di eseguire gli ordini repressivi giunti dal ministero, e viene per questo arrestato dal comandante in capo del distretto militare di Pietrogrado generale Polovtsov su ordine del vicario di Kerenskij per la marina Boris Petrovič Dudorov
- 19 luglio - Dopo che la SPD ha cessato di sostenere lo sforzo bellico, il parlamento tedesco si associa alla richiesta di pace "senza vinti nè vincitori" espressa dal deputato Matthias Erzberger (della sinistra del partito cattolico) il 6, chiedendo al governo la fine delle ostilità ed emettendo unilateralmente una "dichiarazione di pace", per cui le forze imperialistiche interne con l'appoggio del nuovo Cancelliere Michaelis incominciano a ostracizzare il Parlamento: incomincia la dittatura di Ludendorff - a suo sostegno il 2 settembre Alfred von Tirpitz crea il Partito Tedesco della Patria (cui confluirà il Alldeutscher Verband). Il 21 seguendo l'esempio tedesco, il Reichsrat conferisce poteri straordinari al governo austro-ungarico.
Tuttavia a partire da ora, a seguito della sopravvenuta impopolarità della guerra (dovuta alla disillusione indotta dallo stallo oramai percepito come immutabile), una "stretta" alla democrazia viene attuata in tutti i paesi belligeranti di entrambi gli schieramenti
- 19 luglio - Nel corso dell'offensiva di Kerenskij, tedeschi e austro-ungarici contrattaccano avanzando verso le posizioni iniziali (distanti ora 110 km), portando a un crollo completo delle linee russe
- 20 luglio - Perduti i ministri cadetti il 15, L'vov si dimette da primo ministro del Governo provvisorio russo, imitato da tutti i rimanenti ministri; il 21 gli succede il già ministro della guerra Kerenskij, che il 25 presenta la lista dei ministri e trasferisce la sede del governo da Palazzo Mariinskij a Palazzo d'Inverno; il 1º agosto sostituisce Brusilov con Kornilov a capo dell'esercito in seguito al fallimento dell'offensiva dell'1-19 luglio

- 20 luglio - Con la dichiarazione di Corfù il filo-tedesco "Comitato jugoslavo" (rappresentativo delle etnie slave dell'Austria-Ungheria) di Ante Trumbić si accorda con la Serbia tramite il suo primo ministro Nikola Pašić (filo-Intesa e finora fautore della Grande Serbia) per la realizzazione di uno stato indipendente unitario degli slavi del sud (nelle intenzioni comprendente anche Bulgaria e Albania) sotto Alessandro Karađorđević; l'11 agosto vi aderisce anche il club del Montenegro
- 22 luglio - Il Siam dichiara guerra agli Imperi Centrali e invia in Europa un Corpo volontario siamese
- 22 luglio - In seguito alla "crisi del giuramento" e visto il mutare della situazione in Russia (il cui nuovo governo ha confermato la promessa di indipendenza della Polonia), i soldati del Polnische Wehrmacht ("Polska sila Zbrojna") di Hans von Beseler, esercito polacco filo-tedesco creato il 10 aprile dall'unificazione delle 3 precedenti brigate della legione polacca esistenti dal 1914, al seguito di Józef Piłsudski (1ª e 3ª brigata) che il 2 hanno rifiutato di obbedire ai tedeschi vengono internati; la leale 2ª brigata di Józef Haller invece va a costituire il Corpo ausiliario polacco dell'esercito tedesco
- 22 luglio - Dal lato romeno del fronte in Bucovina presso Vulturești inizia la battaglia di Merești dall'Imperial regio Esercito dell'Austria-Ungheria
- 24 luglio - Non vedendosi rinnovato il mandato di procuratore del Santissimo Sinodo, l'ottobrista Vladimir Nikolaevič L'vov (già feroce avversario del monaco Rasputin e di Macario) è furibondo ed avvia una serie di trame coinvolgendo Vasily Stepanovič Zavoiko e Boris Alekseevič Suvorin (capitalisti eminenze grigie di una cerchia di opposizione a Kerenskij facente riferimento al generale Kornilov)
- 25 luglio - Nel corso della controffensiva austro-tedesca dal lato russo del fronte iniziata il 19 Ternopil' è abbandonata senza combattere dal demoralizzato esercito russo
- 26 luglio - Si tiene una riunione segreta del CC bolscevico, la prima dopo la feroce repressione subita nel corso del mese – Lenin aspramente criticato risponde con il “Agli slogan”, dopodiché, braccato dalla polizia, fugge in Finlandia (presso Siestarjoki), dove scrive Stato e rivoluzione nel quale definisce nuovamente i soviet "foglia di fico della controrivoluzione" e abbandona la linea espressa nelle "tesi di aprile" ("tutto il potere ai Soviet" tramite lavorio progressivo) per sostituirla ripiegando sui suoi principi originari espressi nel "Che fare?" del 1902 con l'assegnazione implicita del potere tramite colpo di mano da attuarsi dal solo suo partito e ai suoi organismi interni plasmati tramite cooptazione ("totalitarismo", il cui metodo sarà in seguito imitato dall'ex socialista Benito Mussolini per prendere il potere in Italia)
- 28 luglio-7 settembre - I Congresso dei lavoratori ferroviari, viene creato il loro sindacato (Vikžel') con A. L. Malickij presidente
- agosto - Riprendono segreti colloqui di pace separata tra Austria-Ungheria e Francia tramite la Svizzera (colloqui Armand-Revertera: la Francia promette all'Austria-Ungheria la Polonia ex russa, la Slesia, e la Baviera)
- 1º agosto - Il ministro degli esteri austro-ungarico Czernin propone alla Germania di negoziare una via d'uscita onorevole dal conflitto - in relazione viene indetta per il 9 a Kreuznach (sede del comando supremo dell'esercito) una nuova conferenza sugli obiettivi di guerra
- 1º agosto - Nota ai capi dei popoli belligeranti di papa Benedetto XV contro l'"inutile strage" - le modalità e la tempistica palesano il suo (già sospettato) orientamento favorevole agli Imperi Centrali, provocando sconcerto tra i cattolici italiani e francesi (e un vero e proprio scisma nella Chiesa cattolica boema dalla quale si scorpora la Chiesa hussita cecoslovacca), tanto che sarà l'ultima volta che si intromette nella Grande Guerra - dal canto suo, Wilson gli risponde che il presupposto per la pace è l'instaurazione della Repubblica in Germania
- 3 agosto - In Bucovina tedeschi e austro-ungarici sul lato russo prendono Černivci occupando così l'intera regione, al che fermano la loro avanzata - termina così la fallimentare offensiva di Kerenskij, costata molto in vite umane, e riprende la stasi sul fronte orientale - l'esercito russo precipita nello sconforto. Dal lato romeno l'avanzata austro-ungarica nella battaglia di Merești (iniziata il 22 luglio) è fermata dal 6 agosto grazie al supporto russo nella battaglia di Mărășești che dura fino all'8 settembre
- 5 agosto - Viene restaurato il patriarcato (motivo per cui la Chiesa ortodossa guarda favorevolmente la Rivoluzione avendogli essa restituito il potere dal 1721 usurpato dallo Zar che da allora era stato anche capo della Chiesa), e contestualmente viene abolito il Santissimo Sinodo del Governo Russo (Anton Kartašëv continua il suo mandato ma come ministro "del culto"); il 28 al Cremlino si apre il Concilio (il precedente si era svolto nel 1666), che ad ottobre eleggerà Patriarca Tichon (sarà intronizzato il 4 dicembre)
- 6 agosto - A seguito di voci su presunti complotti da parte di elementi di destra per rovesciare il sempre più impopolare governo provvisorio e rimettere sul trono Nicola II, l'ex Zar viene spostato da Pietrogrado a Tobol'sk
- 8-16 agosto - A Pietrogrado si tiene il VI Congresso del Partito Operaio Socialdemocratico Russo (bolscevico) (il precedente congresso si era svolto nel lontano 1907 a Londra), il primo senza la partecipazione della fazione menscevica. E' tenuto da Stalin (essendo Lenin latitante). Viene eletto un nuovo Comitato Centrale, e una sua Composizione ristretta provvisoria con membri Stalin, Andrej Bubnov, Feliks Dzeržinskij, Ioffe, Vladimir Miljutin, Matvej Muranov, Jakov Sverdlov, Grigorij Sokol'nikov, Elena Stasova, Moisej Urickij, Stepan Šaumjan. Viene creata la Segreteria del Comitato centrale (incaricata della direzione del lavoro amministrativo, resasi ora necessaria dall'ingrandimento del partito passato da 24.000 iscritti di febbraio a 210.000), affidata a Sverdlov (già di fatto segretario di Lenin) come coordinatore dei membri Stasova (che di fatto ha svolto da sola tale ruolo dal 12 marzo allorquando venne liberata dalla fortezza di Pietro e Paolo a Pietrogrado), Dzeržinskij, Ioffe, Muranov. Viene ammessa nel partito l'organizzazione di Trockij, il quale viene eletto al Comitato Centrale (ma ora si trova in carcere)
- 10 agosto - Incomincia la missione militare britannica in Turkestan, il generale Wilfred Malleson arriva a Mashhad (Persia) con lo scopo di contrastare la possibile invasione turco-tedesca dell'Asia centrale nel contesto dell'indebolimento della Russia e della rivolta dei basmachi in corso
- 12 agosto - A Riga il Congresso del Soviet elegge il suo Comitato Esecutivo Centrale del Soviet dei lavoratori, dei soldati, e dei contadini senza terra della Lettonia (Iskolat, omologo lettone del russo Vcik), antagonista al "Consiglio provvisorio del territorio di Livonia"; seguendo il medesimo iter dei Soviet russi verrà subito egemonizzato dai bolscevichi del Partito Operaio Socialdemocratico di Lettonia (fondato nel 1904, equivalente lettone del POSDR), che alle elezioni ne prendono la maggioranza dei seggi con lo scopo di eseguire la Rivoluzione nel territorio lettone non occupato dalla Germania
- 14 agosto - La Cina (governo Beiyang di Feng Guozhang) dichiara guerra a Germania e Austria-Ungheria e a Tientsin occupa immediatamente le concessioni austroungarica e tedesca - contrario a tale atto, il 1º settembre Sun Yat-sen (capo del partito nazionalista Kuomintang) fonda a Canton la Giunta di Protezione Costituzionale, e il 10 il Movimento di protezione della costituzione ("Terza Rivoluzione") in difesa della Costituzione provvisoria della Repubblica di Cina (ripristinata il 29 giugno 1916 da Li Yuanhong) e per annullare la dichiarazione di guerra
- 15 agosto - In seguito agli avvenimenti russi, è rifondato a Losanna il "Comitato nazionale polacco" di Roman Dmowski e Ignacy Paderewski (già esistente dal 1914 ma non riconosciuto dalle potenze dell'Intesa in quanto alleate della Russia dalla quale i polacchi chiedono l'indipendenza) come espressione politica dell'antitedesco esercito volontario polacco ("Esercito blu") creato in Francia il 4 giugno; il 21 allo scopo di ingraziarsi l'etnia polacca (cui dalla Russia è stata confermata la promessa di indipendenza) il Governo provvisorio russo nell'Oblast Occidentale permette la formazione del I Corpo d'Armata polacco di Józef Dowbor-Musnicki che viene a rappresentare l'embrione di un esercito polacco in previsione della formazione di una Polonia indipendente filo-russa, sottoposto per ora al "Comitato esecutivo principale delle forze armate polacche" dell'esercito russo
- 19 agosto - Il Soviet panrusso dei deputati dei contadini presenta il "mandato contadino modello", bozza di proposta di riforma agraria, basato sul programma politico del PSR
- 21-23 agosto - Si tiene a Mosca un convegno durante il quale viene fondato il Consiglio degli attivisti civici (sovet obščestvennyh dejatelej), organizzazione della fazione dei cadetti che si oppone al governo di Kerenskij (composta praticamente dal nucleo degli organizzatori della rivoluzione di febbraio, l'ex "Blocco progressista": Miljukov, Rodzjanko, Nikolaj Ivanovič Astrov, Vasilij Maklakov, Nikolaj Nikolaevič Ščepkin, Pëtr Berngardovič Struve, Nikolaj Aleksandrovič Berdjaev, Evgenij Nikolaevič Trubeckoj, Vasilij Vital'evič Šul'gin, Sergej Nikolaevič Tret'jakov, P. P. Rjabusinskij, e i generali Alekseev, Brusilov, Judenič, Kaledin)
- 22-28 agosto - I moti di Torino ringalluzziscono Lenin (ancora latitante in Finlandia assieme a Zinov'ev)
- 25-28 agosto - A Mosca si tiene la Conferenza di Stato, convocata dal Governo provvisorio per informare i cittadini russi sulla situazione politica nel paese - egemonizzata dalle forze reazionarie e dai liberali del neonato "Consiglio degli attivisti civici" e intesa da essi come propedeutica a una cospirazione per il rovesciamento di Kerenskij (indicativa in tal senso è l'acclamazione ricevuta dal generale Kornilov, presente alla conferenza e postosi alla testa di tali forze); in opposizione alla piega presa dalla conferenza viene contemporaneamente deciso dalle forze progressiste un grande sciopero generale che aggrava la situazione; dal governo provvisorio viene creato il Ministero del lavoro, affidato a Matvej Ivanovič Skobelev, il cui primo decreto il 28 proibisce ai soviet degli operai di riunirsi durante le ore di lavoro, suscitando ulteriori vive polemiche - viene creato anche il ministero dell'Approvvigionamento
- 26 agosto - Vynnyčenko si dimette dal Segretariato generale ucraino per protesta contro il recente rifiuto da parte del governo provvisorio russo di accettare la "2° Universale" del 13 luglio, e viene sostituito da Dmytro Dorošenko, che però il 31 si dimette a sua volta
- 28 agosto - A Londra si tiene la "II conferenza dei partiti socialisti dei paesi dell'Intesa", nella quale i socialisti (russi compresi) adottano risoluzioni a sostegno dell'iniziativa bellica dei rispettivi governi, provocando lo sdegno bolscevico - la sua indizione è interpretata come fittizia e provocazione tesa a contrapporsi a quella autentica indetta da maggio dal Soviet di Pietrogrado e ora prevista per il 5 settembre a Stoccolma
- settembre-ottobre - Nell'esercito russo si susseguono ammutinamenti, diserzioni, e rivolte (di cui la più notevole si svolge a Dubno il 20-21 settembre); i villaggi di Ucraina e Volga sono sconvolti da continue violente jacquerie contadine contro i pomeščiki e pogrom anti-ebraici, fomentate dai disertori tornati dal fronte; il Governo provvisorio è impotente

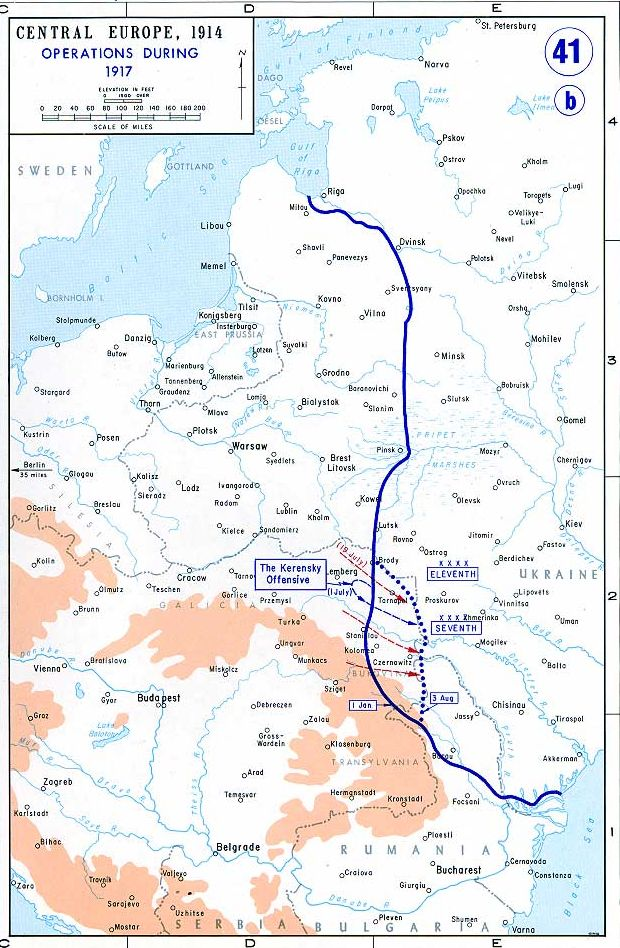
Il fronte orientale prima del 3 settembre 1917

- 1-3 settembre - Battaglia di Riga (o "battaglia del Jugla"): constatato lo sconforto dei soldati russi ed in ritorsione dell'attacco di luglio (che hanno considerato una violazione del tacito accordo di tregua che vigeva con lo Zar), l'esercito tedesco attacca presso Riga (città nella quale metà della popolazione è di lingua tedesca, tedeschi del Baltico), che prende facilmente il 3. In seguito a ciò, l'Iskolat è costretto a evacuare prima a Cēsis e poi a Valmiera e alla fine di settembre si trasferisce a Valka; il fronte terrestre nell'area baltica da ora fino al 18 febbraio 1918 resterà stabilizzato lungo la linea Riga-Daugavpils-Baranavičy
- 2 settembre - Muore di malattia prigioniero (da marzo) nella fortezza di Pietro e Paolo l'ex primo ministro Štjurmer
- 5-12 settembre - A Stoccolma si tiene la III Conferenza Internazionale Socialista ("Conferenza di Stoccolma" o "III conferenza di Zimmerwald"; formalmente ultimo congresso della Seconda Internazionale pur dichiarata sciolta ufficialmente nel 1916 alla Conferenza di Kienthal) dei partiti pacifisti europei, cui partecipano i bolscevichi russi (con Karl Radek, da aprile rimasto appositamente in attesa a Stoccolma essendovi giunto dalla Svizzera col medesimo treno di Lenin) - organizzata a maggio su iniziativa del Soviet di Pietrogrado anche come tentativo di ripristinare la Seconda Internazionale, poi annullata in agosto per le profonde divisioni che lacerano i partiti socialisti, si tiene ora; tutti gli eventi dell'estate 1917 sono stati influenzati nei vari paesi dal timore che questa conferenza spaccasse il loro fronte interno (Union sacrée in Francia, Burgfrieden in Germania), in particolare la francese "risoluzione Dumont" del 6 giugno (tesa a evitare che la SFIO passasse al campo pacifista "zimmerwaldiano"), e per mesi i governi di entrambi gli schieramenti hanno tentato di ostacolarne lo svolgimento anche proibendo ai loro socialisti il visto per l'espatrio - i delegati menscevichi russi difendono il governo Kerenskij, con discussioni molto accese, e contro-accuse reciproche di tradimento del socialismo. Dal canto suo, dalla Finlandia Lenin ripristina la linea espressa nelle "tesi di aprile" ("tutto il potere ai Soviet" tramite una Assemblea Costituente) recalcitrando da quella ideata sull'onda emotiva il 23 luglio di assegnazione del potere al solo suo partito, ma non rinuncia alla nuova strategia della presa del potere tramite colpo di mano (per la quale sarà accusato di giacobinismo dai suoi stessi compagni Kamenev, Zinov'ev, e Rykov)
- 9 settembre - Caso Kornilov: le unità di Kornilov ("Divisione selvaggia") partite da Riga dopo la sua perdita si dirigono verso Pietrogrado allo scopo apparente (mai ufficialmente chiarito, la versione più accreditata parla di un "malinteso" tra Kornilov e Kerenskij artatamente imbastito da Vladimir L'vov, nel quale avrebbero avuto un ruolo anche gli ignari Boris Savinkov e Vasily Zavoiko) di attuare un colpo di Stato, ma sono bloccate dalla reazione sia di Kerenskij sia del Soviet (che tra i soldati crea appositamente il Comitato di Lotta contro la Controrivoluzione) che Armando le guardie rosse bolsceviche ne ricevono il supporto decisivo per stroncare il presunto piano reazionario: l'11 Kornilov è destituito da Kerenskij; il 13 la 1ª Divisione cosacca del Don viene fermata dai ferrovieri a Luga e il suo comandante generale Aleksandr Krymov si suicida; il 14 i congiurati sono arrestati da unità comandate da Alekseev (che, esautorato Kornilov, ritorna brevemente al comando dell'esercito per poi cederne il comando a Vladislav Klembovskij che però rifiuta); Savinkov incaricato a Pietrogrado di accogliere i golpisti viene espulso dal PSR.
Presto si diffonde la voce infondata secondo la quale si sarebbe trattato di un'operazione false flag orchestrata dallo stesso Kerenskij e da lui mirata contro il Soviet, insinuazione che lo delegittima agli occhi del popolo e determina l'inizio di un'adesione in massa dei soldati al bolscevismo

(Nikita Sokolov)
- 11 settembre - Lansing denuncia la Svezia come intermediaria di contrabbando tra la Germania ed i paesi neutrali (soprattutto l'Argentina)
- 13 settembre - I bolscevichi ottengono la maggioranza (col 33% dei voti) alle elezioni per il Soviet di Pietrogrado e l'8 ottobre il neo-bolscevico Trockij è eletto suo presidente al posto del menscevico Čcheidze; il 1º ottobre Nogin è eletto presidente del Soviet degli operai di Mosca (nel quale il POSDR bolscevico ha ottenuto il 52% dei voti). Nel corso di settembre si tengono in tutta la Russia altre elezioni (dopo quelle di giugno) per Dume locali e Zemstvo, nelle quali stavolta complessivamente gli eletti menscevichi e social-rivoluzionari scendono dal 70% di giugno al 18% (14% PSR, 4% menscevichi), a favore di cadetti (26,3%) e bolscevichi (51,5%); i bolscevichi ottengono la maggioranza nei Soviet delle principali grandi città (le prime, in ordine temporale: Ivanovo-Voznesensk, Kronštadt, Ekaterinburg, Samara, Caricyn, Saratov)
- 14 settembre -  Fine dello zarismo: dopo che l'11 i ministri cadetti (accusati di complicità con Kornilov) sono stati sospesi e gli altri si sono dimessi, Kerenskij, incalzato dagli eventi, promulga un governo emergenziale ("Direttorato") e proclama la Repubblica Russa (usurpando indebitamente tale funzione alla prevista Assemblea Costituente) con Kerenskij che assume per sé stesso la carica di presidente e quella di comandante supremo dell'esercito (quest'ultima a causa del rifiuto di Klembovskij a ricoprirla), e il 16 scioglie il Comitato provvisorio della Duma (atto comunque propedeutico all'indizione di nuove elezioni, già previste ma non ancora indette, per una nuova assemblea). Fa liberare dal carcere (dove si trovava dal 17 luglio per aver disobbedito agli ordini di repressione) l'ammiraglio Verderevskij e lo nomina ministro della marina.
Vengono accettate le condizioni ucraine dopo lievi modifiche alla "2° Universale" come "unione federale" con la Repubblica Russa, e Vynnyčenko torna così a capo del Segretariato generale ucraino.

La Finlandia diventa di fatto autonoma avendo la fine dello zarismo determinato automaticamente l'annullamento dell'unione personale finora vigente, non sussistendo altri vincoli legali che la leghino alla Russia
- 16 settembre - Dalla Finlandia Lenin lancia un ultimatum ("Sui compromessi") a menscevichi e social-rivoluzionari per un governo di coalizione (proposta caldeggiata in primis dal suo compagno di latitanza Zinov'ev e poi approvata dal CC bolscevico il 26), inascoltato, per cui il 27 sempre dal suo nascondiglio invia una lettera che è fonte di perplessità, con scritto "I bolscevichi devono prendere il potere"
- 17 settembre - Kerenskij rilascia i capi bolscevichi arrestati il 19 luglio e Trockij arrestato il 3 agosto, ma non revoca il mandato di cattura su Lenin (la cui collaborazione con gli emissari del Kaiser a Stoccolma è talmente plateale che Kerenskij non può obiettivamente permettersi di sorvolarci sopra)
- 18-22 settembre - Nella Lituania occupata dai tedeschi si svolge a Vilnius una conferenza in cui Antanas Smetona e i membri votano per la creazione del Lietuvos Taryba ("Consiglio della Lituania")
- 21 settembre - La Flotta del Baltico dichiara di riconoscere solo il Soviet di Pietrogrado come unica autorità legale - il 24 idem la Flotta del mar Nero
- 21-28 settembre - Si tiene a Kiev il Congresso dei popoli oppressi della Russia
- 25 settembre - In un incontro a Boulogne-sur-Mer Lloyd George e Paul Painlevé rigettano il recente "piano Briand-von der Lancken" col quale la Germania offre l'Alsazia-Lorena alla Francia in cambio di mano libera in Russia (approvato l'11 dal "Consiglio della Corona" tenutosi a Bellevue nonostante l'opposizione riguardo al Belgio da parte di Ludendorff, il quale avrebbe voluto proporlo alla sola Francia) - in seguito al rifiuto della proposta, si interrompe definitivamente ogni colloquio di pace tra Imperi Centrali e Intesa
- 27 settembre-5 ottobre - In risposta alla piega reazionaria presa dalla Conferenza di Stato di Mosca del 25-28 agosto, si tiene a Pietrogrado la Conferenza democratica panrussa organizzata dal Vcik, anche con lo scopo di sostituire il Direttorato che dal 14 svolge le funzioni governative, e creare un nuovo governo provvisorio. Nel corso della conferenza si creano tre tendenze:
  - per un governo che escluda il partito Cadetto: Černov (capo del PSR e della loro ala moderata); Boris Kamkov e Marija Aleksandrovna Spiridonova (della "sinistra" del PSR); Martov (capo dei menscevichi e della loro ala sinistra, "internazionalisti"); Skobelev e Alexander Bogdanov (menscevichi moderati)
  - per un governo che includa il partito Cadetto: Nikolaj Dmitrievič Avksent'ev e Abram Gotz (della "destra" del PSR); Fëdor Dan, Michail Liber, e Ts'ereteli (della "destra" menscevica); Čajkovskij (capo dei trudovichi)
  - contrari a priori a un nuovo governo: bolscevichi, ritenendolo "una scappatoia" tesa a ritardare ulteriormente le elezioni per la Costituente, chiedono invece l'indizione immediata del previsto II Congresso panrusso dei Soviet

la Conferenza vota per un governo provvisorio senza il partito Cadetto, ma di fronte all'insistenza di Kerenskij anch'esso viene inserito nel governo con una soluzione di compromesso "temporanea": il 3 ottobre il presidente Kerenskij sostituisce le funzioni della Duma (dal 12 marzo esistita come suo "Comitato provvisorio", sciolto da Kerenskj il 16 settembre) con il Consiglio provvisorio della Repubblica russa, con Avksent'ev (ex Ministro degli affari interni) presidente, "pre-parlamento" provvisorio fino alla convocazione dell'Assemblea Costituente ed incaricato di organizzarne le elezioni, con sede a Palazzo Mariinskij (ex sede del Governo provvisorio fino a luglio, e del Consiglio di Stato chiuso l'11 marzo dallo Zar e più ripristinato). Questa "soluzione" scontenta bolscevichi (che rifiutano di parteciparvi con propri deputati) e alcuni dissidenti negli altri partiti, tra i quali anche alcuni previsti nuovi ministri (che rifiutano così di parteciparvi, di conseguenza Kerenskij deve sostituirli). Questo atteggiamento rappresenta la pietra tombale sul consenso popolare a menscevichi e socialisti rivoluzionari, che, divisi al loro interno sui rapporti da tenere verso il partito Cadetto ed il nuovo governo, perdono da ora agli occhi del proletariato ogni credibilità. Incalzata dai bolscevichi, la Conferenza indice per il 2 novembre il II Congresso panrusso dei Soviet dei deputati degli operai e dei soldati, che secondo Statuto avrebbe dovuto tenersi a settembre, ma contro il cui svolgimento si sta mobilitando non solo l'intero apparato filo-governativo ma anche socialisti rivoluzionari e menscevichi, ufficialmente poiché fiduciosi nell'attesa delle elezioni per l'Assemblea Costituente ora indette dal Presidente Kerenskij per dicembre, in realtà perché timorosi di perdere l'egemonia acquisita nel Soviet: il Vcik (nel quale il PSR è maggioritario) cessa di fatto di rappresentarli realmente, per cui esso incomincia a opporsi al Congresso (e quindi a nuove elezioni che ne avrebbero inevitabilmente modificato radicalmente la propria composizione). Tra tutti il più feroce avversario del II Congresso panrusso dei Soviet dei deputati degli operai e dei soldati è il "Comitato Esecutivo Centrale panrusso dei Soviet dei deputati dei contadini", egemonizzato dai socialisti rivoluzionari di Sergej Salazkin e Semën Maslov (ministri nel governo di Kerenskij), che indice una conferenza per il 23 novembre. L'opposizione generalizzata da parte dei "conciliatori" al tenersi del Congresso mobilita ovunque in suo favore il proletariato e aumenta ulteriormente i consensi ai bolscevichi.
L'8 ottobre il Consiglio provvisorio della Repubblica russa abolisce il "Direttorato" ricreando un vero governo, "provvisorio", affidato sempre a Kerenskij e comprendente anche ministri cadetti; contestualmente a Tomsk annunciata l'autonomia della Siberia e creata la Duma regionale siberiana guidata da Grigorij Nikolaevič Potanin
- 29 settembre - Operazione Albion: truppe da sbarco tedesche invadono le isole estoni di Saaremaa e Muhu nel mar Baltico, mettendo in rotta la guarnigione russa. Da ora, considerando oramai in via di dissoluzione il fronte russo, gli austro-tedeschi ne approfittano per incominciare a spostare truppe a occidente
- 1º ottobre - Alle elezioni parlamentari in Finlandia del 1917 il filo-bolscevico Partito Socialdemocratico Finlandese è il primo partito con il 44,79% dei voti
- 3 ottobre - Il menscevico Skobelev viene incaricato ("nakaz") dal Vcik di rappresentarlo alla prevista Conferenza inter-alleata chiesta a nome della Russia dal Soviet di Pietrogrado a maggio e presentare le proprie condizioni per un'uscita della Russia dalla guerra in alternativa a quelle favorevoli alla sua continuazione dei delegati incaricati dal Consiglio provvisorio della Repubblica russa (il ministro degli esteri Michail Tereščenko e il generale Alekseev). Indetta dall'Intesa per agosto, e da allora sempre rimandata, è stata ora fissata per il 10 novembre a Parigi. Nel frattempo, il 29 ottobre il ministro degli esteri del governo provvisorio Tereščenko annuncia la continuazione della guerra
- 6 ottobre - Negli USA emessa la Trading with the Enemy Act
- 7 ottobre - Trockij (da poco passato ai bolscevichi) è eletto presidente del Soviet di Pietrogrado
- 10 ottobre - Sciopero generale nella regione di Baku, fino al 26
- 12-14 ottobre - Si tiene a Mosca il II convegno degli attivisti civici, sempre più infuriati con Kerenskij
- 16-19 ottobre - Il menscevico Alexander Bogdanov fonda il Proletkult per la diffusione della cultura proletaria
- 17 ottobre - Battaglia dello stretto di Muhu: dopo aver preso Riga il 3 settembre e le isole di Saaremaa e Muhu il 29, la flotta tedesca espelle le unità russe dal Golfo di Riga. In seguito al pericoloso avvicinamento dei tedeschi alla città, il 18 il comandante (dal 17 settembre) del distretto militare di Pietrogrado colonnello Georgij Petrovič Polkovnikov annuncia che le unità della guarnigione della capitale composte da elementi ostili verranno al più presto trasferite al fronte; questo atto scatena un ammutinamento generale con la maggior parte delle unità che dichiararono fedeltà al Soviet di Pietrogrado (e quindi a Trockij, suo presidente dal 7) anziché a lui
- 20 ottobre - Il generale Alekseev (artefice dell'arresto di Kornilov il 14 settembre) incomincia a progettare a sua volta un nuovo colpo di Stato contro Kerenskij
- 23 ottobre - Lenin e Zinov'ev tornano a Pietrogrado per partecipare al Comitato Centrale del POSDR bolscevico riunito a casa (a sua insaputa) del menscevico Nikolaj Nikolaevič Suchanov. Al posto della precedente "Composizione ristretta provvisoria" esistente da agosto viene creato ed eletto al proprio interno il Politburo ("ufficio politico") composto da Lenin, Stalin, Zinov'ev, Kamenev, Trockij, Bubnov e Grigorij Jakovlevič Sokol'nikov, e dopo accesi dibattiti (Lenin verrà nuovamente accusato di "giacobinismo") i 12 presenti (su 26 membri) votano per l'attuazione dell'insurrezione (Lenin, Sverdlov, Stalin, Dzeržinskij, Trockij, Urickij, Kollontaj, Bubnov, Sokol'nikov e Oppokov - i due contrari, Kamenev e Zinov'ev, oltre a temerne il fallimento come a luglio confidano nel risultato elettorale per l'Assemblea Costituente che gli avrebbe così assegnato il potere legalmente); terminata la riunione, Lenin ritorna al suo nascondiglio in Finlandia (ora presso Jalkala)
- 25 ottobre - Si svolge un congresso del Soviet di Pietrogrado, del quale viene eletto il Comitato Centrale; in seguito agli ammutinamenti iniziati il 18, su iniziativa dei menscevichi il 26 la sezione dei soldati del Soviet di Pietrogrado (che a settembre ha formato il Comitato di Lotta contro la Controrivoluzione) viene unita alle Guardie rosse bolsceviche creando così il Comitato militare rivoluzionario di Pietrogrado (col ruolo di "guardia del corpo" incaricata della difesa armata del Soviet), che il 29 viene riconosciuto dal Soviet come rappresentante dei soldati, e affidato al neo-bolscevico Trockij (che dal 7 presiede il Soviet)
- 26-29 ottobre - A Pietrogrado i vari organismi indipendentisti che si erano incontrati il 10 maggio per l'unificazione dei territori abitati da lettoni fondano il Consiglio provvisorio nazionale della Lettonia (Latviešu Pagaidu Nacionala Padome), "parlamento" antagonista al Soviet dell'Iskolat
- 29 ottobre - Lenin ritorna nuovamente a Pietrogrado per partecipare al II Congresso panrusso dei Soviet previsto per il 2 novembre, e in un'altra riunione del CC bolscevico conferma il progetto insurrezionale (dei 25 presenti solo Kamenev, Zinov'ev, e Rykov si oppongono ancora all'insurrezione), ma all'azzardata proposta leniniana di presa del potere a nome del partito viene preferita quella prudente di Trockij di usare come paravento il II Congresso panrusso dei Soviet, contando che una volta così modificata la composizione del Vcik (non rispecchiando più la realtà quello attuale), esso possa forzare la mano a Kerenskij per far svolgere le elezioni per la Costituente (inizialmente questo è lo scopo della prevista "insurrezione", prevedendo Trockij un successo dei bolscevichi e fornendo così ad essi una parvenza di legalità alla presa del potere), che, seppur dal 5 ottobre già fissate vagamente "per dicembre", si teme vengano ulteriormente procrastinate essendo ancora vanamente attese da marzo
- 29 ottobre - 5 novembre - A Irkutsk si tiene il I Congresso pansiberiano dei Soviet, che elegge Boris Zakharovič Šumjatskij a presidente del suo Comitato esecutivo centrale ("Tsentrosibir")
- 30 ottobre - Si svolge una riunione del Comitato Centrale (eletto il 25) del Soviet di Pietrogrado, al quale i rappresentanti dei soldati della guarnigione di Pietrogrado (60.000 uomini) dichiarano di riconoscere solo l'autorità del Soviet per il tramite del Comitato militare rivoluzionario di Pietrogrado (creato il 26); il 31 viene creato quello del fronte (presso Cēsis); il 4 novembre quello dell'Estonia e quello di Pskov (che l'8 diventa "del fronte settentrionale")
- 30 ottobre - In previsione della difficoltà di raggiungere per il 2 novembre (data prevista per l'apertura) il numero legale (i delegati stanno affluendo troppo lentamente a causa dell'ostruzionismo dei Soviet contadini locali e del potente sindacato dei ferrovieri Vikžel') il Vcik decide di ritardare l'apertura del previsto Congresso panrusso dei Soviet
- 30 ottobre - Il presidente Kerenskij ripristina la pena di morte nell'esercito che come ministro della giustizia aveva abolito il 21 marzo; scontri a Charkiv tra minatori bolscevichi e cosacchi; reparti dell'esercito giunti da Minsk bombardano i bolscevichi a Kaluga, provocando sdegno in tutto il paese
- 31 ottobre - Dopo che il 29 il ministro degli esteri del governo provvisorio Tereščenko ha annunciato la continuazione della guerra, Miljukov paventa che il dissidio con Skobelev possa inficiare la partecipazione di una delegazione russa alla Conferenza inter-alleata indetta a Parigi per il 10 novembre
- 1º novembre - Viene pubblicata sulla rivista Novaja Žizn' una lettera (Sul momento presente) scritta da Kamenev e Zinov'ev il 24 ottobre nella quale attaccano pubblicamente Lenin sul suo proposito di insurrezione, di fatto rivelando così il piano. Lenin è furente - secondo alcuni autori invece proprio questa lettera è stata all'origine del successo dei piani di Lenin, in quanto è essa a spingere Kerenskij a mettere in atto una serie di mosse che gli si ritorceranno contro
- 2 novembre - Patto Lansing–Ishii sulla Cina tra USA e Giappone (unico trattato USA nel corso della loro partecipazione alla guerra) che modifica le "Ventuno richieste" giapponesi del 1915 alla Cina
- 2 novembre - In seguito a contatti avviati dal 7 febbraio, Arthur James Balfour invia (in risposta all'ultima sua missiva del 18 luglio) al sionista Walter Rothschild, II barone Rothschild la Dichiarazione Balfour per la formazione di un fogolaro ebraico in Palestina
- 3 novembre - Kerenskij dispone l'evacuazione di Pietrogrado in conseguenza della perdita del Golfo di Riga e conseguente pericoloso avvicinamento dei tedeschi alla città. Il ministro della guerra generale Aleksandr Verkhovsky si pronuncia per trattare la fine della guerra, per cui Kerenskij lo sostituisce con il feroce generale Aleksej Manikovskij - il 6 il ministro della marina Verderevskij esprime solidarietà a Verkhovsky e si associa al suo pronunciamento
- 3 novembre - Viene indetta un'altra riunione del Comitato Centrale del POSDR(b) durante la quale (sulla base del piano di Trockij di usare come paravento il II Congresso panrusso dei Soviet, la cui data di apertura è stata il 30 ottobre procrastinata) Lenin decide di attendere per far coincidere l'insurrezione con l'apertura del Congresso, scegliendo come data di attuazione quella della sua apertura (in questo momento non ancora stabilita), affidandone l'organizzazione logistica a Trockij, il quale l'affida a Nikolaj Il'ič Podvojskij (che diventa nuovo presidente del Comitato militare rivoluzionario di Pietrogrado) e al suo vicario Antonov-Ovseenko. Viene discussa accesamente l'ipotesi dell'espulsione di Kamenev, rigettata
- 4 novembre - Ritardata a causa dell'ostruzionismo di socialisti rivoluzionari e menscevichi che ostacolano in ogni modo l'afflusso di delegati (anche facendo indire congressi locali fittizi per non far raggiungere il numero legale necessario per lo svolgimento - quasi metà dei delegati previsti sono bolscevichi), l'apertura del II Congresso panrusso dei Soviet viene ora indetta dal Vcik per il 7
- 4 novembre - Il Soviet di Pietrogrado organizza una grande manifestazione e invita i cosacchi (che lo stesso giorno hanno indetto una processione) a fraternizzare; i cosacchi temendo un tranello ordito dai loro capi, annullano la processione
- 5 novembre - Essendosi ormai diffusa la notizia dell'imminenza dell'insurrezione, in alcune città viene già presa l'iniziativa, in particolare a Reval a cura di Jaan Anvelt e Viktor Kingissepp; in Russia i bolscevichi prendono il potere a Luhans'k e Kinešma, e in altre città minori in cui erano già egemoni nelle amministrazioni locali; il 6 a Vladimir. Vi sono già oltre 40 Comitati militari rivoluzionari pronti alla mobilitazione
- 6-7 novembre - Dopo che in seguito alla ceduta dell'esercito russo le armate austro-tedesche si sono riversate a ovest vincendo così in Italia tra 24 ottobre e 12 novembre la battaglia di Caporetto e reggendo nelle Fiandre alla battaglia di Passchendaele fermando i francesi il 6 novembre, a Rapallo (anziché a Parigi come inizialmente previsto) si svolge anticipatamente (era stata prevista per il 10) e senza delegati russi (nonostante essere da loro stata chiesta già da maggio) la Conferenza di Rapallo inter-alleata, nella quale si decide di creare tra loro un Consiglio supremo di guerra alleato (con sede a Versailles) come organismo che coordini le attività belliche tra i vari eserciti (dato che finora ognuno ha agito per conto suo) - l'8 i delegati si spostano a Peschiera dove la conferenza continua come Convegno di Peschiera, anche questo senza delegati russi
- 6 novembre 
  - Mattina: il presidente Kerenskij al Consiglio provvisorio della Repubblica russa si scaglia furente contro i bolscevichi annunciandone imprudentemente pubblicamente l'ordine di arresto e inviando agenti nelle loro sedi (che vengono devastate per l'ennesima volta), dopodiché in virtù del suo stesso ordine di evacuazione emanato il 3 abbandona Pietrogrado, demandando i poteri in città al Commissario speciale Nikolaj Kiškin (della "Commissione speciale per il rafforzamento del regime repubblicano e per la lotta contro l'anarchia e la controrivoluzione" fondato da Kerenskij il 30 ottobre, nonché ministro della Sanità e delle opere di pubblica beneficenza nel suo governo), che subito sostituisce di sua iniziativa il comandante del distretto militare di Pietrogrado colonnello Polkovnikov con il crudele generale (e cognato di Kerenskij) Jaques Bagratuni, supportato dagli odiati Pinhas Rutenberg e Pëtr Ioakimovič Pal'činskij, inimicandosi così anche i residui militi rimasti fedeli al governo; i loro vaghi ordini di repressione esasperano ancor più la situazione, di fatto legittimando l'insurrezione come autodifesa "preventiva" da un colpo di Stato (fattore sul quale gioca Trockij per poterlo attuare giustificatamente senza contravvenire ai dettami marxisti)
  - Pomeriggio: secondo il piano stilato da Antonov-Ovseenko e Podvojskij (nominato dai bolscevichi nuovo comandante del distretto militare di Pietrogrado in opposizione a Bagratuni) le guardie rosse del Comitato militare rivoluzionario di Pietrogrado presidiano i luoghi cruciali della città, e da Kronštadt fanno muovere in centro l'incrociatore Aurora. In reazione la "Duma municipale" (ossia il consiglio comunale) arma la "milizia cittadina" (ossia i vigili urbani, il cui capo Aleksandr Alekseevič Meyer sarà il primo delle 6 vittime[1] dell'insurrezione, ucciso nella notte)
  - Sera: dopo due mesi di ostruzionismo si apre il II Congresso panrusso dei Soviet (650 delegati, dei quali 390 sono bolscevichi), la cui sede nell'Istituto Smol'nyj (da agosto sede del Soviet al posto della precedente condivisione di palazzo di Tauride con la Duma) di Pietrogrado diventa il centro nevralgico della rivoluzione. Alle 22:40 si apre la prima seduta del Congresso con l'elezione della presidenza: i bolscevichi ne ottengono la maggioranza con Trockij, Kamenev, Lunačarskij, Kollontaj, Nogin, rendendo così reso chiaro quale sarebbe stato il risultato dell'imminente elezione del nuovo Vcik. Nonostante inizialmente lo scopo previsto (e da tutti - eccetto il suo organizzatore, Lenin - inteso) dell'"insurrezione" sia ancora solo quello di forzare la mano al governo di Kerenskij per far svolgere al più presto le elezioni per la Costituente, o tutt'al più sostituirlo legalmente con uno intenzionato a farlo, ora l'inaspettato sfaldarsi dell'autorità pressoché da sé stessa rende chiaro aver lasciato mano libera nel colmare il vuoto di potere a chiunque sia in grado di "raccoglierlo" con la forza (e quindi i bolscevichi di Lenin), per cui, nella consapevolezza della propria inferiorità, la destra socialista dei "conciliatori" di Dan, Gotz, Martov, Liber, fa approvare subito (per cui V. Volodarsky li accusa di voler usurpare le funzioni proprie del Congresso arrogandosi di prendere iniziative prima della rielezione nell'imminenza della propria probabile decadenza) una risoluzione presentata da Henryk Ehrlich contro l'insurrezione e tesa a spronare Kerenskij ad attuare riforme e a creare un Comitato di salute pubblica che assuma il potere fino alle elezioni. Dopo aspri dibattiti l'attuazione dell'insurrezione è decisa: viene ordinato all'incrociatore Aurora di dare il segnale di inizio sparando una simbolica salva di cannone, al che tutti i delegati non bolscevichi (eccetto l'ala sinistra del PSR facente riferimento a Vladimir Karelin e quella menscevica internazionalista di Martov, che continuano ad opporsi) abbandonano l'aula sconfortati
- 7 novembre (24 ottobre giuliano) -  Rivoluzione d'ottobre: alle 2:10 il Comitato militare rivoluzionario di Pietrogrado avvia l'insurrezione per cui nel corso della notte le guardie rosse guidate da Pavel Lazimir prendono il palazzo d'Inverno, sede del Governo provvisorio, il Palazzo di Tauride, sede dell'ex Duma (abolita da Kerenskij il 16 settembre), e il Palazzo Mariinskij, sede del Consiglio provvisorio della Repubblica russa (creato il 3 ottobre in sostituzione della Duma), arrestando i ministri Salazkin, Maslov, Kuz'ma Gvozdev, Tereščenko, Verderevskij, Aleksandr Konovalov, Aleksej Maksimovič Nikitin e Pavel Maljantovič. Alle ore 10 è proclamata la deposizione del Governo provvisorio.
La cronaca dettagliata di questi convulsi eventi è stata descritta da John Reed nel suo libro "i dieci giorni che sconvolsero il mondo".
In attesa dell'Assemblea Costituente il Congresso panrusso dei Soviet rimane l'unico organo legislativo sciolto il Consiglio provvisorio della Repubblica russa (organo che aveva sostituito temporaneamente la Duma dal 3 ottobre), e il Governo provvisorio della Repubblica russa viene sostituito dal Consiglio dei commissari del popolo (sovnarkom, potere esecutivo, i cui ministri sono chiamati "Commissari del popolo") provvisorio, con Lenin suo Presidente (Governo Lenin I), i cui primi decreti (8 novembre) sono:
  - Decreto sull'istituzione del governo provvisorio degli operai e dei contadini
  - Decreto sulla pace, dove si proclama unilateralmente la fine delle ostilità (che di fatto cessano) con gli Imperi centrali
  - Decreto sulla terra, derivato dal "mandato contadino modello" del 19 agosto, che regala la terra ai contadini

La rivoluzione (ma secondo molti autori è un termine improprio dato che non si è trattato di un evento spontaneo, ma preparato) attecchisce facilmente nelle città, mentre nelle campagne stenta ad imporsi; al fronte vige la totale anarchia. Il governo centrale si è dissolto lasciando di fatto tutto il governo in mano alle sole autorità locali costrette a far fronte con le proprie forze ai bolscevichi.
(Viktor Černov, leader storico del PSR)
Secondo molti autori questa è la sola possibile ragione del successo del colpo di mano attuato da una piccola oligarchia (che Zinaida Nikolaevna Gippius definì "banda di scappati da un manicomio" paragonando gli eventi alla trasposizione nella realtà del romanzo "Il sistema del dott. Catrame e del prof. Piuma") priva di alcun consenso rilevante fuori della Capitale. Lo storico Richard Pipes parla di "continuità autocratica" ripristinata ("contro-rivoluzione") e perpetuata fino a oggi dopo la breve pausa seguita alla caduta dello Zar.
Nel corso del mese di novembre i bolscevichi prendono il potere in varie città dell'ex Impero
- 8 novembre - Mentre la "questione bellica" apre un dissidio interno in PSR e menscevichi sull'atteggiamento da tenere verso il governo di Lenin, l'ex presidente del Consiglio provvisorio della Repubblica russa Avksent'ev catalizza attorno a sé l'opposizione difensista ai bolscevichi con il "Comitato per salvare la Patria e la Rivoluzione". A Pietrogrado la sede della "Duma municipale" (il municipio) diventa il fulcro della "contro-rivoluzione" (così sprezzantemente definita da Lenin l'opposizione al suo governo) alla cui testa inizialmente si pone il sindaco stesso Grigorij Il'ič Šrejder. Il Comitato militare rivoluzionario di Pietrogrado affida la difesa della città a Michail Artemevyč Murav'ёv (ex generale zarista passato coi bolscevichi). Dopo aver appreso gli eventi, a Novočerkassk i cosacchi del Don di Kaledin (rifugiatosi ivi a settembre dopo il fallito "golpe" di Kornilov del quale era stato "complice") assumono tutti i poteri e reprimono ogni attività bolscevica. Anche i cosacchi di Aleksandr Il'ič Dutov a Orenburg dichiarano di non riconoscere il governo bolscevico, e l'11 i cosacchi del Kuban' del nuovo atamano Aleksandr Petrovič Filimonov - i paesi dell'Intesa si mantengono cauti non appoggiando nessuna delle parti, probabilmente non avendo ancora compreso la portata dell'evento (che nei giornali esteri viene difatti riportato in brevi trafiletti)

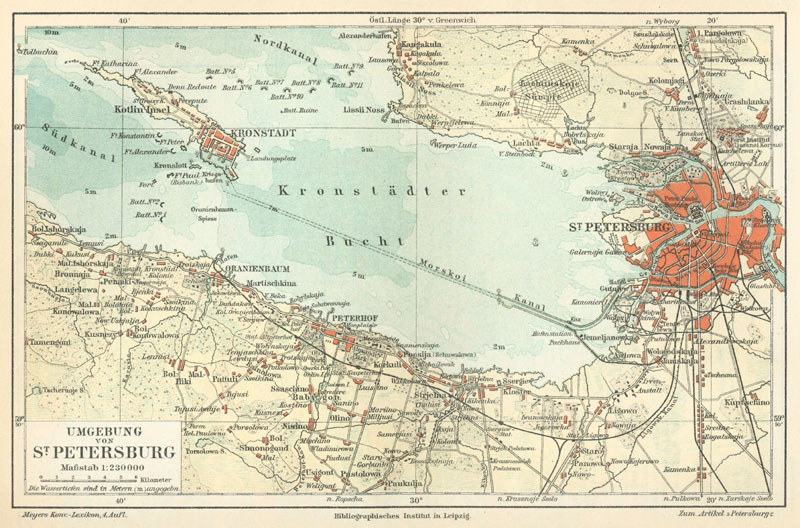
La zona di operazioni di Pietrogrado

- 8-13 novembre - Nella zona di Pietrogrado iniziano le prime sommosse anti-bolsceviche, organizzate da Pskov (rifugiatosi ivi dopo la rivoluzione) dall'ex presidente Kerenskij e affidate a Pëtr Nikolaevič Krasnov e al colonnello Walden, che prendono il controllo di Gatčina l'8
- 9 novembre - Il II Congresso panrusso dei Soviet approva la lista dei Commissariati del popolo presentata da Lenin, ed elegge il nuovo Comitato Esecutivo Centrale panrusso dei Soviet (Vcik), nel quale ora 62 su 101 membri sono bolscevichi; alla sua presidenza viene eletto il bolscevico Kamenev (candidato nonostante - come Zinov'ev e Rykov - nelle riunioni del 23 e 29 ottobre dimostratosi - coerentemente ma con poca lungimiranza - contrario all'attuazione dell'insurrezione) al posto del menscevico Čcheidze (assente dal Congresso poiché malato). Tale ruolo in questo momento - in assenza della figura apposita, che non sarà mai eletta fino al 1990 con Michail Gorbačëv - viene a equivalere a quello di capo di Stato della Russia al posto di Kerenskij (auto-nominatosi presidente della Russia il 14 settembre), ruolo tuttavia puramente formale e rappresentativo rispetto a quello di Presidente del Sovnarkom detenuto da Lenin. Segretario è eletto Varlaam Aleksandrovič Avanesov (fino a ottobre 1918, poi Avel' Enukidze).
Viene ri-abolita la pena di morte (nonostante fosse stata ri-abolita anche da Kerenskij pochi giorni prima), vengono confermate per il 25 le elezioni per l'Assemblea Costituente. Dopodiché il Congresso si chiude, e l'attività continua fino al 19 come conferenza del nuovo Vcik per la formazione definitiva del governo
- 10 novembre - Su decisione del Commissariato del popolo per gli affari interni ("NKVD"), abolita la milizia popolare del Governo provvisorio, la milizia operaia (da luglio chiamata informalmente guardie rozze) diventa "milizia degli operai e dei contadini"
- 10 novembre - A Mosca il sindaco Vadim Rudnev (del PSR) forma un'organizzazione anti-bolscevica nota come "Comitato per la sicurezza pubblica" condotto dal colonnello Konstantin Ivanovič Rjabcev che occupa il Cremlino facendo un massacro dei soldati bolscevichi
- 10 novembre - Il Vikžel' (il potente sindacato dei ferrovieri) minaccia lo sciopero se non verrà formato un governo di coalizione comprendente tutti i partiti socialisti allo scopo di evitare lo scoppio di una guerra civile - il CC del POSDR(b) (assenti Lenin, Trockij, e Stalin) dopo aspri dibattiti accetta e vota per l'allargamento del Sovnarkom ad altri partiti. Il 14 Lenin prende atto del voto pur sminuendolo come mera strategia tesa a calmare le acque momentaneamente (in virtà della considerazione che a Mosca ancora si combatte), ma il 15 condanna il voto e il 16 dopo che Mosca è stata presa lancia un ultimatum ai dissidenti "conciliatori" e "aperturisti". Nel corso della riunione del Vcik per la formazione definitiva del governo Stepanov è sostituito alle Finanze da Vjačeslav Rudol'fovič Menžinskij e Trockij viene affiancato da Urickij agli affari esteri. Il 13 vengono introdotti ulteriori commissariati del popolo: il ferroviere del Vikžel' Mark Timofeevič Elizarov per le Comunicazioni (scorporato da quello per il Commercio, l'Industria, e le Comunicazioni), Aleksandra Kollontaj per l'assistenza pubblica (comprende la sanità, che l'11 luglio 1918 verrà scorporata ed affidata a Nikolai Aleksandrovič Semashko). Il 15 Boris Fëderovič Malkin protesta contro il monopartitismo e lo strapotere del governo. In relazione al dibattito sull'allargamento ad altri partiti si propone al PSR di sostituire alcuni bolscevichi con Kamkov (alla Giustizia al posto di Oppokov), Karelin (all'Agricoltura al posto di Miljutin), e Špiro (alle Poste e Telegrafi al posto di Glebov), e di creare nuovi commissariati: Murav'ёv per i Teatri, Nikolaj Ivanovič Derbyšev per la Tipografia di Stato, Nesterov per la città di Pietrogrado, Boris Pavlovič Pozern per il Fronte Nord, Korbir (dopo il rifiuto del ministro del Governo provvisorio Verderevskij all'offerta da parte di Krylenko) per la Marina, ma il PSR rifiuta e la proposta va a monte. Il 15 il Vcik indice per il 1º dicembre il Congresso panrusso dei ferrovieri; in risposta, il CC del Vikžel' lo indice per il 15 dicembre
- 10 novembre - Scoperti ad organizzare uno sciopero per il giorno successivo, vengono arrestati in casa della contessa Panina lei stessa, il drammaturgo Fëdor Fëdorovič Kokoškin, il deputato della Duma Andrej Ivanovič Šingarëv e il principe Pavel Dmitrievič Dolgorukov
- 11 novembre - Partendo dalla loro sede nel Castello Michajlovskij il "Comitato per salvare la Patria e la Rivoluzione" di Avksent'ev guidato dal colonnello Polkovnikov e dal menscevico Gotz, supportati dagli Junker della Scuola militare di Pavlovsk e di Peterhof e dai Battaglioni femminili della morte di Oranienbaum, nonché dall'ex Guardia imperiale, tenta una rivolta anti-bolscevica ("ammutinamento degli Junker"): a Pietrogrado gli scontri si concentrano attorno alla centrale telefonica (dove viene anche preso brevemente prigioniero Antonov-Ovseenko); dopo aver preso Carskoe Selo (dove viene uccisa Vera Sluckaja), i rivoltosi sono però sconfitti dai bolscevichi a Pulkovo il 12 e si ritirano verso Pskov, e poi a Gatčina, che cade il 15; da qui il 13 i ministri del decaduto Governo provvisorio della Repubblica Russa fuggiti da Pietrogrado unitisi ai contro-rivoluzionari di Krasnov si dirigono a Mogilëv dove si installano alla Stavka, raggiunti poi da Avksent'ev che il 12 era stato brevemente imprigionato dalle nuove autorità nella fortezza di Pietro e Paolo
- 11 novembre - A Mons Conferenza tra i vertici militari tedeschi per fare il punto della situazione dopo i fatti in Russia
- 13-19 novembre - Sciopero generale in Finlandia nel tentativo di aggregarsi alla rivoluzione bolscevica (dal 14 settembre la Finlandia è di fatto autonoma avendo la fine dello zarismo determinato automaticamente l'annullamento dell'unione personale fino allora vigente)
- 15 novembre - Al Sovnarkom su iniziativa di Stalin e sulla base dei principi espressi nel Decreto sulla pace viene emessa come ulteriore specifica la "Dichiarazione sul principio di autodeterminazione dei popoli dell'ex Impero russo"; conseguentemente, in considerazione dell'ulteriore perdurare della guerra contro l'Impero ottomano (alla quale i musulmani sono contrari) l'"Unione dei montanari uniti del Caucaso del Nord" (alla quale in settembre si è aggregata l'Abcasia e ora si aggrega il Daghestan al quale dal 3 è unito anche il Terek) crea la Repubblica delle Montagne del Caucaso Settentrionale (in reazione il 21 viene creato dai bolscevichi di Ullubuj Danijalovič Bujnakskij il Comitato militare rivoluzionario del Daghestan)
- 16 novembre - Dopo un'accanita battaglia iniziata il 10 (causando gravi danni al patrimonio artistico) anche a Mosca è instaurato il potere bolscevico; Mikhail Pokrovskij ne è nominato nuovo sindaco (il 14 il locale Soviet dei deputati degli operai di Nogin si fonde con quello dei deputati dei soldati di Pokrovskij, dando vita al locale Soviet dei deputati degli operai e dei soldati presieduto appunto da Pokrovskij).
 Dopo il ritiro dei contro-rivoluzionari dai dintorni di Pietrogrado, la presa di Mosca viene identificata da Lenin come assestamento della presa del potere (anche i dipendenti pubblici e privati che dall'8 avevano scioperato in massa, tornano al lavoro), e da Trockij come "fine della guerra civile"
- 16 novembre - L'assestamento della presa del potere apre anche per Lenin la questione di un governo di coalizione: dopo che il 15 Lenin ha rinnegato il voto del CC bolscevico al quale era assente e nel quale si accettava l'ultimatum emanato il 10 dal Vikžel', lanciando ora un proprio ultimatum, la sinistra del PSR lancia a sua volta un ultimatum a Lenin, per cui il 17 i Commissari del popolo Rykov, Miljutin, Nogin, Šljapnikov, Teodorovič, si dimettono per protesta contro la mancata estensione del "Consiglio dei commissari del popolo" anche ad altri partiti - gli ultimi due le revocano rimanendo al loro posto, i primi saranno sostituiti da Petrovskij (Affari interni), Aleksandr Šlichter (Agricoltura), Vladimir Michajlovič Smirnov (Commercio e industria); concordano con loro anche altri importanti bolscevichi: Rjazanov, Derbiscev, Konstantin Jurenëv (capo della Guardia Rossa), Vladimir Fëdorov, e l'ex menscevico Larin. Kamenev, Rykov, Miljutin, Zinov'ev, Nogin, Teodorovič si dimettono dal CC bolscevico (Lenin li attaccherà furentemente). Il 19 la conferenza per la formazione del governo si chiude lasciando fuori gli altri partiti. Il 21 Zinov'ev ritira le dimissioni seguito da tutti gli altri (solo Rjazanov e Solomon Lozovskij continueranno a chiedere l'allargamento del governo ai non bolscevichi); nonostante ciò, alla presidenza del Soviet, Kamenev (eletto il 9) viene sostituito con Sverdlov
- 17 novembre - Viene confermato il decreto sulla chiusura dei giornali "borghesi" (avvenuta all'indomani della rivoluzione) - vive proteste da parte di Proš Proš'jan (della sinistra del PSR), che assieme ai bolscevichi Lozovskij, Larin, e Rjazanov ne chiedeva la riapertura
- 18 novembre - Vladimir Mitrofanovič Puriškevič (già coinvolto nell'assassinio di Rasputin e nel golpe di Kornilov) viene arrestato dal Comitato militare rivoluzionario con l'accusa di partecipazione a cospirazione controrivoluzionaria
- 20 novembre - Essendo dopo la rivoluzione drasticamente crollata la consegna di alimenti dalle campagne alle città, la razione di pane a Pietrogrado viene diminuita a 150 grammi
- 20 novembre - I cosacchi del Don di Kaledin dichiarano l'indipendenza del loro territorio (Oblast' dell'armata del Don) dalla Russia bolscevica; il 15 era giunto a Novočerkassk provenendo in treno da Mosca l'ex comandante dell'esercito Alekseev sul quale i bolscevichi hanno messo una taglia; Kaledin, intenzionato a mantenere pacificamente un Don libero, inizialmente rifiuta l'asilo al generale che invece è intenzionato a rovesciare il nuovo regime di Pietrogrado attaccando appositamente i bolscevichi; spinto dal "Consiglio degli attivisti civici" (la cui dirigenza giungerà personalmente sul posto), alla fine anche Kaledin si convincerà e aderirà; da ora e nel corso dei due mesi seguenti Alekseev forma un gruppo ("organizzazione Alekseevskaja", già idealizzata dal 20 ottobre) che diventerà il nucleo originario dei bianchi
- 21 novembre - Il Commissario del Popolo agli affari bellici Nikolaj Vasil'evič Krylenko incarica il nuovo comandante supremo dell'esercito Nikolaj Nikolaevič Duchonin (che sostituisce in tale ruolo il latitante Kerenskij in quanto suo capo di stato maggiore) di negoziare una pace separata con i tedeschi; a causa delle pressioni dei rappresentanti militari dei governi alleati (poiché rappresenterebbe la violazione dell'"accordo di Costantinopoli" del 18 marzo 1915), egli rifiuta, venendo perciò destituito dalla carica; il 22 Krylenko per il governo bolscevico informa gli Imperi Centrali sull'intenzione di negoziare una pace separata e fa rendere pubblici i piani di guerra e i trattati segreti zaristi ottenuti tramite Anatolij Anatol'evič Neratov eminenza grigia del ministero degli esteri e finora (viene sostituito da Ivan Abramovič Zalkind) facente funzioni (essendo l'ex ministro Tereščenko agli arresti) - sconcerto e proteste da parte del "Comitato jugoslavo" di Trumbić provoca il Patto di Londra del 1915. Il 27 Trockij invia una nota agli ambasciatori delle potenze alleate in cui dichiara che questa non è una pace separata, ma "universale"
- 22 novembre - Il contrammiraglio Dudorov (da settembre agente navale in Giappone per il Governo provvisorio) rifiuta di eseguire l'ordine del commissario di stato maggiore della Marina Raskol'nikov di tornare in Russia, per questo viene destituito dal servizio e poi processato in contumacia per tradimento

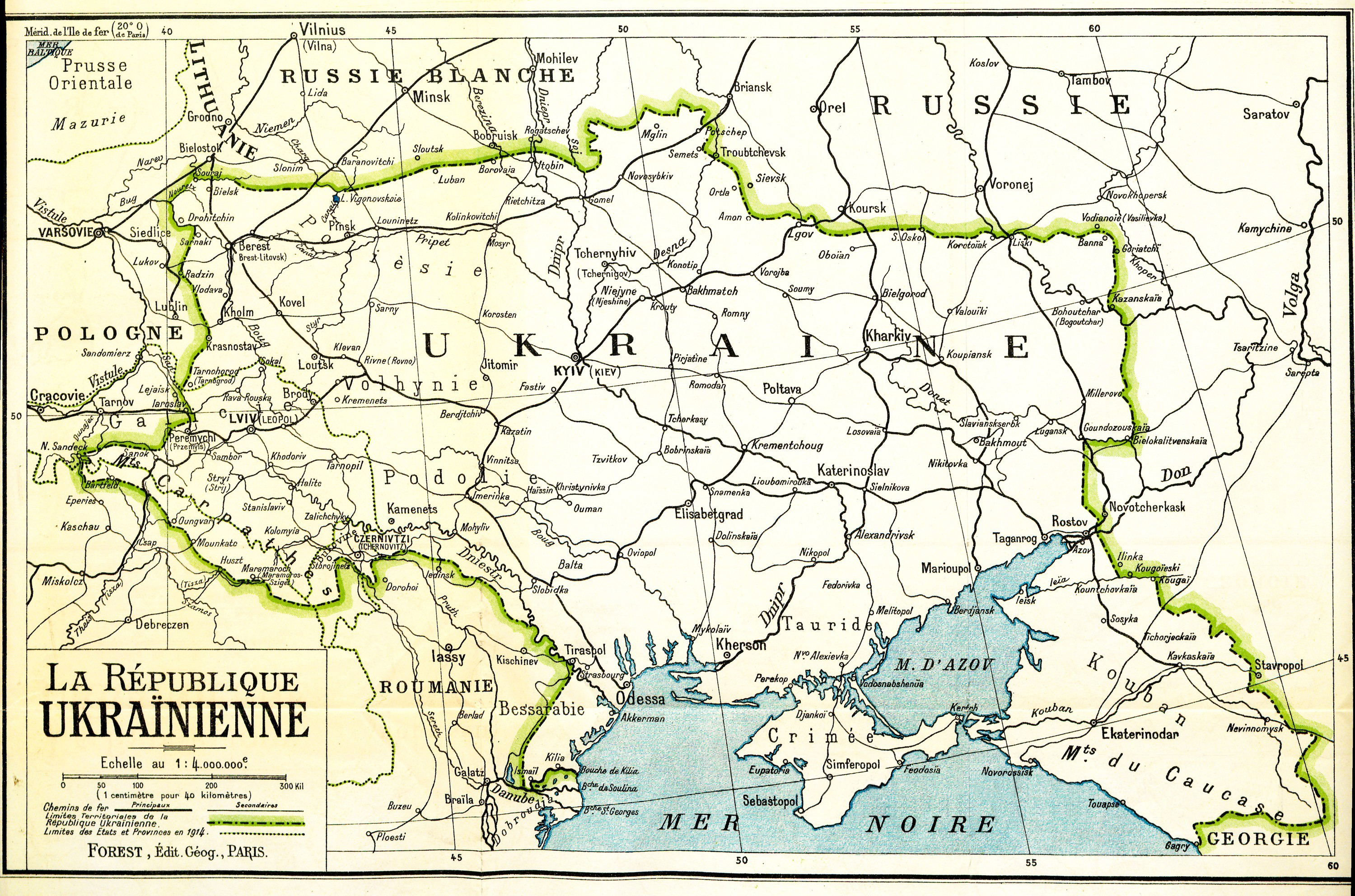
L'Ucraina per come presentata al congresso di Parigi

- 22 novembre - In seguito alla dichiarazione sul principio di autodeterminazione dei popoli dell'ex Impero del 15, a Kiev la Central'na Rada con la "3° universale" proclama l'autonomia dei territori ucraini (compresi quindi anche il Donbass e il Kuban') all'interno della Repubblica Russa, come Repubblica Popolare Ucraina; il paese è in preda a divergenze tra fazioni riguardo ai rapporti da tenere invece col governo di Lenin. Il 29 in reazione alla nascita della Repubblica Popolare Ucraina, a Rostov i bolscevichi locali (che vi sono al potere dal 10) fondano un'effimera Repubblica Sovietica del Donbass indipendente dall'Ucraina
- 23 novembre - L'anti-bolscevico "Comitato per salvare la Patria e la Rivoluzione" viene sciolto su ordine del Comitato militare rivoluzionario di Pietrogrado ed entra in clandestinità rinominandosi "Unione di protezione della Costituente") del quale sezioni locali nei giorni seguenti sorgono come funghi in ogni città e al quale aderiscono i vecchi membri non bolscevichi del Vcik
- 23 novembre - Come applicazione del Decreto sulla pace Lenin decreta la smobilitazione dell'esercito (ora composto di 8 milioni di soldati) - il 27 un altro decreto chiude le scuole militari. Il Commissariato del popolo per gli affari bellici e marittimi (finora retto dal trio Antonov-Ovseenko, Krylenko, e Pavel Dybenko) viene suddiviso in quello per gli affari bellici (affidato a Podvojskij) e quello per gli affari marittimi (affidato a Dybenko), mentre Krylenko diventa comandante supremo dell'esercito al posto del destituito Duchonin
- 23 novembre - Černov (che dal 19 si trovava a Mogilëv assieme ai contro-rivoluzionari) torna a Pietrogrado per partecipare alla II Conferenza panrussa dei Soviet dei deputati dei contadini, ed è brevemente arrestato
- 23 novembre-8 dicembre - A Pietrogrado si tiene la II Conferenza panrussa dei Soviet dei deputati dei contadini nella quale lo scontro (già avvenuto nel corso del mese nei Soviet contadini locali) tra le fazioni favorevole e contraria al riconoscimento del Sovnarkom sfocia il 25 nella creazione di due distinti Comitati Esecutivi Centrali rivali, ognuno dei quali si rivendica come quello ufficiale:
  - Il CEC dei favorevoli (deputati della sinistra del PSR ed i pochi bolscevichi) al riconoscimento del Sovnarkom proclamano la conferenza "Congresso straordinario" e come tale, nelle sue funzioni, proclama il riconoscimento del Sovnarkom, ratificandone tutti i decreti finora emessi, elegge alla presidenza la Spiridonova, ed indice un nuovo congresso per il 26 gennaio 1918, dopodiché decide (coi suoi 108 deputati) di fondersi col Vcik (che viene così ad avere 209 deputati, dei quali 111 socialisti-rivoluzionari di sinistra e 78 bolscevichi - tuttavia, secondo una decisione già presa in luglio, 80 rappresentanti dell'esercito, 20 rappresentanti della marina e 50 rappresentanti dei sindacati vengono inclusi nel Vcik, cosìcche i bolscevichi vengono a costituire di nuovo la maggioranza del Vcik che diventa così di 359 deputati)
  - Il CEC dei contrari (tutti gli altri) al riconoscimento del Sovnarkom indicono il Congresso ufficiale per il 9 dicembre

Il 2 dicembre, nel corso della conferenza (o, per loro, "Congresso straordinario") i delegati della sinistra del PSR indicono un Congresso della propria fazione del partito
- 25 novembre - In Russia si svolgono le previste (indette ma continuamente procrastinate da Kerenskij con la motivazione della previa stesura di una nuova legge elettorale che le regolasse) elezioni per l'Assemblea Costituente, con un risultato deludente per i bolscevichi. I bolscevichi si rivelano forti nelle grandi città, ma nelle campagne (soprattutto laddove le agitazioni contadine sono state più violente) predominano incontrastati i socialisti rivoluzionari tradizionalmente populistici fautori dei semplici desideri proto-comunisti e primitivisti dei contadini poveri (redistribuzione delle terre, tolstoismo, mutualismo, tutt'al più cooperazione, già in passato definite da Lenin "un cancro") in contrapposizione alla marxista tendenza nazionalizzatrice e dirigista dei bolscevichi nel modo di produzione, perlopiù incompresa dalle popolazioni contadine poco istruite, individualiste, aspiranti proprietarie, indolenti e prive di coscienza di classe
- 27 novembre - Nella Russia bolscevica il "Decreto sul controllo operaio" è il primo passo verso l'edificazione del Comunismo - esso assegna il rilevante ruolo della gestione del personale al Consiglio centrale provvisorio panrusso dei sindacati, unico possibile ruolo di un sindacato dei lavoratori nel sistema comunista in quanto in esso i sindacati perdono il loro stesso senso non potendo detenere potere contrattuale non potendo esistere per definizione alcun margine volontario su cui poter contrattare con una controparte (lo Stato) che detiene il monopolio dell'utilizzo di manodopera - solo temporaneamente (fino alla nazionalizzazione) il decreto assegna ai sindacati il ruolo di gestione delle aziende ancora private come autogestione dei lavoratori. Fin da subito essi lo interpreteranno erroneamente come un ruolo tutt'altro che "provvisorio", rivelando come i sindacati nel sistema comunista vadano ad assumere una connotazione di tendenza anarchica mentre invece il marxismo aborrisce come "iper-capitalismo" le forme di socializzazione dell'economia da essi intese.
Il 30 la fabbrica di A. V. Smirnov Likinsky Manufactory nella provincia di Vladimir è la prima nazionalizzazione di un'impresa industriale attuata dal governo bolscevico; l'8 dicembre sarà la volta della banca dei contadini; il 14 dicembre all'intero settore bancario, riunito nella "Banca di Stato della Repubblica Russa" (poi rinominata in Narbank, "banca del popolo", e affidata a Georgij Leonidovič Pjatakov) il 23 gennaio 1918
- 27 novembre - Riprendono le trattative bolsceviche (caldeggiate soprattutto da Kamenev, Zinov'ev, e Rykov) col PSR per un governo di coalizione (erano state interrotte il 19 per via dei fatti di Mosca del 10-16 dove le due parti si sono lanciate accuse reciproche). Il 30 dalla sinistra del PSR viene posto come condizione un decreto che regolamenti la separazione dei poteri tra Sovnarkom (governo) e Soviet (parlamento) - lo stesso giorno, in seguito all'accoglimento di tale richiesta, la sinistra del PSR accetta di dare il suo appoggio al governo bolscevico. Il 2 dicembre il co-fondatore (nel 1903, ora critico verso Lenin) della frazione bolscevica Bogdanov dichiara di rifiutarsi di far parte di un governo di coalizione
- 28 novembre - Il Comitato speciale per la Transcaucasia diventa Commissariato Transcaucasico, affidato a Step'an Šahowmyan, cui viene ora delegato da Lenin il compito di predisporre un armistizio con il nemico ottomano
- 28 novembre -  Dopo la creazione del "Comitato militare rivoluzionario di Orenburg" (guidato da Abdullah Sibagatullovič Davletšin) i baschiri di Manat dichiarano l'indipendenza dalla Russia come Baškortostan (un esercito bolscevico del commissario della Guardia Rossa Vasilij Konstantinovič Bljucher viene disposto a Čeljabinsk per recarsi a Orenburg a sopprimere la rivolta). Nella Calmucchia viene fondato un governo militare cosacco con imperatore Dmitrij Davidovič Tundutov-Dundukov
- 28 novembre - Il Maapäev rifiuta di riconoscere il nuovo governo bolscevico e si proclama come unica autorità legale in Estonia; l'Estonia (così come la parte di Lettonia non occupata dai tedeschi) permane dal 7 novembre in una situazione ambigua dovuta all'alta percentuale di russi residenti e alla vicinanza alla capitale Pietrogrado: ciò oltre a impedirgli di poter dichiarare l'indipendenza (come stanno invece facendo altre nazionalità dell'ex Impero russo), comporta uno status di dualismo di potere dove i russi obbediscono agli organismi governativi locali bolscevichi mentre gli estoni ubbidiscono ancora a quelli del deposto Governatorato Autonomo dell'Estonia, e nel Maapäev si rispecchia questa divisione che entrambe le parti finora avevano tollerato pacificamente, ma da ora incomincia una sottile guerra civile nella regione. Lo stesso avviene in Lettonia, dove il 22 a Valka l'Iskolat ha proclamato il potere sovietico nel territorio libero di Lettonia: in reazione il 29 sempre a Valka si incontrano le organizzazioni indipendentiste lettoni che dal 29 ottobre formano il Consiglio provvisorio nazionale della Lettonia, e il 2 dicembre emettono una dichiarazione di autodeterminazione della Lettonia
- 29 novembre - Pēteris Stučka è nominato Commissario del popolo per la giustizia al posto di Georgij Oppokov (che lo era dal 7 novembre)
- 29 novembre - La Duma municipale di Pietrogrado (fulcro della "contro-rivoluzione") viene chiusa su decreto del sovnarkom, e il sindaco Šrejder brevemente arrestato il 31
- dicembre - I bolscevichi perdono Vinnycja ma prendono Aşgabat e Port Petrovsk
- 1º dicembre - Al Congresso panrusso dei ferrovieri si ripete quanto accaduto coi contadini: si formano due distinti comitati centrali, uno favorevole ai bolscevichi e che considera questo come Congresso, e l'altro contrario ai bolscevichi e che considera Congresso quello indetto dal Vikžel' per il 15
- 1º dicembre - Mogilëv (Stavka, sede del comando delle operazioni del fronte orientale, dove si trovano dopo essere stati sconfitti il 13 novembre i ministri del decaduto Governo provvisorio insieme ai contro-rivoluzionari di Krasnov), è presa dai bolscevichi. Prima del loro arrivo, Duchonin (ex comandante supremo dell'esercito, destituito dalla carica il 21 novembre, ora autonominatosi comandante dei contro-rivoluzionari) riesce a far liberare dal carcere del monastero di Bychov i generali Lavr Georgievič Kornilov, Anton Ivanovič Denikin, Aleksandr Sergeevič Lukomskij, Sergej Markov, e Ivan Pavlovič Romanovskij (che erano ivi agli arresti dopo il loro fallito tentativo di colpo di Stato del 9 settembre). Catturato, Duchonin viene fucilato il 3, mentre i superstiti (tra cui Polkovnikov, che verrà ucciso dai bolscevichi a marzo 1918) attraversando l'Ucraina al seguito di Krasnov e Kornilov si spostano verso la regione del fiume Don; inviso da tutti, Kerenskij invece ripara all'estero dopo aver presentato il 28 novembre le dimissioni da tutte le cariche e scompare dalla scena
- 1º dicembre - In Bessarabia viene creato il bolscevico Comitato militare rivoluzionario del Fronte Sudoccidentale, per cui il 7 il generale Kutepov ordina lo scioglimento del suo reggimento e attraversando l'Ucraina si dirige verso il Don; al contempo Afrikan Petrovič Bogaevskij dal presidio di Kiev segue lo stesso iter
- 2 dicembre - In reazione al boicottaggio in corso da parte dei dipendenti pubblici borghesi, viene creato il Commissariato del popolo per il controllo statale (affidato a Ėduard Ėduardovič Essen)
- 2 dicembre -  Durante il II Congresso panrusso dei musulmani il Kuriltai del territorio dei popoli tartari del Volga e dell'Ural (ex governatorati di Kazan' e Ufa, comprendenti Ufa, Kazan', Saransk, Iževsk, e altre importanti città) dichiara l'autonomia dalla Russia come Repubblica dell'Idel-Ural con Sadrí Maqsudí Arsal del partito Myllэt Medzhlysy;  il 3 anche il Kuriltai del territorio del popolo tartaro di Crimea di Cafer Seydahmet Kırımer a Bağçasaray dichiara l'autonomia dalla Russia come Repubblica Popolare di Crimea con Noman Çelebicihan del partito Milliy Firqa, ed il 13 l'indipendenza - il 3 il Sovnarkom rivolge un appello "a tutti i lavoratori musulmani della Russia e dell'Oriente", nel quale si puntualizza l'affinità tra islam e comunismo (secondo alcuni autori difatti l'islam può essere considerato come un "proto-comunismo", la sua versione medievale), e a gennaio Stalin (Commissario del popolo per le nazionalità) crea il Muskom, "Commissariato Centrale degli Affari Musulmani nella Russia Interna e Siberia" con il jadidista Mullanur Vachitov presidente, che salverà il culto e le moschee dalle persecuzioni attuate dai bolscevichi verso tutte le altre religioni
- 2 dicembre - A Sofia si svolge un raduno di solidarietà con la rivoluzione russa
- 3 dicembre - A Versailles si tiene la prima seduta del Consiglio supremo di guerra alleato creato a Rapallo il 7 novembre; in previsione di una resa separata russa ne viene stabilita l'occupazione militare, e l'instaurazione di contatti con gli organismi difensisti russi anti-bolscevichi
- 4 dicembre - A Sóly stipulato un accordo di pre-armistizio tra Russia e Imperi centrali, decretando ufficialmente la sospensione dei combattimenti sul fronte orientale (di fatto già fermi dal 17 ottobre). Secondo alcuni autori questa è la fine unilaterale della guerra mondiale per la Russia, per cui un eventuale altro attacco tedesco dovrebbe essere identificato come una nuova guerra
- 4 dicembre - A Chișinău viene creato l'organo di autogoverno dei romeni di Moldavia ("Sfatul Ţării") contrapposto al filo-russo Rumčerod di Odessa
- 5 dicembre - Babrujsk bolscevica
- 5 dicembre - Per gestire il potere giudiziario nella Russia bolscevica vengono istituiti i Tribunali rivoluzionari; il 10 la contessa Sof'ja Vladimirovna Panina è la prima persona a venirne processata, per aver portato via la cassaforte dal ministero dell'assistenza pubblica all'indomani della rivoluzione
- 6 dicembre -  Giorno dell'indipendenza della Finlandia: dichiarazione dell'indipendenza dalla Russia da parte di Pehr Evind Svinhufvud - il 31 il governo di Lenin riconosce l'indipendenza della Finlandia come Repubblica bolscevica
- 6 dicembre - Durante il congresso della sinistra del PSR iniziato il 2 dai loro delegati al congresso illegale dei Soviet dei deputati dei contadini aperto dagli stessi dal 28 novembre alla II Conferenza panrussa dei Soviet dei deputati dei contadini, a compimento di un percorso avviato con la frattura interna che si era aperta già ad aprile durante la Conferenza panrussa dei Soviet dei deputati degli operai e dei soldati e divenuta pressoché irrevocabile dalla conferenza straordinaria per la formazione del governo (7-9 novembre), e a maggior ragione in seguito alla dichiarazione di appoggio al governo del 30 novembre, l'ala sinistra del Partito Socialista Rivoluzionario si scinde come Partito Socialista Rivoluzionario di Sinistra, di cui questo viene a rappresentare il I Congresso (che terminerà l'11); la scissione suggella la spaccatura netta nello scenario politico russo finora molto sfumato. Il PSR di sinistra entra nel governo di Lenin (Sovnarkom) con Andrej Lukič Kolegaev al cruciale Commissariato del popolo per l'agricoltura al posto di Šlichter (che aveva solo da poco sostituito Miljutin), quindi il 22 con Isaac Štejnberg al Commissariato del popolo per la giustizia al posto di Stučka (che lo era dal 29 novembre), il 23 con Proš'jan a Commissario del popolo per Poste e Telegrafi al posto di Glebov-Avilov e Vladimir Karelin al nuovo Commissariato del popolo per la proprietà demaniale
- 7 dicembre - Gli USA dichiarano guerra all'Austria-Ungheria (ciò rinsalda la "fedeltà nibelungica")

L'Asia centrale prima della rivoluzione

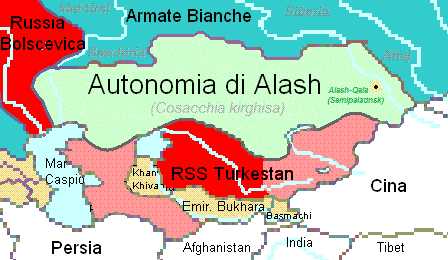
L'Asia centrale dopo la rivoluzione

- 7 dicembre - Durante il II congresso pan-cosacco del partito Alash (5-13 dicembre) il Baškortostan aderisce alla Repubblica dell'Idel-Ural (della quale Orenburg diviene la capitale).  Il 10 i pan-turchisti del Jadid nella parte orientale del Governatorato del Turkestan creano l'Autonomia di Kokand come Governatorato Provvisorio del Turkestan Autonomo.  Il 13 nella Cosacchia gli Oblast' degli Urali, Oblast' del Turgay, Oblast' di Akmolinsk, Oblast' di Semipalatinsk si uniscono e proclamano l'indipendenza come Autonomia di Alash con Alikhan Bukeikhanov; in effetti ora la Russia etnica è fisicamente separata dalla Siberia, e l'indipendenza della Cosacchia viene a determinare la separazione fisica anche tra il Turkestan (dove nell'Oblast' di Syr Darya, Oblast' di Samarcanda, e Oblast' della Transcaspia i bolscevichi russi di Tashkent hanno saldamente in mano il potere con il Partito Comunista del Turkestan) e il resto dei territori bolscevichi dell'ex Impero - in reazione il 20 viene creato il Comitato militare rivoluzionario di Barnaul, i cui bolscevichi entrano da nord nel Semireč'e e incominciano a deportarne verso la Siberia i cosacchi, che inizialmente accettano tale esodo in quanto vittime di pogrom da parte dei musulmani pan-turchisti
- 8 dicembre - Vjatka bolscevica
- 9 dicembre - In Estonia i bolscevichi chiudono il Maapäev e accentrano il potere nelle proprie mani
- 9 dicembre - Si tengono le elezioni per la nuova (quella vecchia è stata sciolta dal Sovnarkom il 29 novembre) Duma municipale (destinata alla sua abolizione a breve) di Pietrogrado: i bolscevichi ottengono la maggioranza; il 26 Zinov'ev viene eletto presidente del Soviet di Pietrogrado (quindi de facto sindaco, una volta abolita la sua Duma) al posto di Trockij - lo rimarrà fino al 1926. A Mosca la Duma (anch'essa destinata alla sua abolizione a breve) elegge sindaco Mikhail Pokrovskij (già ricoprente il ruolo dal 16 novembre)
- 9 dicembre - Dopo che in seguito all'accordo di Sóly del 4 l'esercito russo ha abbandonato il territorio romeno, il Regno di Romania trovandosi a dover fronteggiare da solo gli eserciti nemici che grazie alla defezione russa possono varcare il fiume Siret e dirigersi verso Iași, deve firmare l'Armistizio di Focșani con gli Imperi centrali, che pone termine così alla campagna di Romania
- 9-11 dicembre - A Ekaterinoslav fallimentare rivolta filo-bolscevica contro l'autogoverno ucraino
- 9-18 dicembre - Si tiene anticipatamente (originariamente l'apertura era prevista per il 13) a Pietrogrado il IV Congresso del PSR, tesissimo dopo la scissione della sua sinistra avvenuta il 6
- 9-23 dicembre - A Pietrogrado si tiene il II Congresso panrusso dei Soviet dei deputati dei contadini indetto legalmente dalla Conferenza del CEC "ufficiale" tenutasi dal 23 novembre all'8 dicembre - vi partecipano anche i delegati fedeli al CEC filo-bolscevico che ha già tenuto il "suo" II congresso ed indetto il III per il 26 gennaio 1918 (che rimane comunque confermato) - il 15 gli stessi eventi si verificano al Congresso panrusso dei ferrovieri
- 11 dicembre - Kaluga bolscevica
- 11 dicembre - Risveglio nazionale lituano: il Governatorato di Vil'na (che si trova sotto occupazione tedesca dal 1915) dichiara l'indipendenza della Lituania dalla Russia - in reazione il 21 dal Commissariato del popolo per le nazionalità del governo di Lenin viene creato l'Ufficio per gli affari lituani affidato a Vincas Miscavičius-Kapsukas
- 11 dicembre - Con una retata il Comitato militare rivoluzionario di Pietrogrado arresta numerosi esponenti dei cadetti
- 12-20 dicembre - Si svolge un congresso straordinario del partito menscevico - nell'ambito della questione sull'appoggio al governo bolscevico, vince la linea di Martov favorevole all'appoggio (contro quella di Plechanov e Aleksandr Nikolaevič Potresov, contrari), ma a questo punto sono i bolscevichi a rifiutarlo. Martov: "assistiamo alla distruzione della rivoluzione senza poterci far nulla"
- 12 dicembre - Strumentalmente ad escludere i "dissidenti", in sostituzione di quello eletto il 23 ottobre viene eletto dal CC bolscevico un nuovo "Ufficio ristretto" come "Politburo" bolscevico: Lenin, Stalin, Trockij, Sverdlov
- 12 dicembre - Omsk, Harbin (città che pur essendo nella Manciuria dal 1905 controllata dai giapponesi è abitata perlopiù da russi, con una numerosa comunità ebraica), e Vladivostok bolsceviche
- 14 dicembre - Novorossijsk bolscevica
- 14 dicembre - Il governo di Lenin su richiesta dell'Iskolat autorizza le contee etnicamente a maggioranza lettone di Daugavpils, Ludza e Rēzekne ("Letgallia") a separarsi dal Governatorato di Vitebsk e unirsi alla parte di provincia lettone di Livonia non occupata dai tedeschi
- 15 dicembre - Gli Imperi centrali accettano l'armistizio chiesto dai bolscevichi il 4 a Sóly, e a Brest-Litovsk con un altro accordo prolungano la sospensione dei combattimenti sul fronte orientale. Il 18 incomincia la sospensione delle ostilità anche sul fronte del Caucaso con l'Armistizio di Erzincan tra Impero ottomano e Russia bolscevica; in conseguenza di questa defezione delle posizioni russe, sulla base della conferenza inter-alleata del 3, i britannici da Persia e Mesopotamia con la Dunsterforce di Lionel Charles Dunsterville incominciano a prendere il posto dei russi nel nord della Persia (i cui reparti sono ancora fedeli all'ex governo provvisorio); da gennaio le truppe russe incominciano lo sgombero anche dai territori ottomani occupati nella regione armena. Nel territorio russo della Bessarabia col sostegno delle truppe russe del generale Dmitrij Ščerbachov e della francese "missione Berthelot" (in Romania dal 1916) viene fondata la Repubblica Democratica Moldava di Ion Constantin Inculeţ che rifiuta l'armistizio e ripudia i bolscevichi (ma non dichiara l'indipendenza dalla Russia); in reazione i bolscevichi creano a Chișinău il Comitato militare rivoluzionario del fronte romeno e dichiarano Ščerbachov "nemico del popolo"; il 21 viene creato a Soroca il II Corpo d'Armata polacco dell'esercito russo del generale Sylwester Stankiewicz (dopo il I creato il 21 agosto nell'Oblast occidentale)
- 15 dicembre - Kostroma bolscevica
- 15 dicembre - I cosacchi del Don condotti da Kaledin prendono Rostov e Taganrog - la Repubblica Sovietica del Donbass nata a fine novembre, cade. Il 19 di ritorno a Novočerkassk si congiungono con le forze contro-rivoluzionarie di Kornilov e Krasnov appena giunte da Mogilëv; il 24 sono raggiunti anche da Kutepov e il 5 gennaio da Bogaevskij (che, brevemente arrestato dai bolscevichi a Luhans'k è poi riuscito a evadere)
- 15 dicembre - Nell'ambito della prevista trasformazione del modo di produzione in comunista viene fondato il Consiglio superiore dell'economia nazionale (VSNČ), organismo deputato per conto del Sovnarkom alla pianificazione dell'economia e gestione delle risorse finanziarie del governo, dotato di diritto di confisca ed espropriazione (praticamente l'equivalente russo di quella che in Italia sarà l'IRI); suo primo presidente è Valerian Obolenskij, poi Rykov. Suoi organismi decentrati sono denominati Sovnarchoz
- 16 dicembre - Si apre il Congresso dei Soviet di Kiev, primo dei Congressi dei Soviet dell'Ucraina. Il governo di Lenin riconosce il diritto all'indipendenza dell'Ucraina ma chiedendo in cambio il supporto ucraino alla repressione dei cosacchi del Don, con un ultimatum a Hruševs'kyj presidente della Repubblica Popolare Ucraina, che il 17 rifiuta (per cui i bolscevichi in reazione fondano il Comitato rivoluzionario del Donbass centrale) temendo che accettare implichi l'esclusione di quella regione nello stato ucraino; Lenin decide così di affidare ad Aleksej Innokent'evič Antonov l'invio verso l'Ucraina di un esercito di 6.000 guardie rosse ("Fronte rivoluzionario del Sud per la lotta alla contro-rivoluzione", scorporate per l'occasione dalla "milizia degli operai e dei contadini"), il primo esercito democratico della storia, che il 20 avvia l'offensiva prendendo Tula (città russa ma nella quale il bolscevismo non era ancora giunto) e il 21 Charkiv. Nel percorso la soldataglia priva di un inquadramento gerarchico e di una disciplina si lascia andare a saccheggi e violenze di ogni sorta
- 19 dicembre - Chabarovsk, Margilan, e Tomsk bolsceviche
- 20 dicembre - In seguito al continuo sabotaggio operato da parte di elementi borghesi, con un'incoerenza che lascia sconcertata l'opinione pubblica, il governo bolscevico rende illegale lo sciopero, e unendo il Comitato militare rivoluzionario di Pietrogrado alla residua (a seguito del loro recente impiego militare come guardie rosse contro il governo secessionista ucraino) "milizia degli operai e dei contadini" li converte in "Commissione straordinaria panrussa per combattere la controrivoluzione e il sabotaggio" (Čeka, affidata a Dzeržinskij), che come tale continua il suo ruolo nella soppressione della contro-rivoluzione nel fronte interno e degli elementi nocivi, oltre ai compiti di polizia derivanti rispettivamente da entrambi gli organismi fondatori; progressivamente vi vengono assorbiti i comitati militari rivoluzionari delle altre città dopo che i bolscevichi vi hanno preso il potere
- 21 dicembre - La delegazione americana della Croce Rossa a Pietrogrado è arrestata dalla Čeka mentre sta caricando automobili su un treno, con l'accusa di volerle portare sul Don
- 21 dicembre - Viene messo fuori legge il Partito Cadetto (dopo che molti suoi membri sono stati arrestati l'11)
- 21 dicembre -  La Repubblica delle Montagne del Caucaso Settentrionale di Tapa Čermoev (creata il 15 novembre) dichiara l'indipendenza dalla Russia bolscevica
- 22 dicembre - A Brest-Litovsk incominciano le trattative di pace tra la delegazione della Russia bolscevica (capeggiata dal Commissario del popolo per gli affari esteri Trockij, che il giorno prima al Vcik ha proclamato che unico interlocutore per la pace verrà considerato il popolo tedesco e non i generali, pena la ripresa dei combattimenti) e i generali delegati degli Imperi Centrali. In relazione a ciò, il 23 si stabilisce un oscuro accordo anglo-francese su "rispettivi settori d'azione" come "aree di interesse" nei territori dell'ex Impero russo: Ucraina, Crimea, Bessarabia ai francesi - Don, Caucaso e Turkestan ai britannici
- 23 dicembre - A Omsk il congresso regionale dei soviet proclama l’instaurazione del potere bolscevico in tutta la Siberia occidentale - il 27 Novonikolaevsk è bolscevica
- 24 dicembre - Il generale Kutepov giunge sul Don e si unisce ai contro-rivoluzionari di Alekseev, di cui diventa responsabile del presidio della città di Taganrog
- 24 dicembre -  Dopo settimane di fermento nella Repubblica Popolare Ucraina, ora attaccata da nord dalle guardie rosse inviate dal governo di Pietrogrado, in seguito ad un tentato colpo di Stato ad opera dei bolscevichi ucraini di Jevgenija Bogdanovna Boš, essi vengono espulsi dal Congresso dei Soviet di Kiev aperto il 16, e rifugiatisi a Charkiv (presa il 21 dalle guardie rosse comandate da Antonov-Ovseenko) vi fondano la Repubblica Popolare Ucraina dei Soviet svolgendo un loro I Congresso panucraino dei Soviet (al cui CEC viene eletto presidente Yuchim Grigorovič Medvedev) e creando il 27 (in opposizione al Segretariato generale della Rada centrale di Kiev) il Segretariato del Popolo (equivalente al Sovnarkom russo) di cui la Boš è a capo
- 24 dicembre - A Odessa il Rumčerod che finora ha sostenuto il Governo provvisorio russo passa al campo bolscevico come "Comitato dei 15" e riconosce il governo di Lenin. Il 25 presa Lubny, l'avanzata delle guardie rosse del "Fronte rivoluzionario del Sud per la lotta alla contro-rivoluzione" nella "Sloboda Ucraina" è temporaneamente fermata dall'esercito ucraino ad Aleksandrovsk
- 24 dicembre - L'NKVD ("Commissariato del popolo agli affari interni") fissa in uno statuto le regole per l'organizzazione interna degli enti locali e la loro suddivisione dei poteri - il 31 viene creato l'apposito Commissariato del popolo per l'autogoverno locale, incaricato di dirigere il passaggio del potere locale dalle Dume e dagli Zemstvo (destinati allo scioglimento) ai Soviet locali, affidato a Vladimir Trutovsky (del PSR di sinistra) - il 17 marzo 1918 esaurito il suo compito verrà abolito e assorbito dall'NKVD come proprio ufficio "enti locali"
- 24 dicembre - A Soči l'ex primo ministro zarista Goremykin è linciato da una folla inferocita durante una jacquerie nella sua tenuta
- 25 dicembre -  Alcuni marinai russi bolscevichi oltranzisti filo-anarchici delusi dalle politiche del governo di Lenin (viene accusato di aver stilato un programma prettamente demagogico, di fatto promettendo "tutto a tutti", e in particolare di aver distribuito la terra in proprietà privata mutuandolo dal programma storico del PSR anziché collettivizzarla come da programma marxista) di stanza nell'isola di Naissaar (nel golfo di Finlandia) fondano la Repubblica Sovietica di Naissaar, allo scopo di crearvi una "società comunista ideale"
- 25 dicembre - "Dichiarazione di Natale": dai ministri degli esteri austro-ungarico Ottokar Czernin e tedesco Richard von Kühlmann viene annullato il "programma segreto di Kreuznach" del 23 aprile e proposta una pace senza annessioni e riparazioni - il 6 gennaio 1918 i popoli slavi rispondono con la "Dichiarazione dell'Epifania" nella quale chiedono l'indipendenza
- 25 dicembre - Inizio dell'Età Nuova secondo la loggia massonica Germanenorden, che tiene una grande riunione nella quale la loggia si dichiara sciolta avendo conseguito il suo scopo (non è tuttora noto quale) - alcuni seguaci la rifondano come Germanenorden Walvater del Sacro Graal
- 26 dicembre - In Russia viene emesso il decreto sulla fissazione delle competenze dei comitati agrari (creati a maggio dal governo provvisorio), incaricati ora di gestire la distribuzione della terra ai contadini
- 26 dicembre - La Pravda pubblica "Tesi sull'assemblea costituente", nelle quali Lenin preannuncia la sua chiusura usando come pretesto la scissione avvenuta il 6 nel PSR, secondo l'insinuazione per cui, la composizione dell'assemblea, avvenuta precedentemente a tale atto, non rispecchierebbe più la volontà popolare, dato che nella compilazione delle liste, precedente alla rivoluzione, l'ala sinistra del PSR era stata quasi del tutto esclusa dalle elezioni del 25 novembre, il che renderebbe illegittimo il risultato elettorale; Sergej Mstislavskij (del PSR di sinistra) paventa la guerra civile
- 26 dicembre - Su richiesta dell'ex governatore Dmitrij Leonidovič Horvath (scalzato dal 12), truppe cinesi sotto il comando del filo-giapponese Zhang Zuolin entrano ad Harbin e sciolgono il suo soviet (Soviet di Harbin)
- 27 dicembre - A Chabarovsk il congresso dei soviet dell’Estremo Oriente annuncia il passaggio di tutto il potere ai soviet nelle regioni dell’Amur e del Territorio Marittimo; il 29 Irkutsk aderisce al bolscevismo dopo una guerra civile incominciata il 21. Nell'estremo oriente rimane ancora esente da bolscevichi solo l'area tra il Bajkal e l'Amur (ancora sotto il governatore provvisorio Ivan Afanas'evič Butin)
- 29 dicembre - Sebastopoli bolscevica
- 29 dicembre - Un decreto di Lenin abolisce i gradi e i titoli militari (forze armate sovietiche, "primo esercito democratico della storia")
- 31 dicembre - Un decreto di Lenin abolisce definitivamente la Duma di Stato e il Consiglio provvisorio della Repubblica russa (organo che l'aveva temporaneamente sostituita)

## 1918
Stati nel mondo
- 2 gennaio - A Valka i bolscevichi dell'Iskolat sciolgono gli organi locali ("Consiglio provvisorio del territorio di Livonia") del Consiglio provvisorio nazionale della Lettonia che il 2 dicembre 1917 ha dichiarato l'indipendenza e il 6 emettono una dichiarazione di fedeltà alla Russia bolscevica
- 3 gennaio - Odessa è dichiarata "città libera" dall'assemblea filo-bolscevica Rumčerod che detiene il potere reale nella città
- 4 gennaio - Penza bolscevica
- 5 gennaio - Tjumen' bolscevica
- 6 gennaio - La Germania riconosce l'indipendenza della Finlandia
- 7 gennaio - Le guardie rosse inviate in Ucraina si stanziano a nord-ovest lungo la linea Vorožba-Ljubotyn-Pavlohrad-Synelnykovo, a est tra Voronež e Millerovo, e a sud sono fermi dal 25 dicembre davanti a Aleksandrovsk; da queste posizioni nei giorni seguenti partono per conquistare altre città: Lozova (il 9), Ekaterinoslav (l'11), Aleksandrovsk (il 15), Konotop (il 16), Hluchiv (il 19), Poltava (il 20), Žytomyr (il 22), Krolevec' (nell'Oblast' di Sumy) (il 26), Bachmač e Mykolaïv (il 27), dirigendosi poi verso Odessa
- 8 gennaio - Come alternativa non bolscevica alla concezione esposta da Lenin (ripresa dal suo precedente Il diritto dei popoli all'autodeterminazione) nel "Decreto sulla pace" il presidente americano Woodrow Wilson emette i Quattordici punti, che rappresentano uno spartiacque epocale nella concezione della geopolitica; secondo alcune interpretazioni, malgrado l'apparenza pretenziosamente neutrale, essi sarebbero perfettamente allineati con la storica politica imperialista statunitense in stile paternalista del "destino manifesto" nonché di un involontario "divide et impera" e quindi, secondo lo storico britannico Eric Hobsbawm, la maggiore causa dei conflitti nazionalistici che seguirono alla Grande Guerra - l'11 febbraio saranno rifiutati dagli Imperi Centrali
- 9 gennaio - Creato il Comitato militare rivoluzionario del Caucaso; il 14 nel Caucaso settentrionale Grigorij Ivanovič Meščerjakov crea la Repubblica Sovietica di Stavropol', che in questo momento con Novorossijsk e Sebastopoli forma un'enclave ancora separata (almeno nelle comunicazioni anche se non formalmente geograficamente) dal resto dei territori bolscevichi
- 9 gennaio - I generali russi contro-rivoluzionari nella zona del Don Kornilov e Alekseev dalla ridenominazione dell'"organizzazione Alekseevskaja" annunciano la fondazione dell'"Armata dei Volontari" (inizialmente composta di 2.000 uomini), prima formazione organizzata ufficiale anti-bolscevica, capostipite dell'eterogeneo insieme di formazioni che verranno genericamente definite Armata Bianca - in contrapposizione il 28 le guardie rosse del Fronte rivoluzionario del Sud per la lotta alla contro-rivoluzione (che nel frattempo hanno preso possesso del Donbass affacciandosi alla regione del Don) assumono la denominazione di Armata Rossa
- 14 gennaio - La riduzione delle razioni di pane è lo spunto per uno sciopero generale "per la pace" in Austria-Ungheria, fino al 25, durante il quale il 18 a Vienna viene creato un Soviet dei deputati dei lavoratori che si arroga di essere l'unico organismo a detenere il diritto di trattare con la Russia bolscevica la pace a nome dell'Austria-Ungheria
- 14 gennaio - Lenin subisce per la prima volta un tentativo di attentato (l'autore fugge e rimane ignoto), fallito grazie all'intervento dello svizzero Platten che si trova in visita in Russia
- 15 gennaio - Chișinău diventa bolscevica con Jakov Denisovič Melešin e lo "Sfatul Ţării" viene sciolto
- 17 gennaio - Petrozavodsk bolscevica; il 21 Aqtöbe
- 18 gennaio - A Brest-Litovsk alla delegazione presieduta dal Commissario del popolo per gli affari esteri Trockij vengono presentate le condizioni tedesche per la pace (incentrate sulla "Dichiarazione di Natale" del 25 dicembre 1917 dei ministri degli esteri austro-ungarico Czernin e tedesco von Kühlmann) - Trockij si riserva di rispondere e torna a Pietrogrado in fiduciosa attesa dello scoppio della rivoluzione in Europa per poter trattare la pace coi Soviet di quei paesi in virtù dell'Internazionalismo proletario, e affida a Vaclav Vorovskij a Stoccolma i contatti coi comunisti tedeschi per raggiungere tale obiettivo
- 18 gennaio - In Russia si apre la seduta inaugurale dell'Assemblea costituente panrussa, organo legislativo eletto il 25 novembre (nella quale i bolscevichi hanno ottenuto solo il 24% dei seggi); in favore della contemporanea apertura dell'Assemblea e dell'anniversario della domenica di sangue del 1905 si svolge una grande manifestazione di PSR e menscevichi che sfocia in azioni vandaliche contro i bolscevichi e relativa repressione con diverse vittime - la tendenza ancora apparentemente compromissoria (ma forse dovuto più alla consapevolezza di essere in minoranza) dei bolscevichi è indicata dal loro sostegno alla candidatura della socialista rivoluzionaria di sinistra Spiridonova (già presidente del Soviet dei deputati dei contadini) come presidente dell'Assemblea - malgrado ciò, è eletto presidente il candidato del PSR Černov; Lenin presenta la "Dichiarazione dei diritti del popolo lavoratore e sfruttato", che non viene accolta dagli altri partiti (che rifiutano di ratificare tutti i decreti emessi finora dal Sovnarkom); di conseguenza il 19 il successivo atto da parte del gruppo bolscevico è dichiarare sciolta l'Assemblea e far arrestare dalla Čeka gli esponenti di tutti gli altri partiti (eccetto del PSR di Sinistra) - solo gli assenti (tra i quali tutti i deputati cadetti, non avendo essi potuto partecipare alla seduta in quanto essendo già stato dichiarato illegale il loro partito) riescono a fuggire recandosi in esilio all'estero, primi esemplari di "rifugiato bianco" che nel corso degli anni successivi prenderà la forma di una vera e propria diaspora russa; viene chiuso anche il Soviet dei deputati dei contadini "ufficiale": inizia la dittatura bolscevica.
Il padre del marxismo russo Plechanov (che morirà il 30 maggio) ripudia l'operato di "Massimiliano" Lenin definendolo "un invasato" e non riconoscendogli più il marxismo
- 20 gennaio - Durante il suo primo e unico congresso il Consiglio centrale provvisorio panrusso dei sindacati diventa Consiglio centrale panrusso dei sindacati, guidato da Zinov'ev
- 20 gennaio - I borghesi Andrej Ivanovič Šingarëv e Fëdor Fëdorovič Kokoškin (entrambi ex esponenti del Governo provvisorio arrestati a novembre) vengono assassinati con la connivenza dei preposti alla loro sicurezza nell'ospedale in cui sono ricoverati
- 21-23 gennaio - Appresa la notizia della chiusura dell'Assemblea Costituente, sul Don avvengono i primi scontri tra armata bianca e armata rossa: inizia la guerra civile russa. Il generale bianco Kutepov organizza la difesa di Taganrog e combatte fieramente attorno a Matveev Kurgan nel Matveevo-Kurganskij rajon quando dopo feroci lotte il 23 essa è presa dall'Armata Rossa di Rudolf Sievers e vi viene creato il Comitato militare rivoluzionario del Don. Nel Kuban' i cosacchi infliggono una pesante sconfitta ai bolscevichi della Repubblica Sovietica di Stavropol' presso la stanitsa Afipskij, non lontano da Ėnem (Tachtamukajskij rajon); il 28 fondano a Ekaterinodar la Repubblica Popolare del Kuban' che proclama l'indipendenza dalla Russia bolscevica in seno all'Ucraina; in reazione i bolscevichi locali il 30 fondano il Comitato militare rivoluzionario del Kuban'-Mar Nero
- 22 gennaio -  In seguito alla chiusura dell'Assemblea Costituente russa, a Kiev alla sua seduta inaugurale la Central'na Rada (le cui elezioni costituenti si sono tenute il 9, nelle quali ha vinto ampiamente l'Unione contadina mentre i bolscevichi hanno ottenuto un misero 10% dei voti) con la "4° universale" dichiara definitivamente l'indipendenza della Repubblica Popolare Ucraina dalla Russia bolscevica; benché già sotto attacco, tale atto sancisce l'inizio ufficiale della guerra ucraino-sovietica
- 23 gennaio - Verchneudinsk bolscevica dopo una guerra civile incominciata il 1º dicembre 1917 tra russi bolscevichi e i buriati indipendentisti di Cyben Žamtsarano; a inizio febbraio i bolscevichi si impadroniscono anche di Čita, ed entro il 7 febbraio si collegano a quelli di Chabarovsk completando la bolscevizzazione dell'estremo oriente con la presa di Nikolaevsk sull'Amur il 16 febbraio; il 22 febbraio con Grigorij Petrovskij viene preso il controllo della Sacha-Jacuzia; permangono ancora esenti solo i desolati territori di Kraj del mare di Ochotsk, Oblast' di Magadan, Čukotka, Oblast' di Kamčatka, Circondario dei Coriacchi, nei quali i bolscevichi non prenderanno mai effettivamente il potere fino al 1923
- 23-31 gennaio -  A Pietrogrado si svolge il III Congresso panrusso dei Soviet dei deputati degli operai e dei soldati che in pratica ora viene a sostituire negli scopi la disciolta Assemblea Costituente rimanendo così indefinitamente unico organo legislativo e costituente, e in tale veste ratifica tutti i decreti emessi finora dal Sovnarkom (tra cui la recente "Dichiarazione dei diritti del popolo lavoratore e sfruttato" di Lenin); il Governo provvisorio degli operai e dei contadini è ribattezzato Governo degli operai e dei contadini della Repubblica Socialista Federativa Sovietica Russa (RSFS russa). Partecipano 1.647 delegati (dei quali 860 sono bolscevichi), che eleggono il nuovo Vcik, ora composto di 326 membri:
  - 169 bolscevichi
  - 132 socialisti-rivoluzionari di sinistra
  - 5 socialisti-massimalisti
  - 5 socialisti-rivoluzionari di destra
  - 4 anarchici
  - 4 internazionalisti menscevichi
  - 2 menscevichi (Dan e Martov)

Il 26 si svolge il III Congresso dei Soviet dei deputati dei contadini indetto a fine novembre 1917 (prima della sua fusione col Vcik) dal CEC filo-bolscevico del disciolto (dal 19, assieme all'Assemblea Costituente) Soviet dei deputati dei contadini, il quale decide di fonderlo con il Soviet dei deputati degli operai e dei soldati, da cui nasce il "Soviet dei deputati degli operai, dei soldati, dei contadini", a cui si aggiunge "e dei cosacchi".
Sulla discussa questione delle modalità della pace si creano 3 fazioni:
- pace subito a qualunque condizione: Lenin, Stalin, Sverdlov
- attendismo, smobilitazione unilaterale: Trockij
- guerra rivoluzionaria: Bucharin, Dzeržinskij

- 24 gennaio - Per le sue continue proteste contro il comportamento di Lenin, il sindacalista Lozovsky è il primo membro di spicco ad essere espulso dal POSDR(b) - egli fonda un effimero Partito socialdemocratico internazionale
- 25 gennaio - Il I Corpo d'Armata polacco dell'esercito russo di stanza nell'Oblast Occidentale lungo il fronte tra Rahachow-Žlobin-Babrujsk si scontra coi lettoni bolscevichi di Jukums Vācietis intenzionati a scioglierlo (rappresentando un rischio dato che i bolscevichi non riconoscono le promesse fatte ai polacchi dal precedente governo); il 31 esso si concentra attorno a Babrujsk
- 26 gennaio - A Tobol'sk i bolscevichi prendono in consegna lo Zar dai precedenti carcerieri
- 26 gennaio - Simferopoli presa dai bolscevichi di Sebastopoli; la Repubblica Popolare di Crimea è soppressa e il suo presidente Çelebicihan catturato (e il 23 febbraio giustiziato)
- 28 gennaio - Sciopero generale a Berlino e in altre città tedesche guidato da Richard Müller con l'appoggio di USPD e SPD; viene creato un Soviet dei deputati dei lavoratori che si arroga di essere l'unico organismo a detenere il diritto di trattare con la Russia bolscevica la pace a nome della Germania - la repressione che ne consegue il 3 febbraio mette a tacere fino a ottobre le sinistre pacifiste in Germania, e quindi le speranze di Trockij di poter trattare la pace col popolo anziché coi generali tedeschi
- 28 gennaio - Nella consapevolezza che Lenin il 31 dicembre 1917 ha dichiarato implicitamente che riconoscerà l'indipendenza solo ad una Finlandia bolscevica, i bolscevichi prendono il potere in Finlandia: con la battaglia di Kämärä inizia la guerra civile e d'indipendenza finlandese tra bolscevichi sostenuti dalla RSFS Russa e nazionalisti sostenuti dalla Germania e dagli svedesi del comandante Ernst Linder (che occupano le Isole Åland).
Kamenev, inviato da Lenin come ambasciatore (modus operandi che diverrà prassi bolscevica per "liberarsi" dei personaggi "scomodi") in Francia ma rifiutato, nel viaggio di ritorno viene arrestato dagli svedesi alle isole Åland e consegnato ai finlandesi bianchi
- 29 gennaio - Dopo la battaglia di Kruty le guardie rosse (da ora "Armata Rossa") inviate in Ucraina circondano e assediano Kiev (dove vi è in corso la rivolta bolscevica dell'Arsenale). Il 31 il filo-bolscevico Vynnyčenko è sostituito dal social-rivoluzionario Holubovyč al governo ucraino, che si trasferisce a Žytomyr per poi inviare una delegazione a Brest-Litovsk con lo scopo di trattare la pace separata per l'Ucraina con gli austro-tedeschi;  in reazione i cosacchi del Kuban' (fautori della continuazione della guerra contro i tedeschi) il 16 febbraio dichiarano l'indipendenza della Repubblica Popolare del Kuban' dalla Repubblica Popolare Ucraina

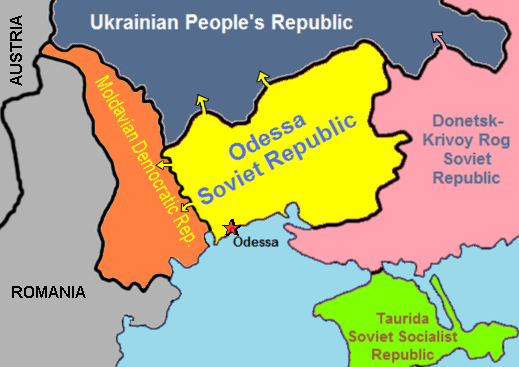
I territori rivendicati prima dal Rumčerod e poi dalla RSS Odessa (giallo Edisan, arancio Bessarabia)

- 30 gennaio - L'Armata Rossa entra a Odessa accolta dal Rumčerod di Vladimir Grigor'evič Judovskij che già la controlla totalmente dopo scontri incominciati il 27 e vi fonda la Repubblica Sovietica di Odessa (la quale si considera mera enclave della RSFS russa temporaneamente in territorio ucraino); subito essa prende il controllo dello Edisan e (dopo che il 29 l'esercito romeno su richiesta dei moldavi è entrato a Chișinău sfrattandone i bolscevichi locali fedeli al Rumčerod) attacca la Repubblica Democratica Moldava (rispetto alla quale il 27 il Rumčerod si è proclamato come unica autorità legale in Bessarabia) combattendovi contro le truppe franco-russo-rumene;  il 6 febbraio la Repubblica Democratica Moldava si dichiara indipendente dalla RSFS russa e dalla RSS Odessa
- 30 gennaio - Fondata la Repubblica Sovietica di Kaluga da parte di bolscevichi oltranzisti contrari all'armistizio con i tedeschi - nello stesso periodo vengono fondate altre svariate repubbliche minori di questo tipo, dispregiate dai bolscevichi come "repubbliche anarco-massimaliste"
- 30 gennaio -  A Pietrogrado (riunitosi segretamente ivi dal 28) il Consiglio provvisorio nazionale della Lettonia di Voldemārs Zāmuēls per la prima volta ufficialmente proclama l'indipendenza della Lettonia dalla Russia, in contrapposizione al bolscevico Iskolat che il 6 aveva dichiarato fedeltà alla Russia bolscevica e dichiarato sciolto l'organismo antagonista
- 31 gennaio - Orenburg, caposaldo cosacco contro-rivoluzionario tra la steppa e gli Urali meridionali e capitale della Repubblica dell'Idel-Ural, è presa dai bolscevichi musulmani di Davletshin supportato dalle truppe di Bljucher giunte da Čeljabinsk; il capo dei cosacchi Dutov si rifugia prima a Verchneural'sk e poi da marzo a Krasninskoje nel Promyšlennovskij rajon; la capitale della Repubblica dell'Idel-Ural è spostata a Kazan', dove si rifugia anche Manat
- febbraio - Un gruppo di ex ufficiali dell'esercito zarista sgomberati dal nord della Persia fonda a Tashkent un'organizzazione segreta di guerriglia per il rovesciamento del potere bolscevico in quella provincia (che in agosto prenderà il nome '"Unione del Turkestan contro il bolscevismo"')
- 1º febbraio - Ammutinamento di Cattaro dei marinai della marina austro-ungarica nella baia di Cattaro, soppresso dalle unità governative guidate dal contrammiraglio Miklós Horthy il 3
- 1º febbraio - L'Armata Rossa prende Černigov
- 1º febbraio - In seguito al decreto anti-religioso sulla separazione tra Stato e Chiesa emesso il 20 gennaio dal sovnarkom, Tichon critica la violenza dei bolscevichi (ma di contro si rifiuterà sempre di benedire le armate bianche)
- 3 febbraio - Il I Corpo d'Armata polacco prende la città di Babrujsk nella quale era asserragliata una guarnigione bolscevica; nei giorni seguenti i bolscevichi tentano più volte di riprendere la città (che circondando su 3 lati essendo quello a ovest il fronte russo coi tedeschi fermo in seguito all'armistizio in corso) fino a quando l'11 i tedeschi aprono la loro linea del fronte liberando i polacchi dall'assedio
- 3 febbraio - Il presidente della "Narbank" Pjatakov a nome del governo bolscevico dichiara decaduti tutti i prestiti ricevuti dalla Russia zarista, provocando così la reazione internazionale nello stile della "diplomazia delle cannoniere" già preventivato dai paesi dell'Intesa nella conferenza del 3 dicembre 1917 (si consideri anche che la proprietà della grande industria in Russia che si intendeva nazionalizzare era in gran parte in mani straniere, tanto da indurre Lenin a parlare di "neocolonialismo")
- 3-4 febbraio - Si tengono le elezioni Costituenti in Estonia del 1918 indette dal Comitato Esecutivo Centrale estone dei Soviet - primo partito è il POSDR(b) con il 37,4% dei voti

L'insorgenza dei turchi nel Caucaso nel 1918

- 5 febbraio - Visto lo stallo dei negoziati con i russi bolscevichi, recalcitranti a firmare una pace definitiva dopo la scadenza dell'armistizio di Erzincan, e alla luce del recente ripudio dei debiti esteri (compresi quindi quelli con l'Impero ottomano) annunciato da Lenin, le forze ottomane riprendono la guerra avanzando nell'Amministrazione dell'Armenia occidentale attraverso il fronte fra Tirebolu e Bitlis, e prendono Kelkit (il 7), il 12 varcano il vecchio confine ed entrano così in Transcaucasia prendendo Erzincan il 13, Bayburt (il 19) e Tercan (il 22); il 10 Trockij abolisce il Commissariato per la Transcaucasia che doveva trattare la resa con gli ottomani
- 5 febbraio - L'Armata Rossa lancia un'offensiva da più direzioni (Charkiv ed Ekaterynoslav, Brjansk, Homel') contro Kiev
- 7 febbraio - Astrachan' presa dai bolscevichi giunti da Caricyn dopo due settimane di combattimenti - i bolscevichi si affacciano così al mar Caspio (definitivamente: Astrachan' non sarà mai presa dai bianchi), e i cosacchi della Calmucchia si ritirano nella steppa circostante e verso il Don
- 8 febbraio - Vologda bolscevica, ed il 17 Arcangelo
- 9 febbraio - Come applicazione pratica del "Decreto sulla terra" viene emessa la "Legge fondamentale sulla socializzazione della terra", la quale dà inizio nel corso delle settimane successive a una colossale redistribuzione della proprietà fondiaria ("spartizione nera") da parte dei "comitati agrari" (convertiti ora in sezioni agrarie dei Soviet locali) che di fatto ufficializza le espropriazioni arbitrarie avvenute nel corso dell'autunno-inverno apportandone correzioni su base regolamentata "per bocche", e pone fine così ai residui episodi di jacquerie - risultato di compromesso col PSR di sinistra in quanto partito egemone tra i contadini, per tale atteggiamento compromissorio Lenin verrà accusato dai menscevichi e dai bolscevichi di sinistra (marxisti ortodossi) di rivelare in ciò la sua originaria impostazione populista; ciò, assieme a ulteriori decreti (13 e 27 maggio) inerenti alle modalità di approvvigionamento alimentare, riporta involontariamente in auge alcune pratiche comunitaristiche tipiche della vecchia Obščina e farà accusare Lenin anche di bakunismo

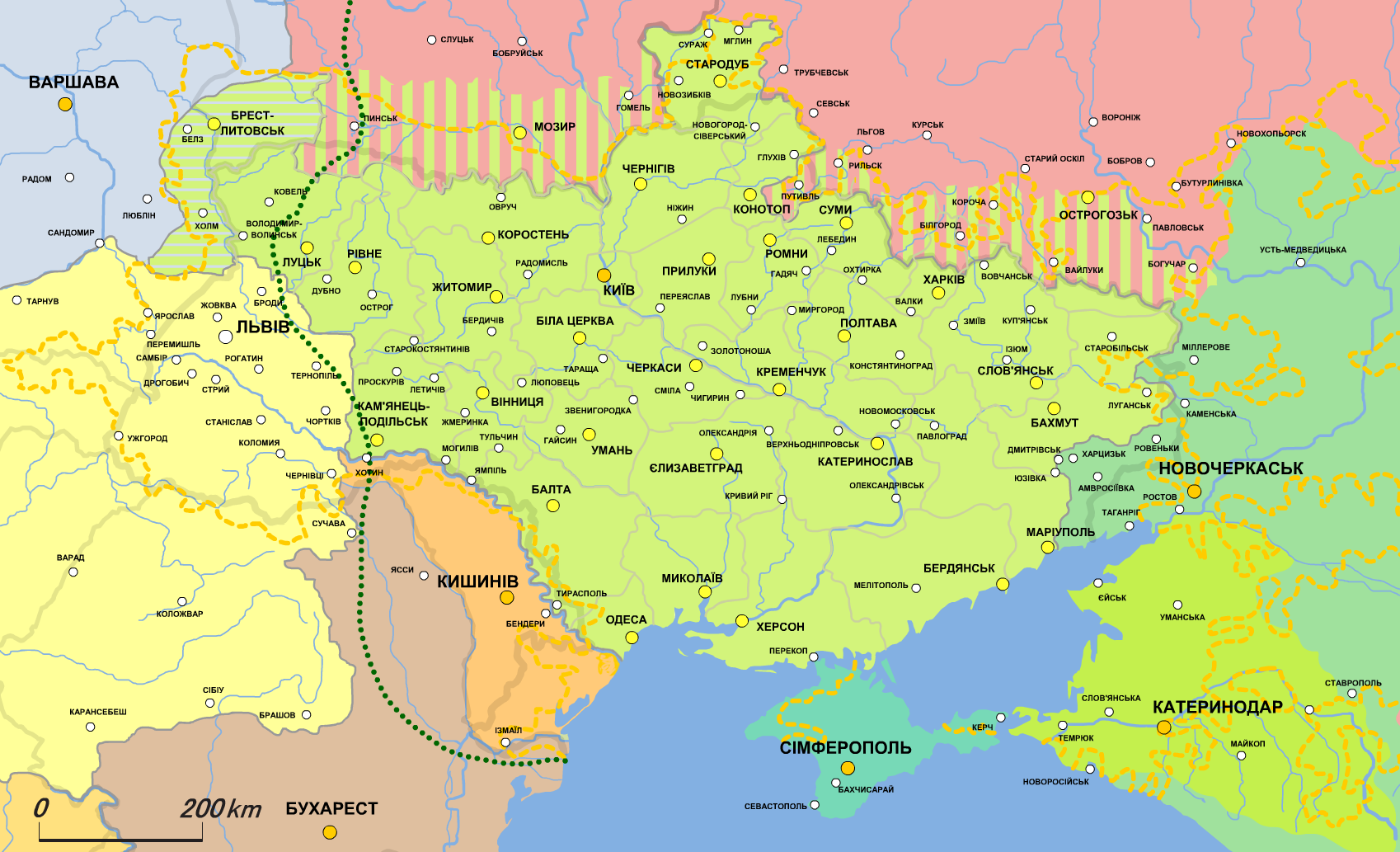
L'Ucraina riconosciuta dagli Imperi centrali

- 9 febbraio - "Pace del pane": la Repubblica Popolare Ucraina firma a Brest-Litovsk la pace separata con gli Imperi centrali; questo atto induce i bolscevichi russi a rompere le trattative di pace con gli Imperi centrali (avviate in loco il 18 gennaio con il Commissario del popolo agli affari esteri Trockij, le cui clausole presentategli considera vero capestro), mentre contemporaneamente l'Armata Rossa e i bolscevichi della Repubblica Popolare Ucraina dei Soviet di Murav'ёv entrano a Kiev al termine dell'assedio incominciato il 29 gennaio e ne fanno strazio; il governo ucraino di Holubovyč si trattiene a Brest-Litovsk e poi si sposta in Volinia a Mohyliv-Podil's'kyj sempre sotto protezione tedesca; il 12 la capitale della Repubblica Popolare Ucraina dei Soviet è trasferita da Charkiv a Kiev - la zona di Chełm viene ceduta dalla Polonia ex russa all'Ucraina, provocando l'avvio del separatismo della Polonia austro-ungarica (finora rimasta fedele all'Impero, ma ora la firma della pace separata tra Ucraina e Imperi centrali diminuisce le possibilità di riuscire a creare uno stato polacco veramente indipendente) e il 15 con la battaglia di Rarańcza l'ammutinamento dei reparti polacchi dell'esercito tedesco e austro-ungarico (riuniti nel Corpo ausiliario polacco di Haller) di stanza lungo il fronte con l'Ucraina presso Černivci in Bucovina disertano e forzano la linea del fronte (già stabilizzata fin dalla tregua del 4 dicembre 1917) per unirsi ai loro compatrioti dell'esercito russo (II Corpo d'Armata polacco) appena ribellatisi anch'essi ai loro nuovi comandanti bolscevichi del Comitato militare rivoluzionario del fronte romeno che ancora hanno in mano la zona; in seguito a questo evento il 23 febbraio in Francia l'esercito polacco noto come "Esercito blu" viene finalmente posto sotto la sovranità diretta del "Comitato nazionale polacco" di Dmowski e Paderewski. Il 14 a Varsavia si svolgono vigorose manifestazioni contro la cessione all'Ucraina di territori abitati da polacchi
- 10 febbraio -  A Taganrog (presa dall'Armata Rossa l'8) i cosacchi di Fëdor Andreevič Sergeev indignati dalla resa ucraina agli Imperi centrali, passano al campo bolscevico dopo il congresso di Kamensk, e unendo i loro territori della Zaporižžja a quelli dei bolscevichi di Charkiv (che come reazione campanilistica al trasferimento a Kiev della capitale della Repubblica Popolare Ucraina dei Soviet si sono staccati da essa) creano la Repubblica Sovietica del Donec-Krivoj Rog con capitale Charkiv; i bolscevichi in Ucraina si trovano ora divisi fra tre loro governi rivali tra loro; l'11 il comandante dei cosacchi contro-rivoluzionari del Don Kaledin, vistosi così tradito, si suicida
- 10 febbraio - Dopo che l'8 i bolscevichi del "Tsentrosibir" hanno sciolto la Duma regionale siberiana del governatore provvisorio Potanin (si consideri che in Siberia alle elezioni per l'Assemblea Costituente il PSR ha ottenuto ben 84,6% dei voti), suggellando così finalmente il totale potere bolscevico fino a Vladivostok, il social-rivoluzionario Pëtr Jakovlevič Derber crea a Tomsk un "Governo provvisorio siberiano", che dichiara di non riconoscere il "Tsentrosibir" ed il governo centrale di Lenin, e per questo viene a sua volta sciolto dai bolscevichi, e i suoi membri si rifugiano in Manciuria dove Derber installa l'11 in esilio a Harbin il Governo provvisorio siberiano - il PSR di destra così scompaginato scompare di fatto dalla scena in Russia; per conto di Derber a Tomsk rimane il colonnello Arkadij Krakovetskij con il compito di formare una rete clandestina e preparare una rivolta contro i bolscevichi, che si realizzerà nel corso della primavera in tentativi a Semipalatinsk, Tomsk, Barnaul, e Blagoveščensk; falliti questi, Michail Jakovlevič Lindberg, Boris Dmitrievič Markov, Pavel Jakovlevič Michajlov e Vasilij Osipovič Sidorov rimasti clandestinamente in Siberia, a Novonikolaevsk fondano il "Commissariato della Siberia occidentale". Tra 16 e 28 a Irkutsk si tiene il II Congresso pansiberiano dei Soviet
- 11 febbraio - In Russia viene dichiarata disciolta la Flotta imperiale e creata la Flotta Rossa degli operai e dei contadini
- 13 febbraio - Passa al campo bolscevico l'ultima residua sacca che finora non era ancora passata al bolscevismo nella Russia etnica, Tambov
- 14 febbraio - La RSFS russa adotta il calendario gregoriano, passando dal 1º giuliano al 14 gregoriano
- 14 febbraio - Ad Aşgabat scontri tra i bolscevichi del Turkestan e soldati di transito che a seguito dell'armistizio del 5 dicembre 1917 stanno sgomberando dal nord della Persia; i primi hanno la meglio (anche a causa delle diserzioni nell'esercito che rimpinguano le file dei bolscevichi) e la Transcaspia rimane sotto i bolscevichi del Turkestan di Pëtr Alekseevič Kobozev
- 16 febbraio -  In virtù della "Dichiarazione di Natale" del 25 dicembre 1917 che ha annullato il "programma segreto di Kreuznach" del 23 aprile 1917 avviene l'Atto d'indipendenza della Lituania come Regno di Lituania sotto l'egida tedesca
- 18 febbraio - Pacificatasi con l'Ucraina il 9, e vista la rottura dei negoziati con i bolscevichi (anche sul tema economico del ripudio dei debiti e dell'esproprio delle proprietà estere) conseguente proprio alla stipula della pace separata della Repubblica Popolare Ucraina, scaduto il termine dell'armistizio, dopo gli ottomani anche gli austro-tedeschi riprendono unilateralmente l'offensiva contro la Russia, lanciando sul fronte nord-orientale l'operazione Faustschlag: davanti a una resistenza trascurabile l'8ª armata tedesca nel mese seguente avanza per molti chilometri, catturando la maggior parte dell'Oblast Occidentale, la Livonia e l'Estonia; secondo alcuni autori questo atto non deve essere considerato come una ripresa delle ostilità della guerra mondiale, ma come una nuova guerra, tedesco-bolscevica: sotto tale luce assumerebbe senso l'attendismo di Trockij (probabilmente influenzato da Bucharin, in questo momento vera eminenza grigia del difensismo e della rivoluzione permanente in seno ai bolscevichi, che arriva al punto di prendere contatti con altri partiti per ordire un golpe contro Lenin), come giustificazione per cui la RSFS russa, aggredita, sarebbe stata legittimata a riprendere le ostilità senza contravvenire al "decreto sulla pace", nella fiduciosa convinzione di Trockij e Bucharin che un esercito popolare avrebbe avuto più fortuna rispetto a quello zarista o borghese, e approfittarne per poter diffondere militarmente il bolscevismo a occidente. Il 19 Lenin ordina alla Flotta del Baltico di abbandonare la base di Reval (dove i tedeschi giungeranno il 25) per ripararsi a Helsingfors (l'operazione verrà conclusa il 12 marzo) e poi a Kronštadt (l'operazione "Campagna sul ghiaccio della flotta baltica" verrà conclusa così il 2 maggio). Il I Corpo d'Armata polacco dell'esercito russo a Babrujsk si schiera ora con i tedeschi dirigendosi con loro verso Minsk, mentre in Bucovina gli ex austro-tedeschi Corpo ausiliario polacco e II brigata di Haller si incorporano ufficialmente nel II Corpo d'Armata polacco dell'esercito russo del generale Stankiewicz (che da fine marzo sarà sottoposto al comando dell'"Esercito blu")
- 18 febbraio - A seguito dell'offensiva dei cosacchi bolscevichi della Repubblica Sovietica del Donec-Krivoj Rog che assediano Rostov dal 13 e Novočerkassk dal 16, perduto il loro comandante suicidatosi l'11, ed essendo appena stato fucilato colui che lo sostituì Anatoliy Mikhaylovič Nazarov, l'Armata dei Volontari (ora composta di 4.000 uomini) seguendo Kornilov assieme 2.000 civili abbandona il Don con la "Marcia del Ghiaccio" dirigendosi verso Ekaterinodar per unirsi ai cosacchi della Repubblica Popolare del Kuban' che ha appena proclamato l'indipendenza (prima campagna del Kuban'); Rostov abbandonata dai cosacchi bianchi è presa il 23 dai cosacchi bolscevichi; Novočerkassk cade il 25; il 6 marzo Mitrofan Petrovič Bogaevskij, successore dei defunti Kaledin e Nazarov, è arrestato e fucilato dai bolscevichi. I cosacchi dell'Esercito del Don seguono così il nuovo atamano Pëtr Kharitonovič Popov in un altro percorso verso il fiume Sal il 26 con la marcia della steppa, per poi invertire la rotta il 18 maggio in seguito al mutare della situazione
- 18 febbraio - I bolscevichi del Turkestan (principalmente operai russi della costruenda ferrovia Trans-Aral e prigionieri di guerra tedeschi e austro-ungarici) guidati dal generale Michail Vasil'evič Frunze partendo da Tashkent abbattono nel sangue l'Autonomia di Kokand; in marzo entrano nel Semireč'e meridionale dove il 3 prendono Vernyj; i cosacchi del Semireč'e deportati a Omsk in dicembre e ora ribellatisi ("ribellione Popovskij"), asserragliati nel villaggio Zachlaminskoj, si dirigono a Kökşetaw e poi nella steppa a sud della città, con l'intento di tornare nel Semirečensk - analogo attacco a Buchara in marzo viene sventato dalla risposta dei musulmani
- 18-21 febbraio - I tedeschi raggiungono e prendono Daugavpils e Minsk; il 20 Iskolat da Valka evacua a Mosca, dove il 4 aprile verrà sciolto; il 22 il territorio lettone è totalmente occupato
- 21 febbraio - Sulla base del decreto del Sovnarkom "La patria socialista è in pericolo!" il comandante in capo Krylenko firma l'ordine di "mobilitazione rivoluzionaria", per cui il 23 si decreta la coscrizione obbligatoria all'Armata Rossa (dalla smobilitazione del 23 novembre 1917 il grosso dell'esercito bolscevico è stato composto dai 35.000 fucilieri lettoni dell'ex esercito zarista, che essendo la Lettonia occupata dai tedeschi non hanno ancora potuto essere smobilitati)
- 22-23-24 febbraio - Il CC bolscevico è riunito in maniera permanente per discutere le modalità della pace: si discute dell'accettazione dei proposti aiuti anglo-francesi via Murmansk: Lenin è contrario e minaccia le dimissioni se vincesse la linea di Trockij, il quale si dimette da Commissario del popolo agli affari esteri, venendo sostituito da Georgij Vasil'evič Čičerin che continua le trattative coi tedeschi. Il 24 nonostante la contrarietà di Trockij il governo di Lenin chiede un altro armistizio agli Imperi centrali. Trockij e Bucharin vedono così perdente la loro linea con grave smacco al loro prestigio
- 24 febbraio - La conferenza del PSR di sinistra respinge le clausole della resa
- 24 febbraio - Gli austro-tedeschi partendo dal fronte galiziano riprendono l'avanzata anche in Ucraina in accordo col governo di Holubovyč che il 12 aveva chiesto il loro aiuto per scacciare i tre stati bolscevichi locali, ed entrano a Žytomyr, dove vi si ri-trasferisce il governo ucraino; i tedeschi di Alexander von Linsingen avanzano dalla Volinia nel nord (ex distretto militare di Kiev) e in Crimea, gli austriaci di Eduard Freiherr von Böhm-Ermolli dalla Podolia nel sud (ex distretto militare di Odessa)
- 24 febbraio -  In seguito alla nuova richiesta di armistizio e quindi in previsione di un'imminente pace tra RSFS russa e Impero ottomano, la Repubblica Federale Democratica Transcaucasica (che subentra al controllo anche di ciò che resta del territorio ex-ottomano dell'Amministrazione dell'Armenia occidentale dopo che il 23 Nikolaj Semënovič Čcheidze ha creato la sua Dieta Transcaucasica) dichiara l'indipendenza e continua autonomamente la guerra contro l'Impero ottomano; in reazione a ciò i musulmani azeri del Musavat avviano una ribellione pro-ottomana che sfocerà il 30 marzo nell'inizio della lunga guerra armeno-azera; anche in Abcasia e nel sud dell'Ossezia i musulmani insorgono: nei territori osseti viene proclamata la Repubblica sovietica e incomincia la guerra georgiano-osseta durante la quale il 19 marzo Tskhinvali è occupata dai ribelli osseti (ma il 22 viene ripresa dai georgiani), mentre in Abcasia (dove Soči è in mano bolscevica dal 10 febbraio) il 13 marzo la costa settentrionale (ex Governatorato del Mar Nero, già contesa tra la Transcaucasia e la Repubblica delle Montagne del Caucaso Settentrionale) fino a Novorossijsk compresa secede come  Repubblica Sovietica del Mar Nero (Abram Izrailevič Rubin presidente)
- 24 febbraio -  Dichiarazione d'indipendenza dell'Estonia: nella certezza dell'imminente arrivo dei tedeschi, nel Governatorato Autonomo dell'Estonia gli estoni escono dalla clandestinità in cui erano costretti dal 9 dicembre 1917, approfittando della fuga dei russi bolscevichi riaprono il Maapäev e dichiarano simbolicamente l'indipendenza dalla Russia fondando il governo provvisorio Estone; la sua capitale Reval è rinominata Tallinn. Il 25 è occupata dai tedeschi
- 25 febbraio - Gli ottomani prendono Trebisonda, capitale dell'effimera Repubblica del Ponto (resasi da poco indipendente dalla filo-russa Amministrazione dell'Armenia occidentale in seguito alle ripetute trattative russe di resa) - inizia il genocidio dei greci del Ponto
- 26 febbraio - La Repubblica Sovietica di Naissaar è occupata dai tedeschi ed è abolita; i tedeschi entrano a Pskov
- 27 febbraio - Di fronte all'avanzata tedesca l'ambasciata americana in Russia lascia Pietrogrado per Vologda
- marzo - Nell'Altaj a Ulala Vasilij Ivanovič Anuchin dichiara indipendente la Repubblica degli Oirati in nome del Burkhanismo per separazione dal distretto di Bijsk del "Comitato regionale del Karakorum"
- marzo - Nel corso dell'avanzata tedesca in Ucraina fino a maggio, lungo la linea del fronte si svolgono regolarmente pogrom anti-ebraici sia da parte degli ucraini avanzanti assieme ai tedeschi, sia da parte dei bolscevichi ucraini in ritirata; i più efferati il 7-8 marzo a Černihiv e Hluchiv
- 1º marzo - Stipulato un trattato di amicizia tra RSFS russa e RSS dei lavoratori di Finlandia
- 1º marzo -  Nella prospettiva dell'arrivo dell'esercito tedesco, al II Congresso panrusso dei tartari musulmani a Kazan' la Repubblica tartaro-baschira dell'Idel-Ural dichiara l'indipendenza dalla RSFS russa; a essa si uniscono ora anche alcuni territori non musulmani (Ciuvascia, Udmurtia, Mari e Mordovia), dalla cui unione nasce la Repubblica di Transbolaqia
- 1º marzo - I tedeschi entrano a Vinnycja e il 2 a Kiev dopo che il 27 febbraio il governo della Repubblica Popolare Ucraina dei Soviet si è spostato a Poltava (dal 10 marzo a Ekaterinoslav, dal 4 aprile a Charkiv, e dall'8 a Luhans'k)
- 2 marzo - In Russia amnistia generale per i contro-rivoluzionari arrestati nel novembre 1917 e per gli zaristi arrestati nel marzo 1917

- 3 marzo

La pace di Brest-Litovsk (prevede la restituzione alla RSFS russa dell'area in verde chiaro tra Gomel-Minsk-Pskov)

  - I tedeschi a nord raggiungono e si arrestano a Narva, assestandosi sulla linea Narva-Pskov-Vitebsk-Orša-Mogilëv-Gomel' - i bolscevichi dall'Estonia fuggono perlopiù in Finlandia andando a ingrossare le loro file nella guerra civile lì in corso; quasi tutto il territorio bielorusso ("Oblast' Occidentale" o per i tedeschi "Ober Ost") è occupato, eccetto un'area meridionale (Paludi del Pryp"jat') che è stata aggirata dall'esercito tedesco che non la considera strategicamente essenziale; nella storiografia sovietica questa sacca "invitta" (che non era uno stato indipendente vero e proprio ma un'enclave della RSFS russa) viene chiamata "Repubblica guerrigliera" Rudobelskaya. La fulminea avanzata tedesca impone per la 2ª volta la cessazione delle ostilità con la prospettiva di condizioni ora peggiori di quelle che precedentemente si sarebbe potuto ottenere
  - La RSFS Russa firma il trattato di Brest-Litovsk, atto che conclude le ostilità sul fronte orientale; i russi rinunciano a tutte le pretese sulle provincie baltiche, sulla Polonia, la Russia Bianca, la Finlandia (viene annullato perciò il trattato del 1º marzo), la Bessarabia, l'Ucraina e il Caucaso; l'Oblast Occidentale rimane temporaneamente sotto occupazione tedesca (la parte rimasta russa viene inclusa nel Governatorato di Smolensk che viene sciolto e ne diviene parte); l'indipendenza dei nuovi stati protetti dagli Imperi centrali viene riconosciuta (esclusi i territori occupati dopo il 18 febbraio); la Russia deve riconoscere la Repubblica Popolare Ucraina di Holubovyč e la pace che essa ha firmato con gli Imperi centrali il 9 febbraio, mentre le repubbliche bolsceviche ucraine (che di fatto sono indipendenti dalla RSFSR e possono perciò continuare a opporsi ai tedeschi) vengono quindi disconosciute e di conseguenza i tedeschi possono continuare l'avanzata in Ucraina (già ripresa dal 24 febbraio su richiesta del governo ucraino del 12) e incominciare il 4 quella dalla Bucovina verso Odessa in accordo col governo ucraino per eliminare i bolscevichi che ora controllano praticamente tutto il resto del paese eccetto una sottile fascia nord-occidentale tra Kiev e Vinnycja; la RSFS russa accetta di restituire all'Impero ottomano il territorio acquisito dopo la guerra russo-turca del 1877-78 (Kars e Batumi, ora tenuti però dalla secessa Transcaucasia)
  - A Mosca l'opposizione moderata alla resa si unisce all'"Unione di protezione della Costituente" di Avksent'ev (derivata dal "Comitato per salvare la Patria e la Rivoluzione") che diventa "Unione di rinascita della Russia", mentre i radicali di Boris Savinkov creano l'"Unione per la Difesa della Madrepatria e della Libertà"; viceversa sorgono alcuni gruppi filo-tedeschi, tra cui il Centro della Destra di Pavel Ivanovič Novgorodcev che poi unendosi con il "Consiglio degli attivisti civici" danno vita al "Centro Nazionale" del cadetto Astrov (che poi a sua volta in maggio dopo il rifiuto tedesco di avanzare a oltranza in Russia confluirà nell'"Unione di rinascita della Russia" di Avksent'ev); da Mosca l'Iskolat (che il 4 aprile verrà sciolto) esprime a Lenin una protesta per la resa russa (viceversa molti indipendentisti lettoni ora sostengono i tedeschi)
  - L'Intesa incomincia a sostenere i bianchi contro i bolscevichi
- 4 marzo - In una conferenza a Poltava il capo del Segretariato del Popolo della Repubblica Popolare Ucraina dei Soviet Jevgenija Boš contraria al trattato di Brest-Litovsk si dimette, venendo sostituita da Nikolaj Alekseevič Skrypnik
- 5 marzo - Dopo un ultimatum del 5 febbraio la Romania firma a Buftea il trattato di Brest-Litovsk con la RSFS Russa; un accordo firmato il 9 prevede lo sgombero entro 2 mesi dell'esercito romeno che da inizio marzo ha occupato tutta la Bessarabia
- 5 marzo -  Pacificatisi con gli ottomani (e quindi vanificata la prospettiva dell'arrivo del loro esercito), i bolscevichi di Ė. S. Bogdanov possono riprendere il possesso dei territori della Repubblica delle Montagne del Caucaso Settentrionale che unendoli ai territori circostanti (Distretto di Chasavjurt) il 16 trasformano in Repubblica Sovietica del Terek con capitale Pjatigorsk; Tapa Čermoev esilia in Georgia assieme ai musulmani anti-bolscevichi e ai cosacchi (che il 4 avevano dichiarato l'indipendenza del Terek dalla Repubblica Montanara)
- 5 marzo - I tedeschi sbarcano alle Isole Åland (già occupate dagli svedesi da febbraio); il 7 la Finlandia firma il trattato di Brest-Litovsk con la Germania
- 5 marzo - A Mosca si svolge una grandiosa manifestazione da parte degli anarchici di Lev Černyj contro il governo bolscevico e la recente resa
- 6 marzo - Il reparto comandato da Dybenko (Commissario del popolo per gli affari marittimi) accusato di aver abbandonato il 3 Narva ai tedeschi viene disarmato, e Dybenko espulso dal POSDR(b)
- 6-8 marzo - Al suo straordinario VII Congresso il Partito Operaio Socialdemocratico Russo (bolscevico) si trasforma in Partito Comunista della RSFS Russa (diventerà Partito Comunista dell'Unione Sovietica il 31 dicembre 1925). Tensione con gli aderenti al gruppo dei "Comunisti di sinistra", contrari alla resa capeggiati da Bucharin; lui, Oppokov, Urickij, e Radek si rifiutano per molte settimane di prendere parte ai lavori e fondano il giornale Kommunist, tanto che si diffonde il timore di scissione e di colpi di mano da parte loro, che Lenin accusa di "socialsciovinismo" - Zinov'ev viene riammesso nel CC (ma non nel Politburo) dopo i dissidi di ottobre-novembre con Lenin

- 7 marzo - A Monaco Anton Drexler (membro del Partito Tedesco della Patria) fonda il Comitato antisemita per la pace
- 8 marzo -  Dall'unificazione dell'ex Governatorato della Livonia (staccato appositamente dall'Estonia che torna ai suoi vecchi confini storici precedenti all'aprile 1917) agli altri governatorati di etnia lettone (compresa la Letgallia staccata dal Governatorato di Vitebsk il 14 dicembre 1917) sotto l'egida tedesca viene creato uno stato nazionale lettone come Ducato di Curlandia e Semigallia
- 8-13 marzo - La Legione Ceca combatte volontariamente assieme ai bolscevichi ucraini contro i tedeschi nella battaglia di Bachmač; il 12 i tedeschi entrano a Černihiv (assegnata all'Ucraina dalla pace di Brest-Litovsk)
- 9 marzo - In previsione di uno sbarco tedesco in Finlandia, forze dell'Intesa in funzione antitedesca sbarcano a Murmansk, accolte calorosamente dai bolscevichi locali secondo accordi presi il 2 marzo con Trockij con la tacita acquiescenza di Lenin; in seguito alla firma della pace di Brest-Litovsk (avvenuta il 3) da Lenin arriva la sconfessione di tale accordo (del quale negherà di essere stato a conoscenza) - si apre così un ulteriore dissidio tra Lenin e Trockij
- 10 marzo - Dopo che dal 4 gli austro-tedeschi hanno incominciato ad avanzare anche dalla Bucovina lungo lo spluviale orientale del Dnestr, entrano a Odessa; la loro avanzata è ora favorita dai soldati russi bianchi del fronte romeno di Mikhaïl Drozdovskij (stanziati in Bessarabia da gennaio) che, mossisi dalle postazioni per raggiungere sul Don l'atamano Kornilov incalzati dagli stessi austro-tedeschi ("marcia Iaşi-Don") li precedono liberandogli i territori dai bolscevichi, in una benevola ma paradossale concordanza; il 13 la Repubblica Sovietica di Odessa è soppressa e annessa alla Repubblica Popolare Ucraina; il Rumčerod si trasferisce prima a Nikolaev, poi a Rostov, e poi a Ejsk, finché in maggio viene sciolto e Judovskij esula a Mosca
- 12 marzo - Tentativo di colpo di Stato anti-bolscevico a Vjatka (Avventura di Lapinsky)
- 12 marzo - Gli ottomani nella continuazione della guerra contro la Repubblica Federale Democratica Transcaucasica prendono Erzurum; nei giorni seguenti cadono in mano ottomana anche Malazgirt, Hinis, Oltu, Köprüköy e Tortum

Semireč'e ("sette fiumi")

- 12 marzo - Appena eletto atamano dei cosacchi del Semireč'e nella steppa kirghisa, il capo della "ribellione Popovskiy" Boris Annenkov avvia un attacco contro i bolscevichi e il 19 cattura Omsk che tiene però solo fino alla fine di aprile; nel corso della primavera il fronte tra bolscevichi e cosacchi ribelli corre da sud-est a nord-ovest dalle pendici del Džungarski Alatau tra la stanica Abakumovo e le steppe del Distretto di Aqsu, fino al lago Balqaš (a sud dal 3 marzo vi sono i bolscevichi del Turkestan); il 14 Ust'-Kamenogorsk è presa dai bolscevichi provenienti da Barnaul
- 12-17 marzo - Si tiene la IV Conferenza panrussa dei sindacati (sarà l'ultima); alla presidenza del Consiglio centrale panrusso dei sindacati Zinov'ev è sostituito da Michail Tomskij
- 13 marzo - Trockij (dimessosi da Commissario del popolo agli affari esteri il 23 febbraio) viene nominato Commissario del popolo per gli affari bellici al posto di Podvojskij; il 18 viene nominato anche Commissario del popolo per gli affari marittimi al posto di Dybenko (che viene arrestato per la resa di Narva). Trockij è poi nominato Comandante in capo dell'Armata Rossa; come primo atto introduce il buffo cappello "budënovka", e dato che le clausole del trattato di pace di Brest-Litovsk permettono alla Russia il mantenimento di un esercito come "forze di cortina" per sorvegliare la linea di demarcazione stabilita, il 29 Trockij vi istituisce la "cortina occidentale"
- 14 marzo - La capitale della RSFS russa è spostata da Pietrogrado a Mosca, dove viene tenuto anticipatamente in via straordinaria il IV Congresso panrusso dei Soviet che ratifica il trattato di pace di Brest-Litovsk, nel quale si acuisce la frattura in seno alle fazioni riguardo alle modalità della pace, e si apre quella tra Trockij e il resto del Politburo - è il punto di minor consenso del governo di Lenin, con il solito Rykov a capo dell'opposizione interna a esso - anche il PSR di sinistra incomincia a prendere le distanze tanto che il 16 il Commissario del popolo per l'agricoltura il social-rivoluzionario di sinistra Kolegaev si dimette e viene sostituito il 23 dal bolscevico Semyon Sereda - idem il Commissario del popolo per la giustizia Štejnberg (anche lui del PSR di sinistra), che il 18 viene sostituito da Stučka (che lo era già stato prima di lui, e sarà sostituito il 14 settembre da Dmitrij Kurskij), il Commissario del popolo alla proprietà demaniale Vladimir Karelin (sostituito da Pavel Petrovič Malinovskij), e il Commissario del popolo per Poste e Telegrafi Proš'jan sostituito da Vadim Podbel'skij
- 14 marzo - Con la presa di Ekaterinodar la contro-rivoluzionaria Repubblica Popolare del Kuban' è soppressa dai bolscevichi; il 17 la sua Rada "in esilio" stipula un patto di alleanza anti-bolscevica con l'Armata dei Volontari (che sta marciando dal Don verso il Kuban') nella quale il 27 confluisce l'esercito del Kuban' di Viktor Pokrovskij
- 14 marzo-5 aprile - Fallimentare conferenza di pace di Trebisonda tra Impero ottomano e Repubblica Federale Democratica Transcaucasica - il 26 marzo è abolito il Commissariato per la Transcaucasia
- 19-20 marzo -  Davanti all'avanzata tedesca, al II Congresso panucraino dei Soviet tenutosi dal 17 al 19 a Ekaterinoslav viene proclamata la fusione della Repubblica Popolare Ucraina dei Soviet con la Repubblica Sovietica del Donec-Krivoj Rog e con ciò che rimane del territorio della Repubblica Sovietica di Odessa, dalle quali nasce la Repubblica Sovietica Ucraina, che si dichiara indipendente dalla RSFS russa a causa della sua resa alla Germania, la cui priorità quindi ora alla luce delle conseguenze del Trattato di Brest-Litovsk è contrastare l'avanzata tedesca in Ucraina; capitale è Ekaterinoslav (dal 4 aprile Charkiv, e dall'8 Luhans'k) e a capo del governo viene confermato il capo del Segretariato del Popolo della Repubblica Popolare Ucraina dei Soviet Skrypnik, mentre a presiedere il relativo CEC Volodimir Petrovič Zatons'kij sostituisce Medvedev; la filo-russa parte meridionale della Repubblica Sovietica del Donec-Krivoj Rog rifiuta di fondersi nell'indipendentista Repubblica Sovietica Ucraina e si proclama Repubblica Sovietica della Tauride (cui si uniscono anche i territori bolscevichi filo-russi della Crimea) con Anton Iosifovič Slutskiy; intanto i tedeschi avanzano e dichiarano abolite le Repubbliche Sovietiche i cui territori conquistati vengono progressivamente annessi alla Repubblica Popolare Ucraina; i cosacchi "rossi" di Fëdor Grigor'evič Podtëlkov e Vladmir Kovalev si arroccano sul Don fondandovi a Rostov (che hanno preso il 23 febbraio) la Repubblica Sovietica del Don
- 21 marzo - Con l'"operazione Michel" (decisa il 10, il più imponente attacco tedesco della guerra) incomincia l'offensiva di primavera tedesca sul fronte terrestre occidentale - il 3 giugno la massima avanzata dal 1914, a 90 km da Parigi
- 21 marzo - Dopo essere sbarcati il 9 a Murmansk, i britannici in Carelia partono guidati dai bolscevichi locali e finlandesi per contrastare i contro-rivoluzionari finlandesi (Guardia Bianca e le filo-tedesche Jägertruppen di Kurt Martti Wallenius) della spedizione "Viena" in marcia verso Kem'
- 23 marzo - Monopolio e pianificazione dei sistemi di trasporto affidato al Vikzhedor, organismo sindacale statale che il 12 febbraio ha assorbito il potente e "scomodo" sindacato dei ferrovieri Vikžel'
- 23 marzo - Il Regno di Lituania ottiene l'approvazione tedesca all'indipendenza

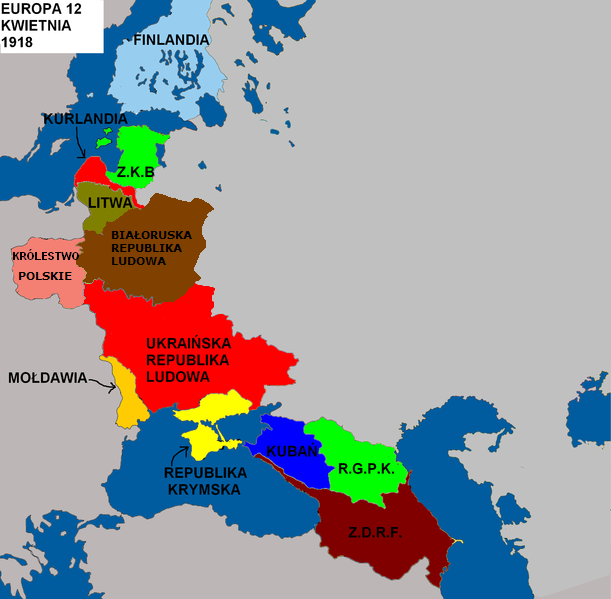

- 25 marzo - I tedeschi a Kremenčuk
- 25 marzo -  La parte di Oblast' Occidentale occupata dai tedeschi e che dovrebbe essere restituita alla Russia, per evitare ciò Jan Sierada la dichiara indipendente come Repubblica Popolare Bielorussa; in reazione il 29 Trockij istituisce la "cortina occidentale" che copre oltre 800 chilometri fino al confine ucraino lungo la linea Nevel'-Polack-Sjanno-Orša-Mahilëŭ-Žlobin-Homel'-Novy Oskol
- 26-28 marzo - A Roma ha luogo l'indipendentista Congresso delle Nazioni d'Austria-Ungheria - esso conferma l'"accordo Torre-Trumbić" del 7 col quale dopo le proteste di novembre del "Comitato jugoslavo" di Trumbić per il Patto di Londra (reso pubblico dai bolscevichi) gli slavi filo-tedeschi passano da ora al campo dell'Intesa
- 26 marzo-13 aprile - Conflitto di competenza tra bolscevichi per la presa in carico dello Zar
- 27 marzo - Lo Zemgor viene posto sotto il VSNČ
- 28 marzo - Pacificatasi con la Germania (e quindi vanificata la prospettiva dell'arrivo dell'esercito tedesco), la RSFS russa può riprendere il possesso dei territori della Repubblica di Transbolaqia, utilizzando la Legione Ceca, che dall'Ucraina su ordine di Trockij è inviata in loco a questo scopo;  alla Transbolaqia viene garantita l'autonomia ma convertita in Repubblica Sovietica di Transbolaqia e Maqsudí Arsal esilia in Finlandia: diventano o ritornano bolsceviche così importanti città quali Ufa (la capitale della soppressa repubblica), Kazan', Vyatka, Saransk, Iževsk; dal loro esilio a Krasninskoje i cosacchi di Dutov partono verso Orenburg e il 4 aprile vi effettuano un attacco, prendendo nel corso di aprile il controllo dell'intera Baschiria, contro la quale i fieri bolscevichi della Transbolaqia combatteranno fino a giugno
- 29 marzo - I tedeschi a Poltava
- 30 marzo - Il Daghestan occupato dai cosacchi del Terek
- 30 marzo-2 aprile - Giorni di Marzo: massacro di azeri a Baku da parte della Federazione Rivoluzionaria Armena
- 31 marzo - L'Armata dei Volontari con i residui contro-rivoluzionari cosacchi del Don (che il 3 aprile diventano "Armata del Don") nel corso della prima campagna del Kuban' giungono alle porte della capitale della Repubblica Popolare del Kuban' Ekaterinodar (che è stata presa dai bolscevichi il 14); fino al 13 aprile la città (difesa da 17.000 bolscevichi) è assediata dall'Armata dei Volontari (3.000 uomini) e dai 4.000 cosacchi locali
- 2 aprile - La Germania concede l'indipendenza all'Estonia
- 3 aprile - Reparti tedeschi sbarcano a Hanko in Finlandia dove è in corso la guerra civile; il 6 entrano a Tampere, il 13 a Helsingfors, il 28 a Viipuri raggiungendo il 29 il confine con la RSFS russa; il 10 i finlandesi anti-bolscevichi e filo-tedeschi della spedizione "Viena" raggiungono Kem' tagliando così in due la Carelia
- 4 aprile - Gli austro-tedeschi a Ekaterinoslav, la capitale della Repubblica Sovietica Ucraina è trasferita a Charkiv
- 5 aprile - Reparti giapponesi sbarcano a Vladivostok scacciandone i bolscevichi con la scusa della rivelazione russa del trattato segreto russo-giapponese sulla Cina del 3 luglio 1916, ma con lo scopo previsto - analogamente ai britannici in Murmania - di attaccare i tedeschi, da est; nella regione del Bajkal i cosacchi dell'atamano Grigorij Michajlovič Semënov (supportati dalla giapponese Armata del Kwantung installata nella Manciuria controllata dal 1905 tramite l'appoggio alla Cricca del Fengtian di Zhang Zuolin dalla Concessione del Kwantung) ne approfittano per ribellarsi all'autorità bolscevica; il 6 maggio si aggiungeranno a essi i cosacchi dell'Amur di Ivan Mikhaylovič Gamov, coi quali a Borzja dichiareranno l'indipendenza della Transbajkalia fino al 13 quando i bolscevichi di Nikolay Mikhaylovič Matveyev ne riprenderanno il controllo come Repubblica Sovietica dei lavoratori dell'Amur con capitale Blagoveščensk (vi si decide di abolire la tenuta cosacca)
- 6 aprile - In Ucraina i tedeschi restituiscono la terra ai precedenti proprietari
- 7 aprile - Gli ottomani completano l'occupazione dell'intero territorio dell'Amministrazione dell'Armenia occidentale e della Repubblica del Ponto raggiungendo così il loro confine prebellico; dal lato opposto, in Abcasia l'8 Sukhumi è presa dai bolscevichi
- 8 aprile - Un decreto istituisce i commissariati militari, incaricati della fureria nell'esercito - ma il loro reale scopo previsto è quello di organizzare la distribuzione annonaria in tutta la società, difatti il 12 un Decreto sulle organizzazioni cooperative di consumatori affida a esse l'acquisto e l'approvvigionamento di prodotti, nonché la loro distribuzione tra la popolazione sul modello della fureria dell'esercito, al posto del commercio privato; in questo frangente la stampa internazionale mette in risalto il caos vigente nella RSFSR e la relativa penuria di alimenti
- 8 aprile - Gli austro-tedeschi entrano a Charkiv; la capitale della Repubblica Sovietica Ucraina è trasferita a Luhans'k
- 9 aprile - La Repubblica Democratica Moldava vota per l'annessione e si unisce alla Romania; RSFS russa e Repubblica Popolare Ucraina non riconoscono tale atto (secondo una clausola aggiunta il 9 marzo alla resa del 5, la Romania avrebbe dovuto rinunciare alla Bessarabia)
- 11-12 aprile - La Čeka attua a Mosca un'operazione di repressione dei gruppi anarchici ("Guardie Nere") contrari alla resa di Brest-Litovsk, con 40 morti e 500 arresti (tra i quali Lev Černyj)
- 12 aprile -  Estonia e Ducato di Curlandia e Semigallia si uniscono nel Ducato Baltico Unito (ufficialmente indipendente ma vincolato a un'unione personale col Kaiser Guglielmo II di Germania); il 26 maggio la RSFS russa dichiarerà esplicitamente di non riconoscerne l'indipendenza
- 12 aprile - Gli ottomani varcano la frontiera prebellica e il 15 entrano a Batumi fondandovi il Governatorato del Caucaso sud-occidentale; il 17 prendono Poti, il 25 Kars e Ardahan; a Maku viene varcato il confine con la Persia per raggiungere il Naxçıvan; il 3 maggio entrano a Van
- 13 aprile - Nell'ambito della guerra armeno-azera Baku è presa dalla Federazione Rivoluzionaria Armena di Step'an Šahowmyan che vi fondano la Comune di Baku, dove il 25 viene istituito un Consiglio dei commissari del popolo; i ribelli azeri di Məhəmməd Rəsulzadə fuggono nell'entroterra a Elizavetpol (Gäncä), da dove continueranno a combattere contro gli infedeli
- 13 aprile - L'Armata dei Volontari e i cosacchi che al termine della marcia del ghiaccio dal 31 marzo assediano Ekaterinodar sono respinte, e nel corso dell'assedio Kornilov muore (Lenin: "la guerra civile è finita");  nel territorio dell'ex Repubblica Popolare del Kuban' il bolscevico Yan Vasilyevič Poluyan crea la Repubblica Sovietica del Kuban; ora che tutto il versante nord-occidentale del Caucaso è bolscevico, presa tra due fuochi (bolscevichi del Don e bolscevichi del Kuban'), il comando supremo dell'Armata dei Volontari passa a Denikin che inverte la rotta in direzione di Rostov e Novočerkassk (presa dai rossi il 17) dove dalla parte opposta stanno per giungere i reparti contro-rivoluzionari russi del fronte romeno di Drozdovskij (2.000 uomini) inseguiti dagli austro-tedeschi
- 14 aprile -  Con un decreto la bandiera rossa è proclamata bandiera dello stato e bandiera da combattimento delle forze armate
- 14 aprile - Per aver rivelato i complotti austro-francesi del marzo-aprile 1917 ("affare Sisto") Czernin è sostituito a ministro degli esteri austro-ungarico dal conte Burián, il cui ritorno è indice dell'abbandono dei tentativi di pace intrapresi da Carlo I (dal quale Burián era stato appositamente sostituito con Czernin il 22 dicembre 1916)
- 17 aprile - I cosacchi di Dutov abbandonano temporaneamente Krasninskoje sotto l'attacco dei bolscevichi di Transbolaqia, e si rifugiano nella steppa del Turgay nell'Autonomia di Alash
- 17-25 aprile - Si svolge il II Congresso del PSR di sinistra, che conferma l'uscita dal governo a seguito della resa del 3 marzo ma garantisce la continuità dell'appoggio esterno
- 18 aprile - A Berdjans'k si svolge una rivolta contro i bolscevichi che in previsione dell'arrivo del nemico stanno devastando tutte le suppellettili; termina con l'entrata in città dei reparti di Drozdovskij seguiti dagli austro-tedeschi il 24
- 18 aprile - Il Segretariato del Popolo della Repubblica Sovietica Ucraina di Skrypnik viene abolito ed il nuovo governo bolscevico con Christian Georgievič Rakovskij si sposta "in esilio" a Novočerkassk
- 19 aprile - I bolscevichi chiudono la Commissione sullo sviluppo degli affari politici di Mosca (istituita dal Governo provvisorio il 22 marzo 1917)
- 19 aprile - I tedeschi entrano a Charkiv, e il 24 a Berdjans'k; il 23 i reparti russi di Drozdovskij vengono in contatto coi cosacchi del Don
- 22 aprile - Il menscevico Čcheidze (ex presidente del Vcik) proclama la Transcaucasia "una repubblica federale indipendente"
- 22 aprile - Nella RSFS russa un Decreto "Sulla nazionalizzazione del commercio estero" (per il quale si usa il rublo-oro) e introdotto un addestramento militare universale per la popolazione (Vsevobuch)
- 25 aprile - In seguito a richieste dell'Intesa (contraria all'iniziativa giapponese), i giapponesi (che l'occupano militarmente dal 5) restituiscono l'amministrazione civile di Vladivostok ai bolscevichi locali
- 25 aprile - Port Petrovsk ripresa dai bolscevichi di Stavropol'
- 25 aprile - I tedeschi completano l'occupazione della Crimea incominciata il 13 e l'annettono alla Repubblica Popolare Ucraina; stessa sorte il 30 per il resto della Repubblica Sovietica della Tauride; il 1º maggio raggiungono Sebastopoli dopo che il 30 parte della Flotta russa del Mar Nero è fuggita a Novorossijsk nella Repubblica Sovietica del Mar Nero
- 26 aprile - Germania e RSFS russa riprendono le relazioni diplomatiche ed economiche (i difensisti accusano il governo di Lenin di essere di fatto un fantoccio della Germania)
- 26 aprile - Scampato il pericolo dell'invasione tedesca, lo Zar è spostato da Tobol'sk a Ekaterinburg - i restanti membri della famiglia reale arrivano a Ekaterinburg il 23 maggio. Il 20 maggio i dignitari di corte dello Zar sono deportati invece ad Alapaevsk
- 27 aprile - Germania e Impero ottomano firmano a Costantinopoli un accordo segreto sulla divisione delle sfere d'influenza: agli ottomani è assegnato il territorio della Georgia e gran parte dell'Armenia, il resto del Caucaso è posto sotto il controllo della Germania (sarà rettificato il 14 maggio su richiesta dei georgiani)
- 28 aprile - Pubblicata l'opera di Lenin Altri compiti del governo sovietico
- 28 aprile - I tedeschi entrano a Luhans'k
- 28 aprile - Viipuri (oggi Vyborg) presa col supporto tedesco dai bianchi finlandesi che il 29 raggiungono così il confine con la RSFS russa; in risposta ad un eccidio perpetrato poco prima dai bolscevichi, nei giorni seguenti i bianchi finlandesi vi compiono un massacro di circa 400 russi
- 29 aprile -  In Ucraina i tedeschi (con l'assenso del governo di Lenin) sostengono un colpo di Stato: la progressista Central'na Rada è sostituita dal conservatore "Atamanato" guidato dal nostalgico zarista Pavlo Petrovyč Skoropads'kyj, che fonda lo Stato Ucraino al posto della Repubblica Popolare Ucraina - malgrado Skoropads'kyj abbia l'appoggio anche del governo di Lenin (avendo egli dopo la sua scarcerazione aderito al bolscevismo in quanto nostalgico zarista, e in quanto tale indicato da Lenin ai tedeschi come reggente comune del nuovo Stato ucraino), in reazione al golpe il PSR ucraino incomincia ad appoggiare proprio i bolscevichi; di conseguenza l'ala contraria a ciò si scinde: nasce il partito dei "Borotbisti" - viene fondata la "Die Bruecke" (nel 1919 rinominata in "Aufbau Vereinigung"), organizzazione anti-ucraina degli ebrei dell'Ucraina che collaborano con gli occupanti tedeschi - in Ucraina e Galizia inizia un'ondata di pogrom anti-ebraici da parte degli ucraini anti-tedeschi
- 30 aprile -  Dall'unificazione della valle del Syr Darya (dove i bolscevichi russi di Tashkent detengono il potere fin dal novembre 1917) con la valle di Fergana (conquistata dai bolscevichi di Tashkent tra il 18 febbraio e 3 marzo), il Semireč'e (conteso tra pan-turchisti e bolscevichi dopo la deportazione dei cosacchi in dicembre), e la Transcaspia (dove il potere bolscevico è stato consolidato dopo gli scontri del 14 febbraio), viene creata la Repubblica Sovietica del Turkestan
- maggio - Dopo la Svezia a gennaio, la Svizzera è il secondo paese neutrale ad instaurare rapporti diplomatici con la RSFS russa
- maggio - Nel corso del mese avviene il trasferimento delle riserve auree russe a Kazan'
- 1º maggio - In occasione della festa del lavoro al campo Khodynka di Mosca si tiene la prima grande parata militare bolscevica. Boicottata dai menscevichi, dai socialisti rivoluzionari di sinistra e dagli anarchici
- 1º maggio - In un articolo su Il Popolo d'Italia nel quale analizza la situazione russa, Mussolini prende le distanze per la prima volta dal socialismo
- 2 maggio - Nazionalizzato lo zucchero
- 2 maggio - In una conferenza a Spa la pressione tedesca sull'Austria-Ungheria per resistere determina da ora il completo asservimento austro-ungarico alla Germania: solo da ora l'Intesa idea lo smembramento dell'Impero asburgico - il 28 giugno Wilson si esprime per la completa indipendenza di Jugoslavia e Cecoslovacchia
- 4 maggio -  I contro-rivoluzionari russi del fronte romeno di Drozdovskij prendono Rostov dopo aspri combattimenti con l'Armata Rossa; il 7 giungono sul Don; l'8 gli austro-tedeschi quindi entrano a Rostov senza dover combattere e vi installano il loro quartier generale dell'Ucraina. Tra 10 il e il 18 grazie all'arrivo dei contro-rivoluzionari russi del fronte romeno di Drozdovskij e alla presenza dei tedeschi che essendosi insediati a Rostov ne hanno allontanato i bolscevichi, i cosacchi del filo-tedesco Krasnov (all'uopo il 16 nominato atamano in seguito alla morte dei suoi predecessori Nazarov e Bogaevskij e al breve atamanato "in esilio" di Popov) ora noti come "Armata del Don", con l'Armata dei Volontari di Denikin (nella quale il 25 confluiscono le unità di Drozdovskij) riprendono Novočerkassk l'8 (il governo della Repubblica Sovietica Ucraina di Rakovskij si sposta ora in esilio a Mosca) e cacciano i bolscevichi della Repubblica Sovietica del Don (il suo governo si sposta prima a Velikoknjažeskuju e poi "in esilio" a Caricyn, fino a essere abolito in giugno), che diventa la filo-tedesca Repubblica del Don; l'11 i capi dei cosacchi "rossi" catturati sono impiccati dai bianchi nella fattoria Ponomarev del Kašarskij rajon; a Ejsk il Rumčerod viene sciolto e Judovskij esula a Mosca
- 7 maggio - Per ratificare l'armistizio di Focșani in vigore ormai da cinque mesi, il Primo ministro (in carica dal 5 marzo) Alexandru Marghiloman firma il Trattato di Bucarest tra le Potenze centrali e il Regno di Romania: il governo romeno riprende il controllo dei suoi territori occupati dalle Potenze centrali, con l'eccezione della Dobrugia (quella meridionale è assegnata alla Bulgaria mentre quella settentrionale viene controllata collegialmente in condominio dai 4 paesi vincitori) e di alcuni passi montuosi; la navigazione sul Danubio è libera per Germania e Austria-Ungheria; è annullato l'accordo russo-romeno del 9 marzo e quindi confermata l'annessione della Bessarabia (ex Repubblica Democratica Moldava) alla Romania (avvenuta il 9 aprile e ufficializzata il 22), ma il paese si ritrova economicamente sottomesso alla Germania; il 18 maggio il governo romeno accetta il Trattato di Bucarest; il parlamento solo il 4 luglio, mentre re Ferdinando I rifiuterà sempre
- 8 maggio - Nella RSFS russa viene creato il Quartier Generale Capo panrusso (o Comitato militare supremo), finalizzato a coordinare e dirigere le operazioni belliche, guidato da Nikolaj Stogov (e poi da Aleksandr Svečin) e composto da ufficiali di carriera ex-zaristi appositamente liberati dalle carceri nel corso delle settimane precedenti (la cui permanenza in esse aveva assunto ormai un valore solo simbolico non avendo gli ex generali nostalgici zaristi mai paventato intenzioni minacciose verso il governo di Lenin), che sulla base del Principio di autorità (identificano in Lenin l'autorità russa, praticamente come un nuovo Zar) e della loro diffusa tedesco-filia (la RSFS russa viene vista ora come alleato della Germania) si arruolano in massa nell'esercito bolscevico - gli ufficiali si lamentano di non avere un esercito da coordinare e dirigere dato che finora l'Armata Rossa è stata composta e ricomposta sporadicamente all'uopo di unità raccogliticce direttamente nei luoghi di operazione e tra i nemici ivi catturati, quasi di supporto (quando non di intralcio) ai fucilieri lettoni che hanno costituito finora la sola forza armata organizzata affidabile ed efficiente della RSFS russa
- 8 maggio - Nella RSFS russa viene emesso il "Decreto sulla corruzione", primo atto legale a criminalizzare la corruzione in Russia
- 9 maggio - Vengono fucilati i lavoratori dello stabilimento Izhora a Kolpino

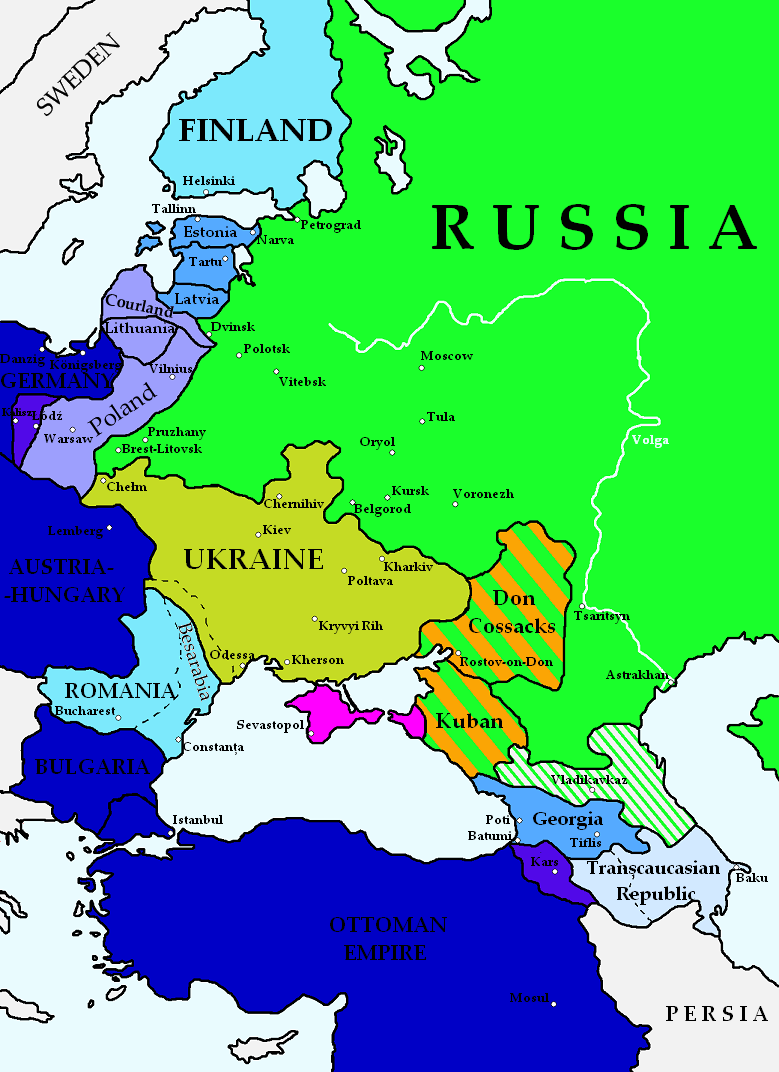
Maggio 1918 secondo il trattato di Brest-Litovsk (ma la Bielorussia ha dichiarato l'indipendenza)

- 10 maggio - I disertori polacchi accerchiati in Bucovina dal 18 febbraio sono sconfitti dai tedeschi nella battaglia di Kaniów; delle unità superstiti alcune (sotto Haller) rimangono in Bessarabia, mentre altre (2ª brigata polacca di Lucjan Żeligowski) si dirigono a est con l'intenzione di unirsi alla 4ª Divisione Fucilieri polacca di Franciszek Zieliński del II Corpo d'Armata polacco alleata ai contro-rivoluzionari russi nel Kuban'
- 11 maggio - Si apre una nuova conferenza di pace a Batumi tra Impero ottomano e Repubblica Federale Democratica Transcaucasica; galvanizzati dall'imminente vittoria ottomana i musulmani nordcaucasici rifondano in Daghestan col determinante supporto ottomano la Repubblica delle Montagne del Caucaso Settentrionale (che era stata soppressa e unificata ai bolscevichi del Terek il 5 marzo) ri-dichiarando l'indipendenza; il nuovo "governo Gorskoe" del dittatore Nuh Beg Hanovič Tarkovskij si affida al sostegno ottomano e austro-tedesco
- 12 maggio - Lenin si scaglia contro i contadini in Tesi sull'attuale situazione politica - il 13 con il "Decreto sulla concessione di poteri straordinari al commissario del popolo per gli alimenti e per la lotta contro la borghesia del villaggio, l'approvvigionamento e la conservazione delle scorte di grano" vengono stabilite le disposizioni principali della dittatura annonaria
- 14 maggio - Alla stazione ferroviaria di Čeljabinsk iniziano violenti scontri tra prigionieri di guerra cechi e ungheresi, che si protrarranno fino al 17
- 16 maggio -  I bolscevichi finlandesi definitivamente sconfitti col fondamentale supporto tedesco in Finlandia: indipendenza della Finlandia come monarchia filo-tedesca, che continua la crociata anti-bolscevica rivolgendosi ora anche verso i territori russi (prima guerra sovietico-finlandese)
- 16 maggio - Un decreto del Vcik istituisce il Supremo Tribunale Rivoluzionario per poter giudicare i maggiori nemici della Rivoluzione (in realtà il bersaglio della repressione in questo momento sono i "difensisti" antitedeschi di qualunque colore politico siano) - il comandante del fronte ucraino Antonov-Ovseenko, contrario alla resa, è estromesso dal suo incarico nell'esercito (sarà reintegrato a settembre per volere di Trockij)
- 17 maggio - Con un'offensiva incominciata il 10 sull'Abkhazia sovietica, le forze governative georgiane riprendono Sukhumi (l'Abkhazia verrà annessa alla Georgia il 23 giugno)
- 17-20 maggio - Rivolte anti-bolsceviche a Cimljansk e a Samara contro la requisizione dei cavalli e la "commissariocrazia" risvegliano il PSR che pareva scomparso dalla scena dopo la chiusura dell'Assemblea Costituente
- 18 maggio - I rappresentanti di Daugavpils, Ludza e Rezekne eleggono un nuovo Consiglio Centrale della Terra di Letgallia (si riunirà una sola volta, il 4-5 ottobre a Daugavpils)
- 21 maggio - Stavropol' presa dai cosacchi; il governo della sua Repubblica Sovietica va in esilio a Nevinnomyssk
- 21 maggio - In seguito al fallimento della conferenza di pace a Batumi, l'Impero ottomano riprende la guerra ed entra nel territorio armeno della Repubblica Federale Democratica Transcaucasica; l'avanzata ottomana è brevemente fermata nelle battaglie di Sardarapat (21-29 maggio) e di Bash Abaran (21-24 maggio), ma tra 25 e 28 maggio gli ottomani dilagano in Transcaucasia dopo la battaglia di Kara Killisse. Il 25 giunge a Poti via mare un primo contingente tedesco
- 23 maggio - Hjalmar Kaipiainen (bolscevico finlandese responsabile dell'eccidio di aprile) è giustiziato dai finlandesi bianchi
- 24 maggio - In Russia viene creata la Flotta aerea rossa dei lavoratori e dei contadini

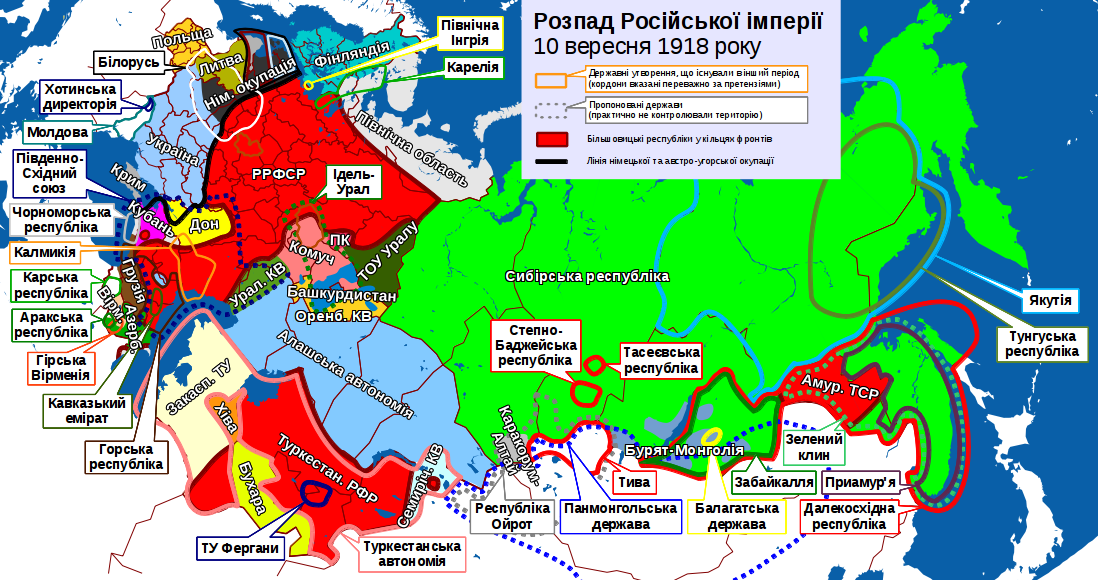
La guerra civile russa

- 25 maggio - Dopo gli scontri con gli ungheresi avvenuti a Čeljabinsk tra il 14 e il 17, la Legione Ceca del comandante Vladimir Nikolayevič Shokorov composta di ex prigionieri di guerra cechi dell'esercito austroungarico (45.000 uomini) che dopo essere stata utilizzata dai bolscevichi per riprendere il controllo nella Transbolaqia (ragione per la quale si trovano ancora armati) e ora in viaggio verso Vladivostok con la prospettiva del trasferimento via mare in Francia (dove desiderano combattere contro i tedeschi a fianco dell'Intesa dato che la Russia ha siglato con essi la pace), fatta bloccare da Trockij in Siberia a seguito del trattato di Brest-Litovsk (che ne prevede la restituzione agli austro-ungarici) e intimato il suo disarmo, presso Mariinsk si ribella ai bolscevichi e inverte la rotta verso ovest raccogliendo lungo il tragitto tutti i compatrioti (dislocati ora perlopiù da Penza al Bajkal) e la 5ª divisione fucilieri polacca di Walerian Czuma; approfittando dell'evento, a esse si uniscono ora nella lotta contro il governo di Lenin anche i menscevichi (alcuni dei quali ritornati appositamente dalla Manciuria dove si trovavano in esilio dal 7 febbraio) e i social-rivoluzionari siberiani che avevano oramai perduto le speranze (molti dei quali già rifugiatisi pure loro all'estero), inaugurando così il secondo fronte bianco della guerra civile russa dopo quello del Don.
Il grave evento rinsalda le file tra i bolscevichi, mettendo fine ai dissidi sulla questione bellica che hanno dilaniato il partito finora.
Anche in altre località gli ex prigionieri cechi si ribellano, venendo però facilmente repressi trattandosi di gruppi isolati dal grosso della Legione; a Penza riescono a prendere il controllo della città solamente tra 29 e 31 maggio, per poi dirigersi a est ricongiungendosi presso Syzran' al resto della Legione
- 26 maggio -  Giorno dell'indipendenza della Georgia: la Repubblica Democratica di Georgia esce dalla Transcaucasia e chiede l'armistizio agli Imperi centrali; truppe tedesche di Friedrich Freiherr Kress von Kressenstein partite via mare da Costanza (che si trova sotto occupazione congiunta dei 4 imperi centrali) con le navi della Flotta rossa (catturate a Sebastopoli il 1º maggio) giungono l'8 giugno nel paese (spedizione tedesca nel Caucaso) e il 12 sono a Tbilisi, accolte calorosamente in funzione anti-bolscevica (il paese da marzo è mutilato della sua storica regione costiera settentrionale presa dai bolscevichi abcasi del mar Nero) e anti-ottomana, nella speranza che agiscano come deterrente contro gli, pur loro alleati, ottomani - il 28 la Germania firma con la Repubblica Democratica di Georgia il Trattato di Poti, trasformandola di fatto in un suo protettorato ma sventando così la temuta invasione ottomana
- 27 maggio - I tedeschi raggiungono la massima penetrazione a est (bacino del Don) e come da trattato di Brest-Litovsk fermano l'avanzata, nonostante la richiesta dell'ex ministro degli esteri del Governo provvisorio Miljukov di continuarla entrando nei territori russi in funzione anti-bolscevica - in reazione a questa speranza disillusa il liberale "Centro Nazionale" del cadetto Astrov si accorda con la social-rivoluzionaria "Unione di rinascita della Russia" di Avksent'ev per un'unità di azione nel fronte interno (per poi fondersi a novembre)
- 27 maggio - La Legione Ceca prende Čeljabinsk e Novonikolaevsk, dove il 28 il colonnello Aleksej Gričin-Almazov si proclama comandante di tutte le truppe contro-rivoluzionarie nel distretto militare occidentale della Siberia (20.000 effettivi più altrettanti cosacchi di Orenburg e dell'Ural), che il 12 giugno a Omsk denomina "Esercito autonomo della Siberia occidentale", suddiviso in corpo siberiano della steppa (Pavel Ivanov-Rinov) a Omsk (presa il 7 giugno) e corpo siberiano medio (Anatolij Pepeljaev) a Novonikolaevsk, dove il delegato locale (sotto i bolscevichi rimasto clandestino) del Governo provvisorio siberiano di Derber, Krakovetskij, non riesce a opporsi, mentre il 4 giugno i capi dei bolscevichi siberiani (Fëdor Gorban, Fëdor Serebrennikov, Dmitrij Polkovnikov, Aleksandr Petukhov, e altri) sono giustiziati - il potere di tale governo non riuscirà mai a estendersi oltre il Bajkal nei territori dominati dai cosacchi del Bajkal e dell'Amur dell'atamano Semënov e da quelli dell'Ussuri dell'atamano Ivan Pavlovič Kalmykov
- 28 maggio - La Legione Ceca prende Kansk e Nizhneudinsk
- 28 maggio - Per contrastare la ribellione della Legione Ceca (inizialmente contrastata dai soli fucilieri lettoni di Vācietis presenti in zona) nella RSFS russa vengono create le guardie di frontiera. Nella storiografia sovietica la guerra a est viene chiamata "partizanščina" - Vācietis rimane comunque a capo delle armate a est fino all'estate del 1919 (solo allora sarà sostituito da un certo Sergej Sergeevič Kamenev)
- 28 maggio -  Festa della repubblica dell'Azerbaigian e  Giorno della Repubblica (Armenia): dopo la defezione della Georgia il 26, la rimanente Repubblica Federale Democratica Transcaucasica si separa in Repubblica Democratica di Azerbaigian (con Elizavetpol come capitale) e Prima Repubblica di Armenia
- 30 maggio -  La Repubblica Sovietica del Kuban' e la Repubblica Sovietica del Mar Nero si fondono nella Repubblica Sovietica del Kuban'-Mar Nero con capitale Ekaterinodar e presidente l'ebreo Rubin
- 30 maggio - A Pittsburgh Tomáš Masaryk sigla un patto tra cechi e slovacchi per la formazione di uno stato congiunto dei due popoli nel nome del cecoslovacchismo
- 31 maggio - La Legione Ceca prende Tomsk, capoluogo del bolscevismo siberiano
- 4 giugno - Trattato di Batumi, pace tra Prima Repubblica di Armenia e Impero ottomano; il Nagorno-Karabakh (un'area etnicamente armena contesa sia dall'Armenia sia dall'Azerbaigian; sotto il dominio zarista l'area era amministrata da Baku) è assegnato all'Azerbaigian;  irregolari armeni che rifiutano la resa danno vita alla Repubblica dell'Armenia montanara (verrà sciolta il 30 ottobre solo in seguito all'armistizio di Mudros che segnerà la resa dell'Impero ottomano nella prima guerra mondiale); anche la Comune di Baku boicotta il Trattato e continua la guerra contro gli ottomani e i musulmani azeri, che il giorno stesso in reazione sferrano un violento attacco alla Comune, poi respinto; il 9 gli ottomani in Persia (ormai sgomberata dai russi) entrano a Khoy e il 14 a Tabriz per puntare da sud su Baku aggirando l'Armenia attraverso la valle dell'Araks. Analogamente a quanto già accaduto in Murmania, la Comune di Baku chiede aiuto ai britannici già presenti in Persia e Mesopotamia
- 5 giugno - In Russia l'NKVD ricrea la "milizia per la difesa degli operai e dei contadini" (che era stata fusa nella Čeka a dicembre 1917)
- 6 giugno - Lenin ordina lo spostamento di alcune piccole unità da guerra dal Baltico al Volga attraverso il sistema idrico Mariinsky (le prime giungeranno a Nižnij Novgorod il 2 agosto) per creare la Flottiglia militare del Volga, al comando di Nikolaj Grigorevič Markin (dal 23 agosto di Raskolnikov)
- 7 giugno - Nella parte di Romania libera dall'occupazione tedesca incomincia uno sciopero dei lavoratori delle ferrovie, fino al 14
- 7 giugno - La Legione Ceca prende Omsk e ne fa la sua sede
- 7 giugno - Derber dall'esilio di Harbin torna in Russia, installandosi a Vladivostok

- Vladimir Volskij - Presidente
- Evgenij Frantsevič Rogovskij - Segretario
- Prokopy Diomidovič Klimushkin - Affari Interni
- Boris Konstantinovič Fortunatov - Guerra
- Ivan Michajlovič Brushvit - Finanze
- Ivan Petrovič Nesterov - Ferrovie
- Ivan Michajlovič Majskij - Lavoro (da agosto)

- 8 giugno - La Legione Ceca varcato il Volga provenendo da Syzran' prende Samara;  i membri locali del PSR di Vladimir Kazimirovič Volskij vi fondano il Comitato dei Membri dell'Assemblea Costituente (Komuč, in relazione all'Assemblea costituente russa del 18 gennaio alla quale si ricollegano come sua continuità), che si dota anche di un suo esercito affidato a Nikolaj Aleksandrovič Galkin e Vladimir Oskarovič Kappel' (Esercito popolare del Komuč), rivale del reazionario "Esercito autonomo della Siberia occidentale" di Grišin-Almazov. Il governo del Komuč (Consiglio dei responsabili di Dicastero, guidato da Volskij) inizialmente è composto da soli membri del PSR, ma il 10 agosto vi entrerà il menscevico Ivan Michajlovič Majskij (venendo però rinnegato dalla dirigenza menscevica). Il Komuč abolisce i commissariati bolscevichi e ripristina gli organismi locali precedenti (Dume e Zemstva), e ri-privatizza le piccole imprese (quelle senza dipendenti), pur lasciando invariata gran parte della legislazione bolscevica, tanto che riguardo alla questione agraria il 24 luglio conferma la validità nel suo territorio della leniniana "Legge fondamentale sulla socializzazione della terra" del 9 febbraio (la linea politica del Komuč è indicata dal mantenimento della bandiera rossa come proprio vessillo) - i bolscevichi per questo useranno spregiativamente in riferimento al Komuč il termine "controrivoluzione democratica" (con un'ironia inconsapevole, dato che i cosiddetti bianchi fin dall'"ottobre" hanno usato il termine "contro-rivoluzione" proprio in riferimento al governo di Lenin) - di conseguenza il PSR di destra (considerato ormai scomparso da febbraio) rinasce in Siberia; il PSR di sinistra pur avendo rotto col governo di Lenin il 16 marzo, è ancora attivo nella Russia bolscevica
- 8 giugno - La neonata Repubblica Democratica di Georgia forte ora del supporto tedesco tenta di riconquistare i territori secessi da essa in marzo nominatisi Repubblica Sovietica del Mar Nero (ora appartenenti alla Repubblica Sovietica del Kuban'-Mar Nero): incomincia il conflitto di Soči
- 10 giugno - La Legione Ceca prende Ust'-Kamenogorsk riunendosi così ai cosacchi di Annenkov
- 11 giugno - Un contingente americano si aggiunge ai britannici a Murmansk (ancora governata dai bolscevichi locali, accondiscendenti) per combattere contro i tedeschi
- 11 giugno - Eliminati ormai quasi tutti gli zemstva, nella RSFS russa parallelamente ai soviet rurali vengono ora istituiti quelli dei "kombedy" (contadini poveri, privi di terra), nella realtà composti perlopiù da reduci di guerra ed ex galeotti immigrati dalle città alle campagne successivamente all'assegnazione delle terre (e quindi rimasti esclusi dalla ripartizione originaria), o inviati appositamente dai bolscevichi allo scopo di prendere il controllo nelle aree rurali i cui soviet sono ancora egemonizzati dai cosiddetti "kulaki" (storicamente rappresentati politicamente dal populista PSR) per estrometterli dal potere locale, visto che dopo aver ricevuto la terra in regalo da Lenin si sono da subito dimostrati riluttanti a seguire le condizioni bolsceviche nel gestirla; pallino di Lenin fin dall'estate 1917, da lui idealizzati come "Soviet dei deputati degli operai delle campagne" (ossia i salariati agricoli), vengono storiograficamente interpretati come un mezzo sia per favorire il lavoro delle squadre annonarie, sia per preparare "psicologicamente" la nazionalizzazione delle terre tramite il passaggio attraverso il sistema kolchoz, mancato finora proprio per l'opposizione dei kulaki (appoggiati dal PSR di sinistra) i quali identificano i kombedy come infiltrati estranei alla vita del villaggio, "agenti bolscevichi", provocatori e sabotatori, e "soviet dei fannulloni". Nei successivi due mesi la vita politica delle campagne sarà caratterizzata dal dualismo di potere antagonista tra Soviet degli odiati kulaki e Soviet dei kombedy, che non riconoscono mai i rispettivi provvedimenti altrui emettendone di contrastanti in maniera parossistica
- 11 giugno - A Samara si tiene il I Congresso dei Soviet degli operai - i delegati bolscevichi sono arrestati dal generale Galkin e poi liberati per ordine del Komuč
- 12 giugno - A Perm' i bolscevichi (dopo averlo arrestato il 7 marzo e condotto ivi) uccidono il Granduca Michele (colui che avrebbe dovuto sostituire Nicola II a Zar dopo la rivoluzione di febbraio)
- 13 giugno - Trockij emana la chiamata alle armi per le classi 1892-1897 e ripristina la pena di morte nell'esercito (che era stata abolita l'8 novembre 1917); il 21 è emessa la prima sentenza verso il capitano della Flotta del Baltico Aleksej Ščastnyj accusato di seminare zizzania nei reparti da lui comandati
- 13 giugno - Armistizio fra lo Stato ucraino e la RSFS russa: termina ufficialmente la prima fase della guerra ucraino-sovietica
- 13-15 giugno - La Legione Ceca prende Barnaul e vi stermina totalmente la guarnigione di ex-prigionieri di guerra di etnia ungherese che si erano schierati con i bolscevichi
- 14 giugno - Un decreto del Vcik espelle dal Vcik stesso e dai Soviet locali tutti i partiti non bolscevichi eccetto il PSR di sinistra - viene anche chiuso il giornale menscevico Novaja Žizn'. In conseguenza di ciò l'"Unione di rinascita della Russia" di Avksent'ev migra a Omsk in Siberia; i suoi membri rimasti a Mosca fondano semi-clandestinamente il "Centro Tattico" con a capo Sergej Petrovič Mel'gunov - anche alcuni membri del PSR (tra i quali Lev Matveevič Kogan-Bernštein) migrano a Samara, aderendo al Komuč
- 14-17 giugno -  A Kazan' III congresso dell'Unione dei piccoli popoli del Volga, durante il quale la Baschiria ri-dichiara l'indipendenza con Sagit Gubajdullovič Mrjasov
- 16 giugno - Negli USA in preda all'isteria antitedesca è arrestato e condannato a 10 anni il dirigente del Partito Socialista d'America Eugene Victor Debs per propaganda contro la guerra (come lui altri 15.000 subiranno la stessa sorte nei mesi successivi)
- 17 giugno - I menscevichi lettoni (espulsi nel 1915 dal bolscevico POSDL) guidati da Pauls Kalniņš fondano il Partito Socialdemocratico dei Lavoratori di Lettonia
- 18 giugno - Nel Terek i cosacchi partendo dalla loro roccaforte di Lukowski nell'Ossezia settentrionale prendono Mozdok, tagliando così le comunicazioni bolsceviche tra Stavropol' e Vladikavkaz
- 18 giugno - La Legione Ceca prende Krasnojarsk
- 18 giugno - A Novorossijsk auto-affondamento della parte di Flotta russa del Mar Nero qui installata dal 30 aprile per non cadere in mano dei tedeschi che ne chiedevano la consegna; il 28 nel porto di Novorossijsk entra lo squadrone tedesco-turco, a cui (come da trattato di Brest-Litovsk) vengono riconsegnati i prigionieri di guerra tedeschi e austroungarici (il cui ritorno in patria si rivela un boomerang, essendo questi perlopiù ormai stati indottrinati al marxismo dai bolscevichi russi); quasi tutte le navi da trasporto e commerciali gli sono consegnate - nei giorni seguenti contingenti bianchi provenienti dalla Crimea (condotti da Pëtr Nikolaevič Vrangel') sbarcano nella città
- 19 giugno - Derber, installato a Vladivostok, decide di trasferire da Novonikolaevsk (dove ha lasciato i suoi ministri in clandestinità) a Omsk il suo Governo provvisorio siberiano

- 20 giugno - Nazionalizzato il settore petrolifero
- 20 giugno - V. Volodarsky (vero nome: Moisè Goldstein) viene ucciso da Grigorij Ivanovič Semënov, un membro del PSR, durante uno sciopero nelle fabbriche Obukhov di Pietrogrado; nonostante si tratti di un atto individuale, ne viene accusata l'intera dirigenza del PSR (che estinto nella RSFS russa, è risorto a Samara) come mandante
- 21 giugno -  Nella Carelia meridionale tra i laghi Onega e Ladoga (territorio da aprile occupato dai finlandesi filo-tedeschi) viene creato il Governo di Olonets, con la prospettiva di unirla alla Finlandia: incominciano le cosiddette "guerre di parentela" (heimosodat). Il 23 su insistenza di Lenin (preoccupato per le possibili reazioni tedesche) termina l'accondiscendenza bolscevica verso la presenza britannica e americana in Carelia e Murmania: in conseguenza di ciò il governo bolscevico locale (finora accondiscendente) viene spodestato dalle forze anglo-americane
- 21-29 giugno - Scioperi in Austria-Ungheria; il 24 a Budapest creazione di un Soviet dei lavoratori
- 22 giugno-3 luglio - Consolidato il potere nella zona anche grazie alla presenza tedesca, l'esercito cosacco (3.500 uomini) della filo-tedesca Repubblica del Don di Krasnov in comunità di intenti con la filo-Intesa Armata dei Volontari di Denikin (che da ora in virtù dell'apertura del 2º fronte muta nome in Armata dei Volontari del Caucaso, 9.000 uomini), partendo dall'attacco a Trogovaïa (dove il 25 il generale Markov muore colpito da un colpo di artiglieria) presso Salsk avvia la seconda campagna del Kuban' che aggirando il bordo del limite dell'occupazione tedesca conquista da un lato il Donbass orientale puntando su Mosca (Drozdovskij), dalla parte opposta punta sul Volga (Ivan Erdélyi) per congiungersi col nuovo fronte siberiano, e a sud verso il Kuban' (Aleksandr Borovskij) per riconquistare il Caucaso ai bolscevichi (i quali dispongono di ben 100.000 uomini); il 27 prendono Tichoreck e da qui avanzano verso Ekaterinodar
- 25 giugno - Fondata l'Accademia comunista, per la costruzione teorica del comunismo. Verrà aperta al pubblico il 1º ottobre, diretta da Evgenij Bronislavovič Pašukanis
- 25 giugno -  I tedeschi rendono l'indipendenza alla Repubblica Popolare di Crimea dallo Stato Ucraino, con presidente Maciej Sulkiewicz
- 26-28 giugno - Il Consiglio provvisorio nazionale della Lettonia (che il 30 gennaio ha proclamato l'indipendenza della Lettonia, ora interamente occupata dai tedeschi) si riunisce segretamente a Pietrogrado come governo lettone in esilio per decidere il da farsi
- 28 giugno - "Terza fase di nazionalizzazione" in Russia (suo principale fautore è l'economista marxista ortodosso ed ex menscevico Jurij Larin): sotto la guida del VSNČ è nazionalizzata l'industria e un decreto del Sovnarkom introduce quello che successivamente verrà chiamato Comunismo di guerra.

Viene adottato il razionamento al posto del denaro (che comunque aveva oramai perduto ogni valore e già non era quasi più utilizzato), e le entrate tributarie sono sostituite in agricoltura e artigianato da requisizioni (prodrazvyorstka) eseguite dalle famigerate squadre annonarie del Commissariato del popolo per l'alimentazione, e nell'industria e terziario dal servizio di corvée ("lavoro militarizzato"); la libertà di commercio (praticabile col mezzo del baratto) e di impresa (sottoposta alle requisizioni del prodotto) rimane garantita ma è esplicitamente proibito l'utilizzo di manodopera dipendente (limitando la libertà perciò all'artigianato e alla conduzione familiare - tuttavia la violazione di tale regola verrà spesso pragmaticamente "tollerata" in virtù delle esigenze produttive nazionali, ma i datori di lavoro saranno marchiati indelebilmente con l'epiteto di parassiti sociali). Sebbene le requisizioni vigessero dall'inizio della guerra mondiale, negli ultimi mesi i kulaki avevano incominciato a trattenere il prodotto a causa dell'inflazione, provocando una grave carenza alimentare, rendendo impellente inasprirle.
Subito avviene la prima rivolta contro questo sistema, a Balakovo dove i kulaki, contadini ex poveri divenuti ufficialmente proprietari (dal 9 febbraio con la "Legge fondamentale sulla socializzazione della terra"), linciano gli esattori bolscevichi; nel corso dei mesi e anni seguenti rivolte di questo tipo si susseguiranno una dietro l'altra, coinvolgendo complessivamente l'intero territorio russo seppur con cadenze temporali diverse
- 28 giugno - Nella fascia tra Siberia e Cosacchia dalla Baschiria fino al Semireč'e incomincia una rivolta musulmana anti-cosacca ("rivolta di Čerkasy" con epicentro situato a est del villaggio di Čerkasy oggi nel Kizil'skij rajon: Novoandreevskyj, Uspenskoe, Čerkasy, Petropavlovsk, Antonovsko, Glinsky, Osipovskaja, Nadeždinskoe nello Zilairskij rajon, Gerasimovka, Kostiantynivka e parte del distretto di Uržar); i cosacchi dell'atamano Annenkov che vi sono stanziati e grazie alla presa di Ust'-Kamenogorsk da parte della Legione Ceca partono dalla capitale dell'Autonomia di Alash Alaş-qala per sedarla
- 28 giugno-1 luglio - Si svolge il III Congresso del PSR di sinistra, che decide di riprendere la guerra contro la Germania ed indice uno sciopero generale per il 2 luglio
- 29 giugno - Il I Corpo d'Armata polacco (che, liberato dai tedeschi dall'assedio bolscevico dopo la battaglia di Babrujsk, era passato sotto il loro comando aiutandoli in febbraio nella presa di Minsk) di stanza nella Bielorussia meridionale viene sciolto e gli effettivi condotti in Polonia dove sono inseriti nel suo nuovo esercito filo-tedesco

- Pëtr Vologodskij - Presidente
- Vladimir Krutovskij - Affari Interni
- Alexei Grishin-Almazov - Affari Militari
- Ivan Michajlov - Finanze
- Grigorij Patušinskij - Giustizia
- Michail Bonifatevič Šatilov - Affari Indigeni (fino al 21 settembre)

- 29 giugno - Colpo di stato in Siberia: a Omsk generali liberali e politici cadetti (già ministri nel Governo provvisorio siberiano di Derber) creano un nuovo Governo provvisorio siberiano guidato dal cadetto ex ministro degli esteri di Derber Pëtr Vasilievič Vologodskij (al quale l'"Esercito autonomo della Siberia occidentale" trasferisce subito il suo potere), il quale abolisce il Commissariato della Siberia occidentale (organizzazione clandestina del governo di Derber) e scioglie i Soviet (che il governo di Derber non aveva toccato). Tornato dal 7 a Vladivostok (dalla quale ora i bolscevichi vengono scacciati) dalla Manciuria, il fondatore del Governo provvisorio siberiano (creato il 10 febbraio e rimasto fino a fine maggio in esilio a Harbin, ed installato dal 19 a Omsk) Derber rifiuta di accettare il fatto compiuto e non riconosce il nuovo governo di Vologodskij, rinominando il suo in Governo provvisorio della Siberia autonoma; i due governi rivali non si riconoscono l'un l'altro e non riconoscono quello del Komuč (e Vologodskij addirittura attua barriere doganali verso i territori del Komuč, non riconosciute da Derber), ed entrambi si rivendicano come l'unico governo della Siberia, ma Derber è inviso ai giapponesi e non è dotato di forze armate e di un gran seguito, fino a che si ritira il 21 luglio affidando l'incarico a Ivan Lavrov, dopodiché torna in esilio in seguito all'arrivo a Vladivostock il 10 del governatore (poi viceré, dall'8 settembre) Horvath inviato da Vologodskij a prendere il potere nel territorio Marittimo per il suo governo, che lancerà un ultimatum il 4 agosto, respinto da Derber l'8; dal canto loro, i bolscevichi perdono ogni potere in Siberia (permangono ancora solo tra il Bajkal e l'Amur nella Repubblica Sovietica dei lavoratori dell'Amur), mentre gli occupanti giapponesi non si immischiano. Il 3 luglio il governo della RSFS russa riconosce l'autonomia della Buriazia di Dashi Sampilon nella speranza si schieri con il governo di Lenin
- 30 giugno - Il Komuč indice la leva obbligatoria al suo esercito popolare (che fino questo momento ha raccolto solamente 6.000 volontari). Malgrado i propositi, in generale il governo del Komuč incomincia a dimostrarsi illiberale tanto quanto quello bolscevico (il PSR è anch'esso fondamentalmente contrario alla proprietà privata, sebbene differisca dai bolscevichi nel concedere i mezzi di produzione in usufrutto ai singoli laddove il loro utilizzo produttivo non richieda l'utilizzo di manodopera dipendente, quindi nell'agricoltura, commercio, artigianato) - incomincia la sua perdita di consenso nei confronti dei nostalgici del vecchio regime capitalista
- luglio - L'anarchico Nestor Ivanovič Machno torna in Ucraina da Mosca (dove si trovava fin dalla sua liberazione di prigione) incominciando le operazioni di guerriglia nel Krivoj Rog contro lo Stato Ucraino e i tedeschi
- luglio - Dopo mesi di "attendismo" i menscevichi si dichiarano neutrali tra bolscevichi e bianchi (non aderiranno neanche al Komuč pur avendovi da agosto a ministro uno dei loro) - anche la fazione del PSR rifacentesi a Černov manterrà la medesima posizione menscevica, mentre la fazione di destra del PSR si schiera contro i bolscevichi nei governi bianchi
- 1 luglio - A Spas-Klepiki una folla inferocita lincia gli esattori bolscevichi
- 2 luglio - Il governo degli Stati Uniti riconosce il Consiglio nazionale cecoslovacco di Masaryk come governo cecoslovacco provvisorio
- 2 luglio - Truppe anglo-americane prendono Kem' (dal 10 aprile occupata dai finlandesi filo-tedeschi), riaprendo i collegamento tra Murmansk e il sud
- 3 luglio - L'Armata dei Volontari del Caucaso nella seconda campagna del Kuban' giunge sino alle porte di Caricyn accolta calorosamente dai cosacchi del Volga intenzionati anch'essi a cacciarne i russi bolscevichi: incomincia la lunga Battaglia di Caricyn; dal lato opposto Orenburg è ripresa dai cosacchi di Michail Vasilijevič Chanžin (il 7 giunge in loco Dutov e l'11 viene creato l'"esercito dei cosacchi di Orenburg e dell'Ural") e Ufa è presa dalla Legione Ceca e vi si trasferisce il Komuč; viene sciolta la Repubblica Sovietica di Transbolaqia e può così essere ripristinata la Repubblica di Transbolaqia, ma il filo-tedesco Maqsudí Arsal non torna dall'esilio; il 6 i territori di Čeljabinsk controllati da Legione Ceca e quelli di Samara-Zlatoust del governo menscevico del Komuč vengono in contrasto e decidono una riunione per il 13 a Čeljabinsk per stabilire le competenze; i fronti caucasico e siberiano dei bianchi sembrano vicini a congiungersi
- 4 luglio - Mehmet VI diviene sultano e califfo dell'Impero Ottomano al posto del defunto Mehmet V (in carica dal 1909)
- 4-10 luglio - Si tiene a Mosca nel Teatro Bol'šoj il V Congresso panrusso dei Soviet; al termine viene approvata la Costituzione della Repubblica Socialista Federativa Sovietica Russa: l'approccio del governo bolscevico di Mosca verso il concetto di Repubblica Sovietica cambia: da ora non più considerate stati indipendenti ma tutt'al più autonome sotto il governo di Mosca; la prima a essere assorbita è l'antitedesca "anarco-massimalista" Repubblica Sovietica di Kaluga. E' abolito il Commissariato del popolo alla proprietà demaniale. Viene ratificato il decreto del 14 giugno e quindi dichiarata l'instaurazione della "dittatura del proletariato"
- 5 luglio - La parte settentrionale della regione di Tuva (russa dal 1914) viene occupata dai bianchi
- 5-12 luglio - Si tiene a Mosca il I Congresso dei bolscevichi ucraini in seguito al quale il 17 viene fondato il Partito Comunista dell'Ucraina da parte di Pjatakov (che finora sono stati iscritti a quello russo)
- 6 luglio - In contemporanea allo svolgimento del V Congresso panrusso dei Soviet, avviene un'insurrezione generale da parte del PSR di Sinistra (decisa al loro congresso del 28 giugno-1º luglio, che indisse anche un fallito sciopero generale per il 2) per far riprendere la guerra contro gli Imperi centrali, durante la quale viene assassinato l'ambasciatore tedesco conte Wilhelm Mirbach; i rappresentanti del PSR di Sinistra presenti al Congresso sono tratti in arresto dalle unità lettoni di guarnigione; in risposta Dmitrij Ivanovič Popov, esponente del PSR di Sinistra e membro della Čeka, arresta il proprio direttore Dzeržinskij, e si asserraglia nella sede della Lubjanka assieme ad alcuni fedeli, ma viene arrestato il 7 - tale agire provoca grande sconcerto tra gli iscritti al partito, ed un loro gruppo guidato da Grigorij Davydovič Sachs lascia il PSR di sinistra e il 18 agosto fonda il Partito dei Populisti-Comunisti (il 6 novembre si scioglierà e i suoi membri aderiranno al PC russo); con la conseguente repressione dei membri da parte della Čeka ed espulsione dei deputati del PSR di Sinistra, si determina da ora il monopolio totale dei bolscevichi nei Soviet
- 6 luglio - In relazione sia agli eventi moscoviti sia alla prospettiva dell'arrivo della Legione Ceca dagli Urali incomincia la rivolta anti-bolscevica guidata dall'"Unione per la Difesa della Madrepatria e della Libertà" di Boris Savinkov a Jaroslavl' (soppressa il 21 con un bombardamento che rade al suolo il borgo); analoghe rivolte a Rybinsk (l'8), Murom (dall'8 al 10), e Kostroma; sconfitto, Savinkov è inviato da Avskent'ev a Parigi dove diventa l'ambasciatore dei russi bianchi presso il governo francese (che è attualmente il loro principale sostenitore internazionale); contemporaneamente a Kazan' avviene la diserzione dall'Armata Rossa dei reparti comandati dal generale Murav'ёv (l'ex generale zarista che per conto dei bolscevichi difese Pietrogrado all'indomani della rivoluzione e condusse poi l'attacco all'Ucraina) il quale autonominatosi portavoce della Russia proclama la fondazione della Repubblica Sovietica del Volga e dichiara guerra alla Germania dirigendosi verso Simbirsk nel tentativo di congiungersi alla Legione Ceca (contro la quale ha combattuto finora) e al Komuč; Trockij lo dichiara un "nemico del popolo" e proclama che "ogni cittadino onesto è obbligato a sparargli sul posto", cosa che avviene il 12 e l'ammutinamento termina
- 6 luglio - Incomincia l'offensiva franco-italiana in Albania
- 6 luglio -  Aggredite a nord dai bianchi nella seconda campagna del Kuban', a sud-est dalla rinata Repubblica delle Montagne del Caucaso Settentrionale e dai cosacchi del Terek, e a sud-ovest dalla bellicosa Georgia (in questo stesso giorno i georgiani occupano Adler, l'8 Soči, e il 27 Tuapse), e tenute ora geograficamente unite al resto della RSFS russa solo da un sottile cordone attraverso la desolata Calmucchia fino ad Astrachan' e da lì all'assediata Caricyn, le Repubbliche sovietiche ciscaucasiche (Kuban'-Mar Nero, Stavropol', Terek) si fondono nella Repubblica Sovietica del Caucaso settentrionale con capitale Ekaterinodar e presidente l'ebreo Rubin
- 12-21 luglio - I bianchi dell'"Unione del Turkestan contro il bolscevismo" di Fyodor Funtikov (perlopiù ferrovieri russi della ferrovia transcaspica) con l'aiuto delle ultime truppe sgomberate dalla Persia espellono i bolscevichi della RSS Turkestan dalla Transcaspia e fondano il Governo provvisorio Transcaspiano ("Comitato esecutivo di Aşgabat")
- 13 luglio - Il Consiglio di Stato del Regno di Lituania propone al principe Wilhelm Karl Florestan Gero Crescentius Herzog von Urach di Württemberg "la Corona del Re di Lituania" come Mindaugas II
- 13-16 luglio - A Čeljabinsk con l'intermediazione del Consiglio Nazionale cecoslovacco di Masaryk e del capo della missione militare francese Pierre-Thiébaut-Charles-Maurice Janin si tenta un accordo tra il Komuč e il governo siberiano del reazionario Vologodskij; viene stabilito il comando unificato delle truppe di prima linea al comando di Shokorov e il Consiglio supremo degli eserciti alleati guidato Michail Naumovič Pavlovskij; tuttavia, lo scopo principale della riunione (la riunificazione dei due distinti governi anti-bolscevichi nella parte orientale del paese) non venne raggiunto (per cui analogo convegno conciliatore si terrà il 23-25 agosto, sempre con un nulla di fatto).
 In seguito al fallimento del convegno, il 17 il Governo provvisorio siberiano di Vologodskij proclama l'indipendenza dal governo del Komuč (ossia da quello che è per ora considerato il governo russo bianco ufficiale) come Repubblica di Siberia per la quale il 13 ha già deciso di definire il confine occidentale temporaneo lungo i fiumi Pečora, Kama, Čusovaja, Ufa
- 15 luglio - Dopo un'avanzata di 150 km in tre giorni, varcato il Volga la Legione Ceca si stanzia tra Volsk, Inza, Alatyr', e lungo le sue rive fino alla confluenza della Kama, il 20 prende Tjumen', il 21 Simbirsk, e il 28 Verchneural'sk; il fronte siberiano varcati gli Urali prende ora nome "fronte del Volga" che rappresenta la massima penetrazione bianca da est nel corso della guerra civile: ora i bianchi sono a soli 600 km da Mosca (Trockij: "la rivoluzione è in pericolo") - su ordine di Lenin (tramite il segretario Sverdlov) il 16 avviene l'Eccidio di Ekaterinburg mentre la Legione Ceca è alle porte della città accerchiata (sono tuttora dibattuti i veri motivi dell'eccidio, non essendo per niente scontati come potrebbe apparire superficialmente); anche ad Alapaevsk i dignitari di corte sono soppressi, il 18, assieme alla suora Varvara Jakovleva - il 25 la Legione Ceca prende Ekaterinburg
- 15 luglio - L'Armata dei Volontari del Caucaso nella seconda campagna del Kuban' occupa l'importante nodo ferroviario di Tichoreckaja, tagliando le comunicazioni dei rossi col resto della Russia
- 15 luglio - Incomincia l'ultima offensiva tedesca della guerra sul fronte terrestre occidentale ("friedensturm"), ma dal 18 i tedeschi incominciano ad arretrare di fronte al contrattacco
- 21 luglio - I bolscevichi arrestano i capi del Soviet di Iževsk (già sciolto il 28 maggio)
- 21 luglio - I cosacchi di Annenkov nel Semireč'e prendono Sergiopol (Distretto di Aâköz), l'8 agosto Uržar (Distretto di Uržar), e il 29 agosto la sede storica dell'atamano del Semireč'e Lepsinsk nel Distretto di Alaköl, togliendole alla RSS Turkestan
- 22 luglio - Kappel è nominato ufficialmente il capo di tutte le forze bianche in Siberia
- 23 luglio - In Giappone scoppiano i moti per il riso del 1918
- 24 luglio - Il Nagorno-Karabakh è conquistato dalla Repubblica dell'Armenia montanara con Yeghishe Ishkhanian
- 25 luglio - I bolscevichi del Turkestan con rinforzi giunti da Astrachan' riprendono Krasnovodsk sul mar Caspio e abbattono il Governo provvisorio Transcaspiano; il 28 dal lato opposto riprendono anche Chardjui
- 30 luglio - Dopo gli eventi del 6, ora a Kiev viene ucciso il Governatore militare tedesco dell'Ucraina Hermann von Eichhorn da Boris Michailovič Donskoj, membro del PSR di sinistra
- 31 luglio - Provenendo da Kem' i britannici occupano Onega nel corso dell'offensiva contro la spedizione filo-tedesca finlandese che dal 10 aprile al 2 luglio aveva tagliato in due la Carelia (Governo di Olonets) - il 1º agosto inizia la Spedizione orso polare: contingenti britannici e americani (entrambi già installati a Murmansk dal 9 marzo e 11 giugno rispettivamente, e che la governano dal 23 giugno dopo aver spodestato i bolscevichi locali) sbarcano ad Arcangelo (dove già il 25 luglio l'ambasciata americana in Russia ha spostato la sua sede da Vologda) ove si rivolgono contro i bolscevichi (che l'hanno governata finora, e contro i quali sono già insorti i menscevichi locali il giorno prima); viene creata la Regione del Nord (sotto il controllo militare delle truppe dell'Intesa), alla quale il 6 Murmansk vi viene inclusa - per cui il 6 a difesa del bolscevismo viene creata la "cortina nord-orientale" tra il mar Bianco e gli Urali; l'11 quella meridionale; si aggiungono a quella occidentale creata il 29 marzo e a quella orientale apertasi il 25 maggio: con il paese ora circondato da nemici su tutti i lati, Trockij parte col suo treno di Trockij per visitare tutti i fronti
- fine luglio - Il generale Andrej Škuro si unisce all'Armata dei Volontari
- agosto - I bolscevichi del nord Caucaso riprendono parte della Repubblica delle Montagne del Caucaso Settentrionale
- 1º agosto -  Di fronte all'incedere dell'esercito ottomano, la Comune di Baku (che già a giugno aveva chiesto l'aiuto britannico contro gli ottomani) viene rovesciata dal distaccamento della Dunsterforce britannica al comando di William M. Thomson giunta il 26 luglio dalla Persia: col loro supporto il dittatore Mikhail Aleksandrovič Sadovskiy forma il 4 un governo anti-bolscevico e anti-ottomano, la Dittatura Centrocaspiana; il 5 l'ottomano-azero "Esercito islamico del Caucaso" dall'Araks giunge alle porte della città
- 3 agosto - Reparti britannici sbarcano a Vladivostok
- 7 agosto - Kazan' presa dalla Legione Ceca, i bianchi si impadroniscono del Tesoro russo qui conservato da maggio e impiccano il commissario del Muskom Mullanur Vachitov (viene sostituito da Mirsaid Sultan-Galiev) - l'8 rivolta antibolscevica ("per il comunismo senza bolscevichi") a Iževsk e Votkinsk grazie alla quale sono prese dalla Legione Ceca
- 7 agosto - Con la vittoria bianca a Vyselki il Kuban' si rivolta ai bolscevichi; i bianchi prendono Majkop e Armavir, mentre i cosacchi del Terek assediano Grozny e Vladikavkaz
- 7 agosto - I bolscevichi arrestano a Kislovodsk Andrej Vladimirovič Romanov e suo fratello Boris, e li portano a Pjatigorsk, da dove riusciranno misteriosamente a fuggire riparando ad Anapa assieme alla madre Maria Pavlovna fino al "disastro di Novorossijsk" del marzo 1920 quando saranno gli ultimi Romanov a lasciare il suolo russo
- 8 agosto - Giorno più nero per l'esercito tedesco, che il 12 settembre è respinto sulla linea dalla quale era partito il 21 marzo
- 8 agosto - Lo Stato ucraino riconosce la Repubblica del Don, mentre contemporaneamente chiede l'annessione della Crimea; il 14 la Repubblica Popolare Bielorussa viene smembrata: la parte meridionale ("Polissya Okruha") viene assegnata allo Stato ucraino, quella settentrionale al Ducato Baltico Unito, mentre la parte occidentale (Governatorato di Grodno in Podlachia) va al Regno di Lituania; la Repubblica Popolare Bielorussa è così ridotta ai minimi termini
- 10 agosto - A Samara si tiene il II Congresso dei Soviet degli operai - chiede il ripristino del bolscevismo
- 11 agosto - Lenin invia l'"ordine di impiccagione dei kulaki" per una severa loro repressione nell'Oblast' di Penza dove è avvenuta una rivolta anti-bolscevica scoppiata il 5 e repressa entro l'8, ma il 18 la rivolta ri-scoppia da Chembar mentre la Legione Ceca avanza a soli 45 km dal borgo - l'ordine viene annullato il 19 dopo giuntegli notizie sulle atrocità compiute fin da prima dello scoppio della rivolta (avendo realizzato che forse potrebbero essere state causa della stessa) dall'ex capo dei bolscevichi ucraini Jevgenija Boš, nominata da Lenin (tramite il segretario Sverdlov) a dirigere la locale brigata annonaria. Ritenuta "persona mentalmente instabile", verrà assegnata da ottobre solo a ruoli subordinati
- 12 agosto - Port Petrovsk presa dai bianchi
- 13 agosto - I menscevichi di Pëtr Vladimirovič Ivanov a Ekaterinburg fondano come governo regionale il Governo provvisorio degli Urali che viene a rappresentare un cuscinetto sia territoriale sia ideologico tra il territorio del Komuč e quello dei due rivali governi regionali siberiani
- 14 agosto - Nell'Armata Rossa istituita la pena di morte per le ritirate
- 14 agosto - Alla Conferenza di Spa (Quartiere generale dell'esercito tedesco sul fronte occidentale) incominciano a guastarsi le relazioni tra Germania e Austria-Ungheria
- 14-17 agosto - Una disperata controffensiva bolscevica a ovest del Volga favorita dal ritiro dei demoralizzati cechi (che davanti cotanta ostinazione vedono sfumare la possibilità di raggiungere la loro Patria attraverso la Russia europea) ricaccia indietro i bianchi fino a Inza; più a est fra Ufa e Bugul'ma il fronte tiene e si assesta sulla posizione raggiunta il 15 luglio: sfuma per ora la speranza della congiunzione dei tre fronti bianchi
- 15 agosto - Battaglia del lago Baikal con la quale i cechi ne assumono il controllo marittimo
- 15-20 agosto - Rivolta anti-bolscevica contro le requisizioni nella zona di Livny
- 15-21 agosto - Intervento in Siberia: dopo i britannici (sbarcati il 3), truppe statunitensi e italiane (comprendente la Legione Redenta di Siberia composta di ex soldati italiani dell'esercito austroungarico) sbarcano a Vladivostok in un'iniziativa finalizzata a controbilanciare l'influenza giapponese (già presenti in loco dal 5 aprile) e frenarne le pretese in estremo oriente - scopo dell'intervento è anche coadiuvare Elsa Brändström nella gestione dei prigionieri di guerra tedeschi e austroungarici (presenti ancora in gran quantità in Siberia), per impedirne fughe o massacri; il 24 a capo dell'intervento è messo il generale francese Janin - gli USA (che già a giugno hanno rifiutato di riconoscere prima Albert Rhys Williams e poi Alexander Nyberg come rappresentante russo), ufficializzano la rottura delle relazioni diplomatiche con la RSFS russa (di fatto già interrotte dal 7 novembre 1917) - l'ambasciatore David R. Francis rimane in sede (ad Arcangelo, in territorio bianco) fino al 7 novembre; l'ambasciata chiuderà il 14 settembre 1919 (sarà riaperta solo nel 1933)
- 17 agosto -  Dopo 10 giorni di battaglia presso Kuščëvskaja, la capitale della Repubblica Sovietica del Caucaso settentrionale Ekaterinodar presa dall'Armata dei Volontari del Caucaso che vi rifonda la Repubblica Popolare del Kuban'; la capitale sovietica viene spostata a Pjatigorsk
- 17 agosto - In seguito a dichiarazioni rassicuranti di Aleksandr Dmitrievič Cjurupa (commissario del popolo per i rifornimenti alimentari) in merito alla loro funzione, il già scompaginato (in seguito alle repressioni successive al 6 luglio) PSR di sinistra emette una dichiarazione di approvazione dei Soviet degli odiati Kombedy - con questo atto perde ogni sua influenza tra i contadini nelle aree rurali, i cui Soviet stessi da ora vengono egemonizzati dai bolscevichi rendendo così di fatto oramai superflui quelli dei Kombedy stessi (che saranno aboliti il 9 novembre)
- 18 agosto - A Tomsk si tiene il congresso dei bolscevichi siberiani

| Le I° elezioni per i Soviet nel territorio del Komuč | Le I° elezioni per i Soviet nel territorio del Komuč | %    |
| ---------------------------------------------------- | ---------------------------------------------------- | ---- |
|                                                      | Partito Socialista Rivoluzionario                    | 57,1 |
|                                                      | partiti delle varie nazionalità                      | 23,1 |
|                                                      | Bolscevichi                                          | 16,1 |
|                                                      | Cadetti                                              | 3,7  |

- 18 agosto - Si tengono le I° elezioni per i Soviet nel territorio governato dal Komuč; l'affluenza è mediamente inferiore al 30%
- 18 agosto - La Società Thule viene trasferita a Monaco - questo atto viene identificato come una sorta di sua "rifondazione" dalla Germanenorden Walvater del Sacro Graal di Rudolf von Sebottendorff (adottato, nato ebreo)
- 19 agosto -  In seguito alla richiesta del Governo provvisorio Transcaspiano avanzata il 12, i britannici dalla Persia entrano a Krasnovodsk ("Missione Malleson"), da dove incominciano ad avanzare verso est per espellere dalla Transcaspia i bolscevichi della RSS Turkestan che l'avevano ripresa dal 25 luglio; il 28 i bolscevichi attuano una rivolta ad Aşgabat e Krasnovodsk (si ripeterà anche tra l'11 e il 18 settembre)
- 20 agosto - Nella Regione del Nord truppe anglo-americane occupano Šenkursk
- 20 agosto - Nella RSFS russa con il "decreto sull'abolizione del diritto di proprietà privata dei beni immobili" gli immobili abitativi vengono dichiarati proprietà dello Stato o dei municipi; già dall'indomani della rivoluzione nel corso della "ridistribuzione abitativa" quelli più grandi sono stati espropriati forzatamente e suddivisi creando i "Kommunalka" (appartamenti comunitari), che così ora vengono suggellati legalmente
- 22 agosto – Lenin invia una Lettera ai lavoratori americani
- 22 agosto - Siglato un supplemento al Trattato di Brest-Litovsk in cui la Germania si impegna a combattere l'Intesa in Russia settentrionale in cambio del controllo di tutto il naviglio della Marina russa e delle infrastrutture portuali del Mar Nero - il 27 su iniziativa tedesca viene siglata un'altra modifica al Trattato, con la quale si attenuano le pretese verso la RSFS russa; in conseguenza di ciò la RSFS russa riconosce la perdita del Governatorato dell'Estonia e del Governatorato di Livonia (ora riunite nel Ducato Baltico Unito, che dal 22 settembre potrà nominare un proprio sovrano rescissa l'unione personale con il Kaiser Guglielmo), le recenti modifiche territoriali nell'Oblast' occidentale, e l'indipendenza di Polonia (il 29 il sovnarkom annulla i trattati di spartizione della Polonia dal 1772 al 1795), Ucraina, Bielorussia, Georgia, e Finlandia (Kamenev, prigioniero in Finlandia da gennaio, viene liberato; il 29 è rifondato a Mosca il Partito comunista finlandese), mentre il risarcimento per le proprietà nazionalizzate viene ridotto alla cifra simbolica di 6 miliardi di marchi - di fatto lo scopo è ingraziarsi il governo di Lenin propedeuticamente a una discussa richiesta di dichiarazione di guerra della RSFS russa all'Intesa (poi non realizzatasi), ma che funge da pretesto a Wilson per ottenere consenso sullo sbarco giapponese e americano in Siberia. I dettagli riguardo al Caucaso guastano i rapporti tra Germania e Impero Ottomano
- 25 agosto - I giapponesi (che dal 5 aprile sono a Vladivostok) provenendo dalla Manciuria (ove sono già installati con l'Armata del Kwantung a supporto della Cricca del Fengtian) occupano il territorio della Transbajkalia con lo scopo di controllare l'importante nodo ferroviario di Čita che tramite la Ferrovia Orientale Cinese (occupata dai giapponesi il 15) consente ora il collegamento tra Vladivostok e la Siberia attraverso la Manciuria; il contingente americano è assegnato a servizio di guardia in Manciuria lungo tale linea ferroviaria tra Vladivostok e Harbin; al contingente italiano è assegnato analogo incarico più in profondità, tra Harbin e Krasnojarsk; attorno Omsk sono presenti i britannici, mentre oltre ci sono i francesi (ai quali vengono accorpati i 12.000 ex prigionieri di guerra polacchi e i 4.000 slavi del sud). Il 26 anche i bianchi del corpo siberiano medio del Generalino Anatolij Pepeljaev provenendo dal capoluogo della Buriazia Verchneudinsk (Ulan-Udė, presa il 20, dove il 29 settembre si installano anche i giapponesi) entrano a Čita guidati dal generale Peter Petrovič Grivin e da qui avanzando a est all'inizio di settembre si incontrano presso Tanhoem con i cosacchi del Bajkal e dell'Amur dell'atamano Semënov: i bolscevichi permangono solo attorno a Blagoveščensk con i resti della Repubblica Sovietica dei lavoratori dell'Amur
- 25 agosto - In Siberia viene indetta la leva obbligatoria; nell'Altaj con epicentro Slavgorod e Pavlodar incomincia una rivolta contro la coscrizione ("rivolta Slavgorodskaya-Černodolskoe")
- 26 agosto - Dopo il primo superficiale tentativo respinto del 5, l'"Esercito islamico del Caucaso" attacca le forze armeno-britanniche della Dittatura Centrocaspiana: incomincia la battaglia di Baku
- 26 agosto - Novorossijsk presa dall'Armata dei Volontari del Caucaso, vi viene creata l'amministrazione della provincia del mar Nero di cui è nominata capoluogo; la campagna prosegue poi in direzione di Stavropol' e lungo la costa del Mar Nero

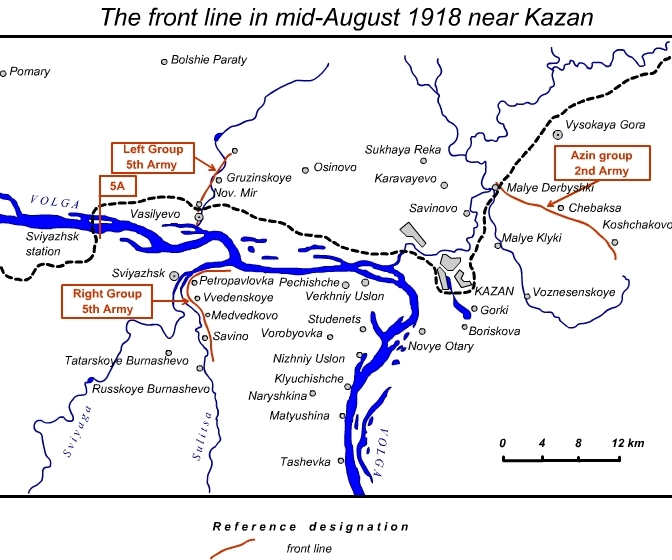
Linea del fronte a metà agosto 1918, nei pressi di Kazan'

- 28 agosto - Battaglia di Svijažsk ("la Valmy della rivoluzione russa" secondo Neville Chamberlain): presso Kazan' i bolscevichi (con Trozky giunto appositamente sul posto) fermano il tentativo di avanzata dei cechi lungo il Volga intercettandoli presso l'importante ponte ferroviario Romanovskij (esistente dal 1913 e solo il terzo che si incontra partendo dalla foce) che rimane miracolosamente incolume; ora i bianchi occupano un territorio che va da Syzran' a Zlatoust da ovest a est, e da Simbirsk a Volsk e Chvalynsk da nord a sud - determinante ai bolscevichi è il supporto della flottiglia da guerra giunta di recente dal Baltico attraverso i canali interni
- 28 agosto - Il "Tsentrosibir" di Nikolaj Jakovlev si scioglie presso Urulga, nel Karymskij rajon, e i suoi membri si nascondono nella taiga
- 30 agosto - A seguito di un tentativo di assassinio subìto da Lenin (e il 27 da Zinov'ev), e di quello riuscito a Moisej Urickij, da parte dei residui membri del PSR (partito che governa nel Komuč a Samara), la Čeka scatena il terrore rosso. Il 1 settembre la Čeka accusa di cospirazione l'ambasciatore britannico Robert Lockhart, l'ambasciatore francese J. Nulans e l'ambasciatore americano D. Francis ("cospirazione dei tre ambasciatori", o "cospirazione di Lockhart"). La delegazione russa bolscevica a Londra guidata da Litvinov è espulsa dal paese
- 31 agosto - Viene stabilito il Comando generale delle forze armate della Russia meridionale (affidato al generale Alekseev) con lo scopo di sovrintendere alle operazioni congiunte tra i cosacchi della Repubblica Popolare del Kuban' e l'Armata dei Volontari del Caucaso (ora composta di 60.000 uomini)
- settembre - In Siberia tra Vladivostok e Irkutsk sono presenti 70.000 giapponesi, 5.000 americani, 1.400 italiani, 829 inglesi, e 107 francesi; i giapponesi cercano di sfruttare la situazione sostenendo l'Atamano Semënov, dichiaratosi ostile sia ai "rossi" sia ai "bianchi"
- settembre - La Mongolia chiede sostegno militare alla Cina contro i russi bianchi: nel corso dell'autunno la parte sud-occidentale della regione di Tuva (russa dal 1914) viene occupata dalle truppe cinesi, e la parte meridionale dalle truppe mongole guidate da Khatanbaatar Magsarjav
- 1 settembre - A Čita le colonne cecoslovacche provenienti da ovest si congiungono agli interventisti dell'intesa provenienti da est
- 2 settembre - A New York si tiene il Congresso di Cechi, Slovacchi, Polacchi, Rumeni, Serbi, Croati e Ruteni dell'Austria-Ungheria
- 2 settembre - Con decreto del Vcik viene istituito il Consiglio Militare Rivoluzionario (Revvoensovet, vertice del sistema dei commissari politici nell'esercito) con a capo il Commissario del popolo per gli affari bellici Trockij e dipendente direttamente dal CC del PC russo, che incominciando le sue funzioni l'11 sostituisce il Quartier Generale Capo panrusso (o "Comitato militare supremo") e assorbe le "forze di cortina"; viene creato anche il Fronte settentrionale dell'Armata Rossa - il 6 l'apparato dell'abolito Quartier Generale Capo panrusso diventa Quartier Generale Campale del Consiglio Militare Rivoluzionario e viene posto sotto la direzione dell'ex ufficiale zarista Nikolaj Rattel - viene creato l'ufficio del Comandante in Capo delle Forze Armate, inizialmente assegnato a Jukums Vācietis (e dal luglio 1919 a Sergej Kamenev)
- 2 settembre - Il Corpo di spedizione italiano in Murmania sbarca a Murmansk aggiungendosi ai contingenti internazionali già presenti nella regione del nord
- 4 settembre - I giapponesi e i cosacchi dell'Ussuri dell'atamano Kalmykov prendono Chabarovsk, nella Repubblica Sovietica dei lavoratori dell'Amur, alla quale il 7 i giapponesi catturano la flottiglia fluviale dell'Amur
- 4 settembre - Elezioni presidenziali nella Repubblica di Cina del 1918: eletto Xu Shichang, rivale della cricca di Anhui; il governo antagonista di Canton denuncia il "nuovo" parlamento come illegale e rifiuta di riconoscere legittima l'elezione di Xu Shichang
- 5 settembre - Nell'ambito del terrore rosso sono giustiziati gli ex ministri degli interni zaristi Nikolaj Alekseevič Maklakov e Aleksej Chvostov, l'ex ministro della guerra Beljaev, il vescovo Efraim Kuznecov, l'arciprete Ivan Vostorgov, l'ultimo presidente del Consiglio di Stato Ivan Ščeglovitov, l'ex senatore Stepan Petrovič Beleckij, e altre 800 persone (tra cui l'attentatrice di Lenin Fanja Kaplan e quello di Urickij Leonid Kannegiser, entrambi ebrei)
- 5-10 settembre - Operazione Kazan': i bolscevichi riconquistano definitivamente Kazan' (che i bianchi tenevano dal 7 agosto) - i bianchi si ritirano sulla linea Laiševo–Čistopol'–Simbirsk
- 7 settembre - Nella RSFS russa l'Ufficio stampa del Vcik viene unito all'"Agenzia Telegrafica di Pietrogrado" creando la ROSTA (alla quale viene quindi affidato anche il compito di agit-prop)

Autunno 1918

- 8 settembre - A Ufa si apre la II Conferenza di Stato (o "Conferenza di Ufa", che intende riallacciarsi a quella tenutasi a Mosca l'anno precedente), congresso delle forze anti-bolsceviche (si contano 13 entità distinte), con lo scopo di "ristabilire l'unità nazionale e l'indipendenza della Russia", sono presenti il Komuč (Samara), il Governo provvisorio siberiano (Omsk), quello Provvisorio degli Urali (Ekaterinburg), governi militari delle truppe cosacche (Astrachan', Jenisej, Irkutsk, Orenburg, Semireč'e, Siberia, Ural), i governi di alcuni soggetti nazionali-statali (il governo del Kirghizistan Alash Orda, il governo baschiro, il governo autonomo del Turkestan, l'amministrazione nazionale dei musulmani turco-tartari di Russia e Siberia, il governo provvisorio dell'Estonia in esilio), più i partiti politici di tutta la Russia (compreso quello bolscevico); il Governo provvisorio della Siberia autonoma (Vladivostok) di Lavrov non partecipa; il 21 Vologodskij fa chiudere la Duma regionale siberiana. Il 19 il leader del PSR Černov giunge a Samara scagliandosi contro il congresso di Ufa e a favore del Komuč
- 9 settembre - Sugli Urali settentrionali battaglia feroce a Nižnij Tagil fino al 22 ottobre
- 11 settembre - Come reazione sia al congresso unionista di Ufa che alla nuova Costituzione sovietica di stampo centralista, la Repubblica del Don si unisce ai territori di Kuban', Calmucchia, Terek, Repubblica delle Montagne del Caucaso Settentrionale, e Daghestan, a formare l'"Unione Don-Caucaso" del filo-tedesco Krasnov; il 25 essa si incontra con il governo della Repubblica Democratica di Georgia a Port Petrovsk per un'alleanza in funzione indipendentista e anti-bolscevica essendo ora intervenuti tali obiettivi comuni
- 11 settembre - La rivolta Slavgorodskaja-Černodolskoe iniziata il 25 agosto è repressa nel sangue dal crudele atamano Annenkov giunto da Lepsinsk dopo che in seguito alla battaglia di Pokatilovskoe il 7 essa è stata presa dai bolscevichi del Turkestan che il 23 prendono anche Abakumovo
- 12 settembre - Nell'ambito dell'Operazione Simbirsk (9-28 settembre) Simbirsk è ripresa dall'Armata Rossa, che il 14 attraversa il fiume Volga e inizia ad avanzare verso est, ma il 18 Kappel tornato da Kazan' (catturata dai rossi il 10) li respinge nuovamente sulla sponda destra del Volga e tenta di riconquistare Simbirsk - il 28 le forze di Kappel vi sono annientate dai rossi e si ritirano ad Ufa dopo aver danneggiato l'importante ponte imperiale sul Volga
- 14 settembre - In Macedonia (fronte raggiunto a fine 1916 e rimasto finora lì stabilizzato) incomincia l'Offensiva del Vardar: il 15 con la Battaglia di Dobro Pole è aperta la via verso nord. In seguito a ciò il governo austro-ungarico riprende i tentativi di pace con l'Intesa: i tedeschi sono contrariati, mentre l'Intesa li respinge a priori. Il 19 nella Battaglia di Doiran i bulgari fermano le truppe dell'Armata alleata in Oriente, la Bulgaria scongiura così l'invasione del proprio territorio nazionale
- 15 settembre - Termina la battaglia di Baku, l'ottomano Esercito islamico del Caucaso del Pascià Nuri Killigil invade la Dittatura Centrocaspiana e la sua capitale Baku: iniziano i giorni di Settembre; le truppe britanniche si ritirano in Persia ma mantengono in Azerbaigian una piccola area costiera di confine nel distretto di Lənkəran come Dittatura militare provvisoria del Mughan. Il 20 nella Transcaspia vengono giustiziati i "26 commissari bolscevichi di Baku" catturati durante la notte del 13 il 14 agosto mentre stavano fuggendo via nave da Baku verso Astrachan' dopo la sconfitta della comune
- 18 settembre - La Repubblica Sovietica dei lavoratori dell'Amur è soppressa con l'entrata a Blagoveščensk dei giapponesi e dei cosacchi dell'atamano Semënov: anche l'intero estremo oriente è così ora esente da bolscevichi
- 22 settembre - In Bulgaria con l'ammutinamento nell'esercito incomincia la rivolta Vladaja: il 24 i soldati ribelli sconfiggono i governativi a Kyustendil, e il 27 a Radomir creando l'effimera "Repubblica di Radomir" da cui incominciano a marciare su Sofia con lo scopo di instaurare la Repubblica in Bulgaria e mettervi a capo il socialista Aleksandăr Stambolijski (del partito Unione Nazionale Agraria Bulgara, in prigione dal 1915)

- Nikolaj Avksent'ev (PSR)
- Vladimir Zenzinov (PSR)
- Vasilij Boldyrev (Unione di rinascita della Russia)
- Vasilij Vinogradov (cadetto)
- Pëtr Vologodskij (Governo provvisorio siberiano)

- 23 settembre -  Termina la II Conferenza di Stato dei governi bianchi incominciata a Ufa l'8, come ultimo tentativo di formare un unico governo russo anti-bolscevico viene creato il Governo provvisorio panrusso, dall'unione del reazionario Governo provvisorio siberiano di Vologodskij con quello progressista del Komuč, che sancisce la nascita dello Stato russo con Avksent'ev (presidente dell'"Unione di rinascita della Russia" ed ex presidente del Consiglio provvisorio della Repubblica russa) presidente del "Consiglio direttivo" o "Direttorio di Ufa". Viene dichiarato nullo il trattato di Brest-Litovsk comportando quindi (ora come ora più atto simbolico che effettivo) la continuazione della guerra contro gli Imperi centrali; il viceré di Vladivostok Horvath accoglie l'autorità del nuovo governo, e mentre i cosacchi riconfermano la contrarietà, anche il Governo provvisorio della Siberia autonoma (in clandestinità a Vladivostok) di Lavrov si scioglierà spontaneamente il 22 ottobre riconoscendo implicitamente il nuovo Governo provvisorio panrusso. Il 28 settembre vengono unificati i vari eserciti bianchi siberiani (Esercito autonomo della Siberia occidentale, esercito dei cosacchi di Orenburg e dell'Ural, Legione Ceca comandata da Jan Syrový dal 1º settembre, Esercito popolare del Komuč) in un unico "Esercito Russo del fronte orientale" sotto il comando di Ivanov-Rinov. Kogan-Bernštein in disaccordo, decide di tornare sotto il bolscevismo, ma appena varca il fronte è arrestato e fucilato dai bolscevichi
- 25 settembre - A Tashkent nella RSS Turkestan viene fondato da A. Yakubov il Partito Comunista di Bukhara
- 27 settembre - Negli USA inizia i lavori la Commissione Overman, i cui verbali riportanti le testimonianze personali rappresentano il più reale spaccato della situazione in Russia nei primi mesi dopo la rivoluzione d'ottobre
- 28 settembre - Sugli Urali meridionali Alapaevsk, Verchotur'e, e Orsk (l'ultimo baluardo bolscevico in Baschiria) prese dai bianchi
- 28 settembre - Nella Russia bolscevica i membri del PSR di sinistra scampati al "terrore rosso" guidati dal vecchio Marc Andreevič Natanson fondano il Partito Comunista Rivoluzionario
- 28 settembre - La svolta decisiva nella Grande Guerra: nel teatro balcanico le truppe serbe e francesi provenienti da Salonicco sfondano e il 29 occupano Skopje in Macedonia proseguendo poi celermente verso nord, così mentre le unità dell'esercito bulgaro ammutinatesi il 22 raggiungono il villaggio di Vladaya a soli 15 chilometri da Sofia, il Regno di Bulgaria chiede all'Intesa una tregua che viene siglata il 30 con l'Armistizio di Salonicco e che determina la fine delle operazioni nel fronte macedone aprendo la via verso la Serbia a francesi e serbi, mentre i britannici puntano a est verso la Tracia e Costantinopoli. Contemporaneamente il 26 ha avuto inizio l'offensiva generale degli eserciti dell'Intesa anche sul fronte occidentale
- 29 settembre - In seguito al panico scatenato dalla resa bulgara Paul von Hindenburg ed Erich Ludendorff (fino questo momento le più eminenti figure tedesche dopo il Kaiser) caldeggiano un armistizio, innescando la catena di eventi che porteranno la fine precoce della guerra oltre ogni più rosea previsione; il 1º ottobre cade la dittatura di Ludendorff per cui il 3 il Cancelliere del Reich Georg von Hertling viene sostituito con Massimiliano di Baden in una coalizione partitica con la SPD
- 30 settembre - In applicazione dei dettami della nuova Costituzione, il Sovnarkom decide di liquidare le varie "repubbliche anarco-massimaliste" rimaste finora "indipendenti" (anche quando occupate dai bianchi): Kazan', Rjazan', Ufa, Orenburg (che saranno ripristinate solo in seguito come Repubbliche Socialiste Sovietiche Autonome o Oblast autonomi)
- 30 settembre - Nell'ambito del terrore rosso Trockij emana la responsabilità collettiva sulle azioni dei singoli componenti di una famiglia (direttiva mirata contro la diserzione nell'esercito), e il 1 ottobre indice una leva generale nell'Armata Rossa (che nonostante l'obbligo di coscrizione vigente dal 23 febbraio finora è rimasta composta perlopiù di unità raccogliticce e quasi mercenarie), ripristinando anche i gradi e i titoli militari (che erano stati aboliti il 29 dicembre 1917 da Lenin); in seguito a tale atto, raggiungerà il numero di 600.000 uomini a dicembre
- inizio ottobre - La Marina ottomana oltrepassa il mar Caspio e occupa Krasnovodsk scacciandone temporaneamente i britannici (che ritorneranno dopo l'armistizio di Mudros), e contemporaneamente l'esercito ottomano il 1º occupa il Nagorno-Karabakh ed entra in Daghestan nella "Unione Don-Caucaso" per sostenere l'indipendenza della Repubblica delle Montagne del Caucaso Settentrionale, il 6 è a Derbent e il 23 a Temir-Khan-Shura dove si insedia il "governo Gorskoe" che era in esilio in Georgia (la capitale sarà spostata a Pjatigorsk quando questa sarà tolta ai bolscevichi in novembre)
- inizio ottobre - A Ivaščenkovo rivolta bolscevica contro il Komuč (che dal 23 settembre è fuso nello Stato russo di Avksent'ev)

La situazione a oriente nel tardo autunno 1918

- 1 ottobre - L'ex comandante della Flottiglia militare del Volga Markin muore in uno scontro navale coi bianchi presso Pyany Bor
- 1-3 ottobre - A Vilnius si svolge segretamente il congresso di fondazione del Partito Comunista della Lituania
- 2 ottobre - Il Comitato antisemita per la pace di Drexler attua una grande manifestazione pacifista a Monaco
- 2 ottobre - All'avvicinarsi dell'inverno e per via della mutata situazione geopolitica (soprattutto la prevista imminenza della sconfitta tedesca) i britannici in Carelia abbandonano i combattimenti contro i filo-tedeschi finlandesi e ritornano a Murmansk e Arcangelo; in conseguenza di ciò l'amministrazione della regione del Nord viene affidata ora a Nikolaï Tchaïkovski (trudovico, delegato locale dell'"Unione di rinascita della Russia" di Avksent'ev e quindi del Komuč di Samara) che il 7 ad Arcangelo crea il governo provvisorio della Regione del Nord, mentre Porajärvi e Repola sono annesse dalla Finlandia
- 2-7 ottobre - Si svolge il IV Congresso del PSR di sinistra - probabilmente imbastito artatamente dai bolscevichi (senza il cui permesso ora non sarebbe stato possibile tenerlo lecitamente), esso si risolve in un'ammissione di colpa per i fatti del 6 luglio, che scagiona la Čeka (che era stata da subito sospettata di "false flag"); processati i suoi leader a novembre, il PSR di sinistra scompare definitivamente dalla scena
- 3 ottobre - Stalin inviato a Caricyn come commissario politico - egli volendo far di testa sua si rifiuta di obbedire agli ordini di Trockij (che come capo del Consiglio Militare Rivoluzionario è il suo superiore); sulla rispettiva condotta nella difesa della città e sull'uso di generali ex-zaristi da parte di Trockij, inizia il dissidio tra i due: nasce la "cricca" anti-trozkysta nota come "opposizione militare" (Stalin, Frunze, Sergej Gusev, Kliment Efremovič Vorošilov, Michail Nikolaevič Tuchačevskij), che si oppone anche alla leva obbligatoria e al ripristino dei gradi e dei titoli militari indette l'1 da Trockij
- 3 ottobre - Syzran' presa dai bolscevichi - sul Volga i bianchi in ritirata fanno saltare parte dell'importante ponte Aleksandrovsky sulla ferrovia transiberiana (verrà ripristinato dai bolscevichi ad inizio 1919)
- 3 ottobre - Lo Zar Ferdinando I abdica in favore del figlio Boris III di Bulgaria - con la liberazione di Stambolijski termina la rivolta Vladaja iniziata il 22 settembre
- 4 ottobre - Il nuovo Cancelliere tedesco Massimiliano di Baden avvia trattative di pace da ora su base disfattista ("piano Hintze": accettazione dei "14 punti" di Wilson di gennaio e successive rettifiche) al presidente americano Wilson - nonostante il 7 il Senato inviti Wilson a rifiutare a priori, egli invia una prima risposta l'8 alla quale i tedeschi rispondono il 12; in seguito le sue risposte si succedono con proposte avanzate il 14 e il 23, e relative risposte tedesche (il cui governo il 17 decide segretamente di capitolare a qualunque condizione) il 20 e 27
- 5 ottobre - Nella RSFSR un decreto stabilisce la coscrizione obbligatoria al lavoro per gli elementi borghesi - il 10 dicembre con il nuovo Codice del lavoro verrà estesa a tutti i cittadini abili
- 6 ottobre - I britannici entrano a Damasco
- 6-9 ottobre - A Parigi si tiene una conferenza dell'Intesa sulle condizioni di pace (non partecipano gli americani che stanno trattando separatamente)
- 7 ottobre - In Germania si tiene una conferenza spartachista, che adotta un programma di transizione verso una rivoluzione socialista in caso di rovesciamento della monarchia
- 7 ottobre - Prevedendo un imminente sconfitta degli Imperi centrali, il filo-tedesco Consiglio di Reggenza della Polonia prospetta l'unificazione all'attuale territorio del Regno di Polonia (indipendente dal 5 novembre 1916) anche delle porzioni di territorio che erano state spartite tra Prussia, Austria, e Russia a partire dal 1772; il 9 cade il governo di Jan Kucharzewski (che aveva sostituito solo il 2 Jan Kanty Steczkowski); il 10 a Cracovia nella Polonia austro-ungarica si insedia segretamente il Comitato nazionale polacco di Dmowski, riconosciuto dalle potenze dell'Intesa come legittimo governo della Polonia dal 1917
- 7 ottobre - Samara presa dai bolscevichi: il Komuč (che dal 23 settembre è fuso nello Stato russo di Avksent'ev) scompare dalla scena
- 8 ottobre - In seguito alla morte (naturale) del vecchio generale Alekseev il Comando supremo delle forze della Russia meridionale passa a Denikin
- 8 ottobre - Ad Alapaevsk i bianchi rinvengono il luogo di sepoltura dei dignitari di corte uccisi dai bolscevichi il 18 luglio
- 9 ottobre - Il Regno di Finlandia filo-tedesco elegge il suo re Federico Carlo d'Assia-Kassel
- 9 ottobre - Davanti all'avanzata dell'Armata Rossa la sede del Governo provvisorio dello Stato russo viene trasferita da Ufa a Omsk; il 28 il Governo provvisorio degli Urali viene dichiarato sciolto
- 10 ottobre - Al tedesco Fritz Haber, autore dei gas asfissianti, viene assegnato il premio Nobel
- 10 ottobre - Con l'assistenza dell'esercito tedesco a Pskov viene fondata la Regione del nord (da non confondere con quella menscevica in Murmania), corrispondente alla parte settentrionale dell'oblast' occidentale che avrebbe dovuto essere restituito alla Russia e ora parte del Ducato Baltico Unito (la cui parte meridionale si è resa invece indipendente come Repubblica Popolare Bielorussa) dotata di un piccolo esercito mercenario russo anti-bolscevico composto da ex-prigionieri di guerra comandati da Aleksandr Rodzjanko (nipote di Michail Rodzjanko)
- 10 ottobre - In Serbia le truppe franco-serbe raggiungono Pristina, il 12 Niš (e quindi la ferrovia tra Belgrado e Costantinopoli: l'Impero Ottomano è così tagliato fuori dalle comunicazioni terrestri con la Germania), il 17 Peć; il 15 sul versante adriatico gli italiani entrano a Tirana e il 31 a Scutari mentre lo stesso giorno dal lato opposto i serbi entrano a Podgorica e il 4 novembre a Cettigne
- 11-17 ottobre - In previsione dell'inverno i cosacchi di Krasnov tentano un ultimo assalto su Caricyn, fallendo; preso atto della sconfitta, allentano temporaneamente l'assedio che dura da luglio - l'attenzione ora si concentra a sud verso Stavropol e Armavir, con aspri combattimenti fino metà novembre
- 14 ottobre - I britannici nella Transcaspia prendono Dushak e il 20 Tejen e si dirigono a est verso Merv
- 14 ottobre - Edvard Beneš trasforma il Consiglio nazionale cecoslovacco in Governo provvisorio cecoslovacco (riconosciuto subito dalla Francia), nel quale Masaryk è Presidente della Repubblica (lo sarà fino al 1935) e Beneš Primo ministro (ma poi la figura sarà retta inizialmente da Karel Kramář)
- 14 ottobre - L'Impero Ottomano (nel quale il 7 il Gran Visir Mehmed Talat Pascià è stato sostituito da Ahmed İzzet Pascià segnando la fine del regime dei Tre pascià del Comitato dell'unione e progresso) chiede un armistizio all'Intesa tramite il presidente americano Wilson (col quale gli ottomani non sono ufficialmente in guerra)
- 15 ottobre -  Dopo aver preso il controllo di Zagabria l'8, il Consiglio nazionale degli sloveni, croati e serbi proclama l'indipendenza della Croazia dall'Impero austroungarico
- 16 ottobre - L'imperatore Carlo I propone una riorganizzazione dell'Austria-Ungheria in una federazione di sei stati indipendenti nel nome dell'austroslavismo (Austria, Ungheria, Cechia, Iugoslavia, Polonia e Ucraina, oltre a una posizione specifica per Trieste e il suo territorio), ma la tardiva proposta fallisce nel suo intento: rigettata da Wilson il 18 tramite il segretario di Stato Robert Lansing, gli organismi indipendentisti negoziano ora direttamente con le potenze dell'Intesa; le autorità ungheresi rifiutano di aderire alla proposta nei loro territori, ed il 17 il parlamento ungherese vota per la fine dell'unione con l'Austria
- 18 ottobre - A Pjatigorsk capitale della Repubblica Sovietica del Caucaso settentrionale i bolscevichi di Ivan Lukič Sorokin massacrano in un eccidio 60 ufficiali dei bianchi di Radko Dimitriev (tra i quali l'ultimo ministro della giustizia zarista Nikolaj Aleksandrovič Dobrovolskij) e il 21 i membri del governo dell'ebreo bolscevico Rubin; il 28 i rivoltosi sono sconfitti e M.S. Akulov ristabilisce l'ordine
- 19 ottobre -  Nel territorio abitato dai tedeschi del Volga tra Caricyn a sud Samara a nord e la Cosacchia a est, al confine coi territori del Volga appena riconquistati i bolscevichi fondano la Comune laburista dei tedeschi del Volga (affidata a Ernst Reuter e con capitale Kosakenstadt), che viene a frapporsi esattamente tra i due fronti bianchi
- 19 ottobre -  La parte orientale della Galizia austriaca ("Rutenia Rossa") dichiara l'indipendenza come Repubblica Nazionale dell'Ucraina Occidentale
- 20 ottobre - I deputati di nazionalità tedesca della Dieta austriaca fondano l'Assemblea Nazionale Austriaca provvisoria, la quale il 25 di fronte all'ondata separatista invita tutte le terre abitate da tedeschi a formare le proprie assemblee provvisorie locali; il 21 a Vienna scoppiano vasti scioperi e disordini rivoluzionari da parte degli austro-marxisti di Otto Bauer: inizia il mito della "Rotes Wien"
- 23 ottobre - I ribelli osseti filo-bolscevichi nella zona di Roki proclamano la Repubblica sovietica e avanzano verso Tskhinvali, ma dopo essere stati sconfitti dai georgiani si ritirano nella Repubblica Sovietica del Caucaso settentrionale
- 23 ottobre - Il Consiglio di Reggenza della Polonia dopo la caduta il 9 del governo di Kucharzewski nomina nuovo capo di governo Józef Świeżyński e avvia la coscrizione all'esercito dopo che il 19 la "Polska sila Zbrojna" (l'esercito polacco filo-tedesco di von Beseler) è stata posta sotto il comando del Consiglio di Reggenza, venendo a costituire il nucleo di partenza dell'esercito della Polonia libera - il 24 i deputati di etnia polacca abbandonano il Reichsrat austro-ungarico
- 23 ottobre - In Germania liberati i prigionieri politici (tra i quali Rosa Luxemburg e Karl Liebknecht)
- 24 ottobre -  I territori della Slavonia, della Dalmazia, e della Sirmia dichiarano il loro scorporo dall'Impero austroungarico e il 29 l'aggregazione alla già indipendente Croazia come Stato degli Sloveni, Croati e Serbi; Bosnia ed Erzegovina separate così geograficamente dall'Impero vengono proclamate parte del nuovo stato "croato", ma un governo di etnia serba viene creato a Banja Luka con l'intenzione dell'unione della Bosnia al Regno di Serbia alleato della coalizione vincitrice della guerra (mentre il nuovo stato "croato" viene considerato unilateralmente come parte sconfitta in quanto visto né più né meno come porzione territoriale erede legittima dell'Impero austro-ungarico)
- 24 ottobre - In Siberia il PSR adotta il "manifesto di Černov", critico verso il Direttorio di Ufa
- 26 ottobre - In Siberia nostalgici zaristi filo-bolscevichi uccidono il socialrivoluzionario ebreo Boris Moiseenko; in reazione il 27 i bolscevichi giustiziano l'ottobrista Protopopov (filo-tedesco ultimo Ministro degli Interni zarista) - il patriarca Tichon condanna il terrore rosso, come reazione al quale incomincia a fare capolino l'antisemitismo (dato che la maggior parte dei membri della Čeka sono ebrei)
- 26 ottobre - Reparti canadesi sbarcano a Vladivostok
- 27 ottobre - Tramite Gyula Andrássy il Giovane (a questo scopo nominato il 25 ministro degli esteri al posto di Burián) l'Austria-Ungheria chiede un armistizio all'Intesa (mentre la Germania già dal 4 ha avviato trattative)
- 28 ottobre -  Giornata dell'indipendenza dello Stato Cecoslovacco: i territori slavi della Cisleitania del nord (Boemia e Moravia) si dichiarano indipendenti dall'Impero austroungarico - la Legione Ceca in Siberia cessa i combattimenti. Le autorità locali delle aree di lingua tedesca (Sudetenland, Slesia ceca, Boemia tedesca) non aderiscono alla secessione ed il 29 si dichiarano provincia dei Sudeti; anche Böhmerwaldgau, Deutschsüdmähren e alcune città isolate (Brünn, Iglau, Olmütz) non accettano la secessione
- 29 ottobre - Fondato il Komsomol ("Unione della Gioventù Comunista Russa")
- 29 ottobre - Ammutinamento della flotta tedesca a Wilhelmshaven per opporsi al piano suicida di attacco a Londra deciso dai vertici della Marina il 28
- 29 ottobre-4 novembre - A Parigi si tiene una conferenza sulle condizioni di pace (stavolta partecipano gli americani dopo quella del 6 nella quale erano assenti): per l'ennesima volta britannici e francesi non sono propensi ad accettare (Lloyd George con estrema lungimiranza non crede alla "sincerità democratica" tedesca e paventa che un armistizio in questo momento consentirebbe alla Germania di riprendere la guerra "nel giro di vent'anni"), ma temendo una pace separata americana o un suo ritiro dai combattimenti il 30 accettano di negoziare con la Germania
- 30 ottobre - L'Assemblea Nazionale Austriaca provvisoria (creata il 20) crea un Consiglio di Stato come organo esecutivo. A Vienna una grande manifestazione chiede l'instaurazione della Repubblica
- 30 ottobre -  Il Consiglio nazionale slovacco (creato il 12 settembre) con la Dichiarazione di Martin dichiara l'unione dei territori slavi della Transleitania del nord (Alta Ungheria o Slovacchia) a Boemia e Moravia a formare la Cecoslovacchia - le autorità ungheresi si oppongono, e i cechi dalla Moravia avanzano militarmente nel territorio slovacco, mentre gli abitanti tedeschi e ungheresi di Presburgo la dichiarano "città libera"
- 30 ottobre - Dopo la fuga di Enver Pascià da Costantinopoli il 26 davanti l'incalzare dell'esercito britannico da ovest, L'Armistizio di Mudros segna la resa dell'Impero ottomano
- 30 ottobre - Nella Galizia austriaca la Repubblica di Zakopane dichiara l'indipendenza dalla Repubblica Nazionale dell'Ucraina Occidentale con la prospettiva dell'unione alla Polonia (che viene realizzata il 16 novembre)
- 30 ottobre - A Trieste incominciano a comparire impunemente le prime bandiere italiane esposte ai balconi delle case

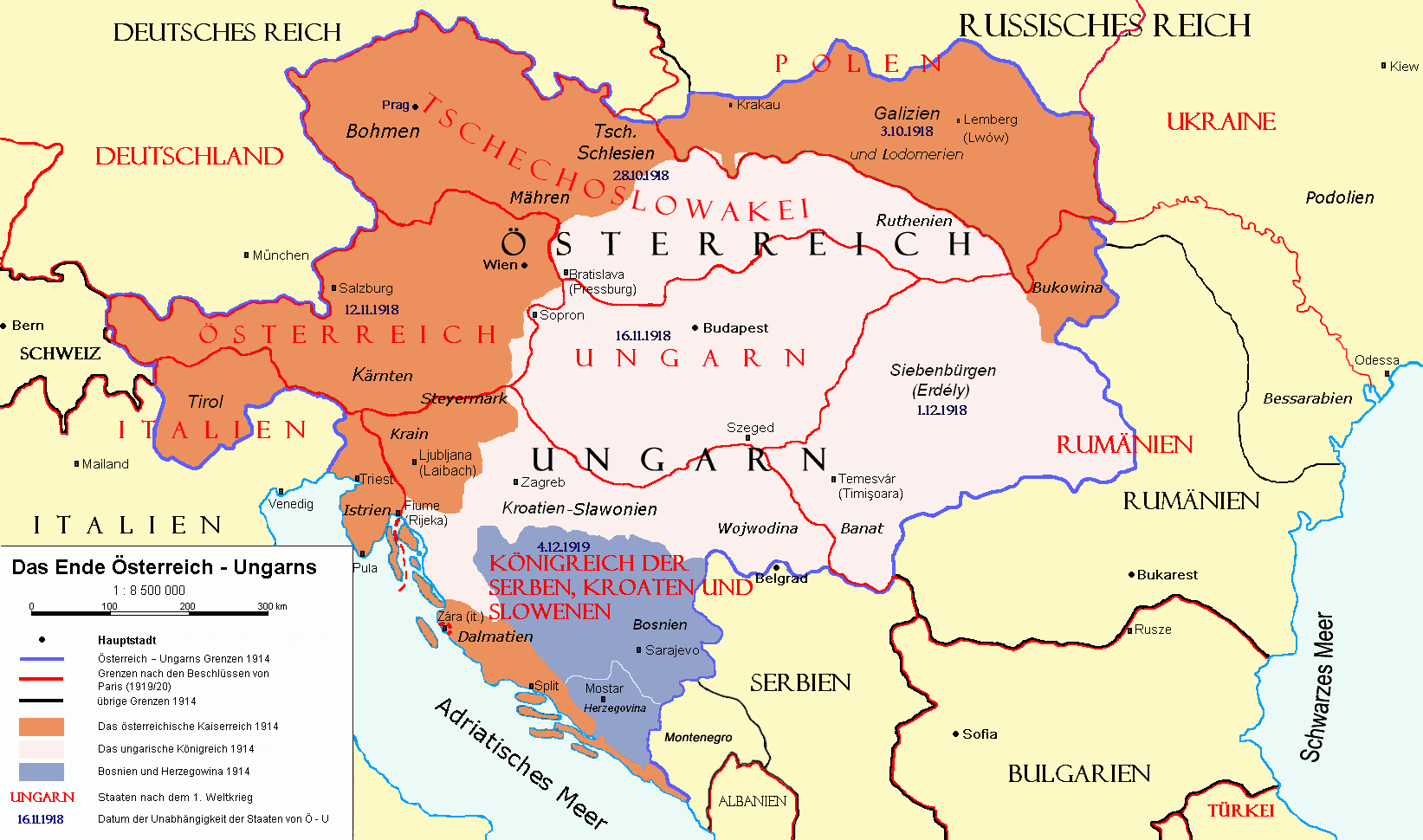
Dissoluzione dell'Impero austro-ungarico

- 31 ottobre -  Il Regno d'Ungheria dichiara cessata la sua unione dinastica con l'Austria e si proclama indipendente: "rivoluzione dei crisantemi" guidata dal conte Mihály Károlyi del "blocco democratico per il suffragio", che viene nominato Primo ministro da Giuseppe Augusto d'Asburgo-Lorena (reggente per l'Ungheria nominato da Re Carlo il 27) al posto di János Hadik (che ha sostituito Sándor Wekerle solo il 29); l'ex primo ministro (fino al 15 giugno 1917) il perfido István Tisza viene assassinato; il giorno seguente in conseguenza di ciò e su iniziativa delle etnie non ungheresi (maggioritarie: tedeschi, romeni, slavi, ebrei) il territorio dell'ex banato di Timișoara si dichiara indipendente dall'Ungheria come Repubblica del Banato nella prospettiva di rimanere legato all'Impero austriaco - viene sciolto l'esercito ungherese
- 31 ottobre - Essendosi frapposta la neonata Cecoslovacchia a separarli fisicamente dal governo di Vienna, i territori di Cracovia, Galizia occidentale e la parte orientale della Slesia austriaca (Ducato di Teschen) sono prese arbitrariamente dalla Polonia col beneplacito tedesco (Germania e Austria sono ormai in rotta a causa delle reciproche trattative di armistizio col nemico svolte separatamente)
- novembre - Inizia la Rivoluzione egiziana del 1919 contro gli occupanti britannici (sarà domata a luglio 1919)
- novembre - Nella seconda campagna del Kuban' il fronte tra bianchi e bolscevichi è ora situato al semiarco anteriore Affezionato-Pietro il Grande-Workshop-Prijutnenskij rajon-Petrovskij rajon-Oak-Kursavka-Vorovskolesskaya-Kislovodsk-Nal'čik
- 1º novembre - In seguito alla dichiarazione d'indipendenza della Repubblica Nazionale dell'Ucraina Occidentale del 19 ottobre (territorio cui dopo aver occupato l'altra metà della Galizia il filo-tedesco Regno di Polonia brama ora l'annessione) l'esercito polacco con il beneplacito tedesco entra nel territorio: incomincia la guerra polacco-ucraina - il 3 la Camera del Popolo di Černivci decide l'adesione del nord della Bucovina all'Ucraina Sovietica
- 1º novembre - Dopo l'ammutinamento della flotta iniziato a Wilhelmshaven il 29, in Germania scoppiano rivolte e si formano Soviet sul modello russo: incomincia la "rivoluzione di novembre"
- 1º novembre - Le forze franco-serbe entrano a Belgrado ed il 3 raggiungono i confini con la Bosnia
- 1º novembre - In contrasto con l'"Unione Don-Caucaso" (la quale non riconosce lo Stato russo sorto dopo il congresso di Ufa) del filo-tedesco Krasnov, nella "Nuova Russia" Denikin (che ha da poco sostituito il defunto generale Alekseev al Comando supremo delle forze della Russia meridionale) crea il "Governo provvisorio della Russia meridionale" come parte dello Stato russo sorto dopo il congresso di Ufa di settembre con lo scopo di mantenere una Russia unitaria nei confini dell'ex Impero zarista

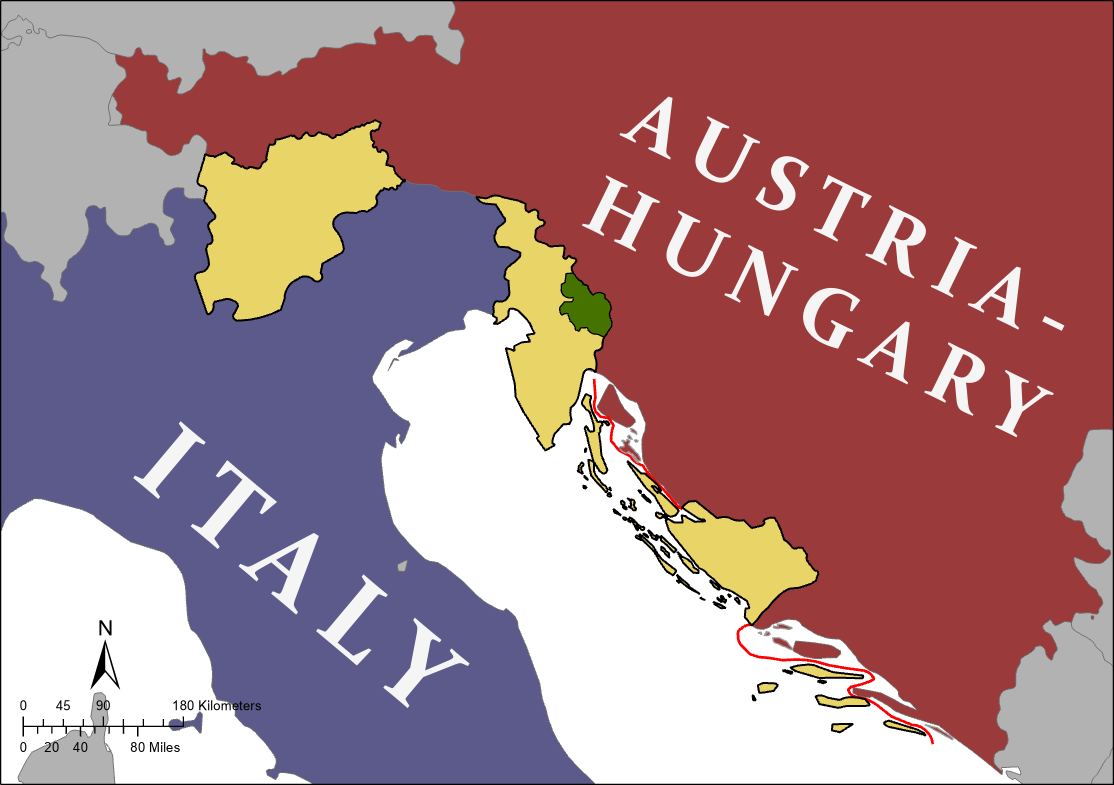
In giallo ocra sono indicati i territori promessi all'Italia con il Patto di Londra del 1915. La Dalmazia settentrionale, nel 1919, venne invece assegnata, contro la volontà dell'Italia, al nuovo regno serbo-croato-sloveno. La mancata annessione della Dalmazia all'Italia fu una delle cause di insoddisfazione che portarono alla definizione di "vittoria mutilata", che venne in parte mitigata dal trattato di Rapallo (1920), per i risultati della pace; Fiume è lasciata all'Impero austro-ungarico dato che non se ne prevedeva la dissoluzione.

- 1º novembre - Dopo l'aggregazione di Slavonia Dalmazia e Sirmia alla già dichiaratasi indipendente (dal 15 ottobre) Croazia avvenuta il 29 ottobre come "Stato degli Sloveni, Croati e Serbi", ora ad esso si unisce la Carniola, nella quale però le istituzioni locali di Marburg an der Drau, Cilli e Pettau, nonché l'exclave di lingua tedesca di Gottschee, invece dichiarano di voler rimanere parte dell'Austria. In assenza di un confine etnico o storico chiaramente definito, un esercito mercenario sloveno ("Maistrovi borci") comandato da Rudolf Maister occupa la Carniola entro il 5 ed entra in Carinzia e nella Stiria con Marburg an der Drau, Bad Radkersburg, Spielfeld, Mureck, Apače e occupando entro il 23 il Rosental, la valle del Gail, Ferlach e Völkermarkt a nord della Drava, quando le autorità austriache si ritirano a Spittal an der Drau e un'organizzazione paramilitare filo-austriaca ("Wache Grüne") ferma l'avanzata slovena: incomincia il conflitto austro-sloveno in Carinzia; anche sul Litorale austriaco, Trieste, Istria, e sulla Dalmazia sorge un contenzioso essendo stati promessi all'Italia dal Patto di Londra del 1915, nonché sul destino di Fiume (il cui Consiglio Nazionale il 30 ottobre ha proclamato l'annessione all'Italia), enclave ungherese il cui status è ora incerto essendo da sempre stata un "Corpus separatum" amministrato direttamente dal governo di Budapest e non da quello autonomo della Croazia-Slavonia; il 4 mentre nella Dalmazia le autorità croate sostituiscono quelle austriache, l'esercito italiano entra a Trieste e la marina sbarca in Istria
- 2 novembre -  Il Regno di Lituania scioglie il legame con la Germania. Il 5 Augustinas Voldemaras è nominato Primo ministro, e l'11 la Lituania si proclama repubblica con Antanas Smetona Presidente
- 3 novembre - L'Austria sigla l'armistizio con l'Intesa (ma esso non vale per l'Ungheria, già dichiaratasi indipendente, considerata dall'Intesa un nemico al pari dell'Austria) - la Germania deve così spostare truppe in Baviera per prevenire un attacco italiano dal Tirolo (dove il 7 gli italiani entrano a Bolzano e Merano)
- 3 novembre - Dalla scissione negli austro-marxisti (poiché ripudiati da Lenin come "centristi") viene fondato da Ruth Fischer l'ortodosso Partito Comunista d'Austria
- 3 novembre -  Il Regno di Polonia scioglie il legame con la Germania e si proclama Seconda Repubblica di Polonia nominando capo del governo il filo-Intesa Władysław Wróblewski al posto del filo-tedesco Świeżyński; il 5 a Lublino viene creato il Governo provvisorio popolare dal socialista Ignacy Daszyński, che il 7 sostituisce il reazionario Wróblewski al governo dell'intera Repubblica di Polonia. L'11 avviene la Dichiarazione ufficiale di indipendenza della Polonia dalla Russia, e dall'Austria delle parti annesse l'1
- 3 novembre - Dopo l'ammutinamento della flotta di stanza a Wilhelmshaven iniziato il 29, la rivolta dei marinai si estende con l'ammutinamento generale della flotta tedesca ancorata a Kiel
- 3 novembre -  In seguito allo sgombero delle truppe ottomane, l'anti-armeno Naxçıvan si proclama indipendente come Repubblica di Aras comprendente gli ex uezdy di Naxçıvan, Sharur-Daralagez e Surmal, con Jafargulu Khan Nakhchivanski (Cafer Kuli Han).
 Il 9 l'Azerbaigian si proclama libero dall'influenza ottomana
- 3 novembre - A Omsk viene firmato il trasferimento dei poteri sullo Stato russo dal "Consiglio direttivo" ("Direttorato di Ufa" del moderato Avksent'ev) al Governo provvisorio panrusso del reazionario Vologodskij (già presidente del Governo Provvisorio siberiano, Vologodskij sostituisce quindi Avksent'ev come presidente del consiglio dello Stato russo) che il 4 forma il suo dicastero (nel quale uno dei pochi militari nostalgici zaristi ad aver aderito ai bianchi anziché ai bolscevichi, l'ex comandante della Flotta del Mar Nero vice ammiraglio Aleksandr Vasil'evič Kolčak è ministro della guerra), che da molti ministri dell'ala destra (i quali avrebbero desiderato la restaurazione dello zarismo invece di quest'ulteriore compromesso) viene però interpretato in modo denigratorio come un nuovo "governo Kerenskij" o come "il dilemma della capra e del cavolo"; nei giorni seguenti vengono dichiarati ufficialmente aboliti e annessi a esso tutti i vari governi autonomi nel territorio dell'ex Impero russo: il 4 il Governo Provvisorio siberiano (con il Komuč che dal 23 settembre vi era fuso); il 5 l'esercito dei cosacchi di Orenburg e dell'Ural (affidato a Dutov da ottobre) è sciolto, il 10 il Governo provvisorio degli Urali (già scioltosi il 28 ottobre essendone il territorio occupato dai bolscevichi), il 13 il governo dell'autonomia di Alash, il 16 un progetto di decreto è stato preparato sulla soppressione del governo baschiro di Junus Julbarisovič Bikbov (nel territorio però esso continua ancora a operare) - il nuovo Governo provvisorio panrusso stabilisce per il 1º gennaio 1919 il suo scioglimento con la riconvocazione degli stessi delegati eletti nel novembre 1917 all'Assemblea Costituente chiusa dai bolscevichi a gennaio, alla quale cederà il potere

- 4 novembre -  Ostile all'incorporazione alla Polonia, nella Galizia ex austriaca si scorpora da essa la piccola Repubblica di Komańcza con l'intenzione di unirsi alla Repubblica Nazionale dell'Ucraina Occidentale
- 4 novembre - Fondato il Partito Comunista di Grecia (KKE)
- 5 novembre - In violazione della linea di demarcazione stabilita il 3, i serbi attraversano i fiumi Sava e Drina entrando in Slavonia e Bosnia (ossia nello Stato degli Sloveni, dei Croati e dei Serbi già resosi indipendente)
- 5 novembre - Dopo una trepidante attesa (vissuta nel timore imminente dello scoppio della rivoluzione comunista e di un attacco italiano in Baviera) all'ultima nota inviata il 27 ottobre, Wilson risponde al governo tedesco con la "nota Lansing" - Massimiliano di Baden vorrebbe temporeggiare a oltranza, ma il generale Wilhelm Groener (vice capo di Stato Maggiore, successore di Ludendorff dal 29 ottobre), spinto da Erzberger e Philipp Scheidemann, insiste per accettarla subito (come deciso da loro il 17 ottobre) - il 6 Erzberger giunge a Compiègne
- 5 novembre - Viene giustiziato Roman Malinowski, spia dell'Ochrana tra i bolscevichi (per i quali è stato deputato alla IV Duma) responsabile degli arresti del 23 febbraio 1913
- 5 novembre - Si svolge una conferenza tra Cecoslovacchia e Polonia per la definizione dei reciproci confini: a est (cioè la parte slovacca) è confermato il vecchio confine storico tra Transleitania e Cisleitania, ma nel breve tratto ("corridoio di Moravia") che si trova tra il confine con la Germania e quello imperiale c'è discordanza tra le parti non essendo storicamente mai esistito un preciso confine importante tra la Moravia (ora cecoslovacca) e la Galizia (ora polacca); la Polonia concede alla Cecoslovacchia una piccola striscia occidentale del territorio occupato arbitrariamente, lasciandola insoddisfatta
- 5-6 novembre - Le sommosse popolari iniziate l'1 in varie zone della Germania in appoggio all'ammutinamento della Flotta partito il 29 dal porto di Wilhelmshaven e il 4 da Kiel, si diffondono a Lubecca e Amburgo, coinvolgendo la città di Wilhelmshaven il 6, e si estendono verso sud, a Colonia e Monaco il 7 e Francoforte l'8, da cui si diffondono anche da lì nel resto del paese. Il 7 in Baviera è abolita la monarchia, Ludovico III di Baviera è il primo dei monarchi tedeschi a venire ufficialmente destituito, l'8 a Monaco l'ebreo Kurt Eisner (capo dell'USPD) proclama una Repubblica socialista non bolscevica (marxismo consiliarista) - l'SPD intima al Kaiser di Germania Guglielmo II (che si trova a Spa) di abdicare
- 6 novembre - La delegazione russa bolscevica a Berlino guidata da Joffe è espulsa dal paese con l'accusa di preparare una rivolta comunista
- 6 novembre - Cade il governo filo-tedesco di Marghiloman in Romania (sostituito da Constantin Coandă fino al 29 e poi da Ion I. C. Brătianu); il 9 le forze tedesche occupanti dopo un ultimatum incominciano il ritiro da essa, e il 10 il nuovo governo annuncia il ripudio del trattato col quale il 7 maggio la Romania si era arresa agli Imperi centrali
- 6 novembre - In Galizia si dichiara indipendente dalla Repubblica Nazionale dell'Ucraina Occidentale la Repubblica di Tarnobrzeg, di stampo comunista e di etnia polacca; sarà occupata dalla Polonia all'inizio del 1919
- 6 novembre - I fucilieri lettoni uccidono Lavrentij, vescovo di Balachna, vicario della diocesi di Nižnij Novgorod
- 6-9 novembre - VI Congresso panrusso dei Soviet: sono aboliti i Soviet dei kombedy (oramai superflui dopo che da agosto i bolscevichi sono divenuti egemoni in tutti i Soviet estromesso il PSR di sinistra)
- 7 novembre - Nel primo anniversario della rivoluzione d'ottobre a Mosca si inaugura una statua di Karl Marx
- 7 novembre - Il capo dei bolscevichi di Ust'-Kamenogorsk Jakov Ušanov viene gettato nella caldaia del piroscafo "Mongol" dall'atamano Annenkov

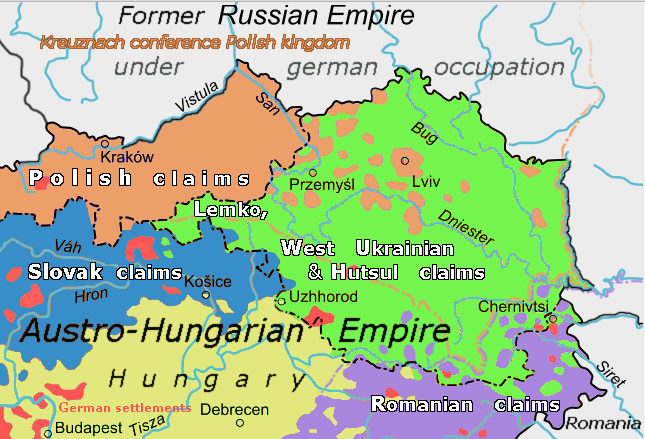

- 8 novembre - Nella Rutenia subcarpatica incominciano dissidi tra chi vorrebbe rimanere nell'Ungheria e chi vorrebbe il passaggio all'Ucraina; a Kőrösmező Stepan Kločurak dichiara l'unione alla Repubblica Nazionale dell'Ucraina Occidentale, ma essendo attualmente impraticabile dichiara temporaneamente l'indipendenza come  Repubblica huzula
- 8 novembre -  A Berlino viene istituito un Consiglio dei Commissari del popolo; Scheidemann proclama la Repubblica
- 9 novembre - Guglielmo II, Kaiser di Germania, a Spa viene dichiarato decaduto e venendo dissuaso dal generale Groener dal marciare con l'esercito su Berlino, il 10 si reca in esilio nei Paesi Bassi - il potere legislativo è affidato a un Congresso Nazionale dei Soviet degli operai e dei soldati; viene indetto il Patto Ebert-Groener (che caratterizzerà la peculiare forma della democrazia contrattata tra politici e militari finalizzato a evitare una rivoluzione comunista). Massimiliano di Baden (Cancelliere dal 3 ottobre) si dimette e viene sostituito da Friedrich Ebert (SPD) come Cancelliere di un governo di coalizione SPD-USPD
- 9 novembre -  Si proclama indipendente dalla Germania la Repubblica sovietica di Alsazia -  l'11 dall'unione con la Lorena nasce la Repubblica di Alsazia-Lorena (annessa dalla Francia il 17)
- 9-11 novembre - Iževsk e Votkinsk riprese dai bolscevichi; a Minusinsk incomincia una rivolta contro i bianchi fino al 7 dicembre

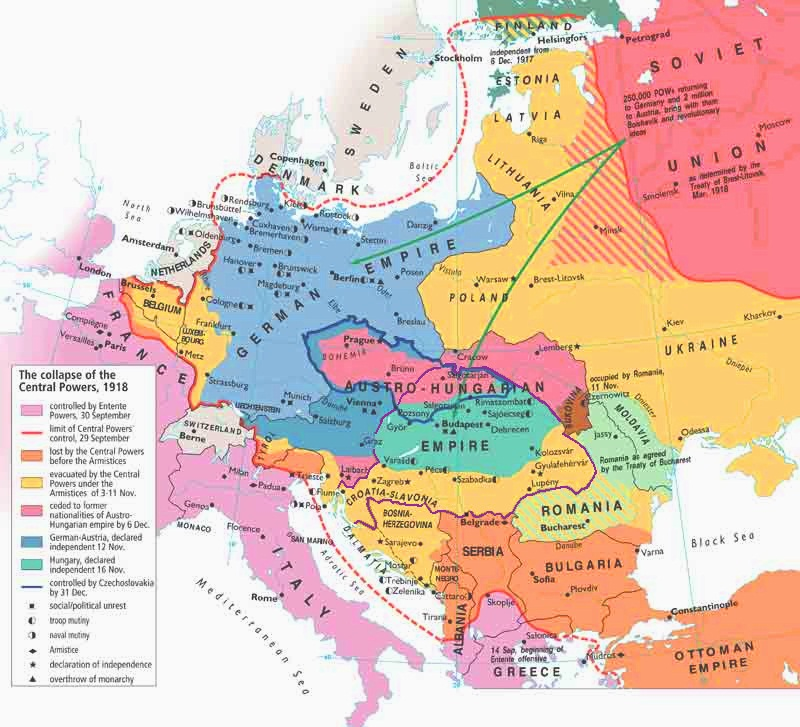

- 10 novembre - In Posnania attorno a Ostrów Wielkopolski si dichiara indipendente dalla Germania la filo-polacca Repubblica di Ostrów; il 26 si scioglie e ritorna pacificamente sotto controllo tedesco
- 10 novembre - La Romania dichiara nuovamente guerra alla Germania e all'Ungheria (l'Austria invece ha già firmato il 3 l'armistizio con l'Intesa; a causa dell'incertezza sullo status dell'Ungheria dichiaratasi indipendente dall'Austria non viene applicata anche a essa l'armistizio siglato dall'Austria): incomincia la guerra romeno-ungherese
- 10 novembre - Le forze franco-serbe dell'Intesa oltrepassano il Danubio a Belgrado e avanzando nella parte occidentale del Banato (pur da poco dichiaratosi indipendente dall'Ungheria e intenzionato a rimanere legato all'Impero austriaco che ha già ottenuto il 3 l'armistizio) puntano verso Budapest arrivando il 13 a Horgoš (pressoché alle porte di Seghedino), ove si arrestano (l'intera zona di occupazione viene poi unilateralmente trattenuta dalla Serbia in violazione del Trattato di Bucarest del 1916 che assegnava l'intero Banato alla Romania)
- 10 novembre - Ebert comunica a Erzberger (che attende a Compiègne dal 6) l'autorizzazione ad accettare l'armistizio secondo la "nota Lansing" del 5 - saranno tutti accusati come "criminali di novembre"
- 11 novembre - Erzberger a nome della Germania accetta l'Armistizio di Compiègne